# Tecklenburger Land
Das Tecklenburger Land ist eine Region im nordwestlichen Nordrhein-Westfalen und stellt einen Teilraum des Kreises Steinfurt dar. Es wird vom Teutoburger Wald durchzogen und ist vom Münsterland, dem Emsland und dem Osnabrücker Land umgeben. Der Begriff ist nicht eindeutig abgegrenzt, da er sowohl historische als auch geografische Aspekte umfasst, bezieht sich jedoch heutzutage in der Regel auf das Gebiet des ehemaligen Kreises Tecklenburg. Die Bezeichnung ist eng mit dem Grafenhaus Tecklenburg verbunden und verweist auf das historische Herrschaftsgebiet der Tecklenburger Grafen.
Die Region ist durch eine ausgeprägte Hügellandschaft gekennzeichnet, die sich deutlich vom flacheren Umland des Münsterlandes abhebt. Der Teutoburger Wald bildet mit seinen bewaldeten Höhenzügen das zentrale landschaftliche Element. Die höchsten Erhebungen überschreiten 200 Meter über dem Meeresspiegel. Zahlreiche kleinere Fließgewässer sowie ausgedehnte Waldflächen strukturieren das Gebiet zusätzlich.
Wirtschaftlich war das Tecklenburger Land über lange Zeiträume vor allem land- und forstwirtschaftlich geprägt. Eine zentrale Rolle spielte zudem der Steinkohlenbergbau, insbesondere im Raum Ibbenbüren, wo die Förderung im 16. Jahrhundert begann und bis 2018 andauerte. Mit der Industrialisierung entstanden kleinere Betriebe, vor allem in der Textil- und Maschinenbauindustrie. Heute ist die Wirtschaftsstruktur überwiegend mittelständisch. Der Tourismus hat in den letzten Jahrzehnten an Bedeutung gewonnen, unter anderem durch Wanderwege wie den Hermannsweg sowie kulturelle Veranstaltungen wie die Freilichtspiele in Tecklenburg.

## Geographie

### Lage und Grenzen
Heutzutage werden die Grenzen des Tecklenburger Landes oft mit denen des ehemaligen Kreises Tecklenburg im nördlichen Nordrhein-Westfalen gleichgesetzt. Der frühere Kreis Tecklenburg entsprach weitgehend dem über Jahrhunderte gewachsenen regionalen Lebensraum.
Die Definition der Region hat sich in der Bevölkerung durch die Organisation zahlreicher Verbände und Vereine auf dieser Ebene gefestigt und bleibt trotz abweichender Darstellungen im Tourismusmarketing bestehen. Landschaftlich oder historisch werden manchmal auch benachbarte Gemeinden wie Schapen, Saerbeck und Hembergen zum Tecklenburger Land gezählt.
Das Tecklenburger Land erstreckt sich größtenteils im Bereich des Niedersächsischen Berglands, insbesondere innerhalb des Teutoburger Walds. Das Gebiet um Ibbenbüren, Mettingen, Tecklenburg und Westerkappeln ist besonders durch seine hügelige und waldreiche Landschaft geprägt. Der Höhenzug des Teutoburger Waldes findet seinen westlichen Abschluss bei Bevergern im Huckberg.
Südlich dieses Mittelgebirgszugs beginnt die Westfälische Bucht – eine flachere, leicht hügelig geprägte Landschaft. Zu ihr zählen unter anderem Ladbergen sowie Teile von Riesenbeck, Lengerich und Lienen. Im Norden hingegen schließt sich die Norddeutsche Tiefebene an. Dort liegt auch die Plantlünner Sandebene, ein Teil der Dümmer-Geestniederung, die durch sandige Böden und flache Geestlandschaften charakterisiert ist. Zu dieser Sandebene gehören die Ortschaften Schale, Dreierwalde sowie Teile von Recke und Hörstel.
Aus landschaftlicher und raumpolitischer Perspektive bildet das Tecklenburger Land eine natürliche Fortsetzung des Osnabrücker Landes, das an der niedersächsischen Landesgrenze seinen Abschluss findet. Im Süden schließt sich das Münsterland an, während westlich das Emsland angrenzt. In topografischen Darstellungen wird das Tecklenburger Land als eigenständiger Landschaftsraum zwischen dem Osnabrücker Land und dem Münsterland ausgewiesen.

### Städte und Gemeinden

Lage des Tecklenburger Landes mit seinen Städten und Gemeinden an der Grenze zu Niedersachsen

Das Tecklenburger Land umfasst insgesamt elf Städte und Gemeinden, die im allgemeinen Sprachgebrauch häufig als TE-Gemeinden bezeichnet werden – eine Bezeichnung, die auf den ehemaligen Kreis Tecklenburg zurückgeht. Die bevölkerungsreichsten Städte innerhalb dieser Region sind Ibbenbüren mit 51.803 Einwohnern sowie Lengerich mit 22.557 Personen. Beide Städte übernehmen die Funktion eines Mittelzentrums im regionalen Raumordnungssystem. Ergänzt wird das Städtespektrum durch Hörstel (20.166 Einwohner) und Tecklenburg (9098 Einwohner).
Die einwohnerstärkste Gemeinde ist Lotte mit 13.770 Einwohnern, die unmittelbar an die Stadt Osnabrück angrenzt. Weitere Gemeinden mit einer Einwohnerzahl von über 10.000 sind Mettingen (11.654), Recke (11.341) und Westerkappeln (10.876). Die kleinste Gemeinde stellt Ladbergen mit 6906 Personen dar, gefolgt von Hopsten (7717) und Lienen (8512).
Im Zuge der kommunalen Gebietsreform der 1970er Jahre wurden zahlreiche der heutigen Städte und Gemeinden durch die Zusammenlegung vormals eigenständiger Ortschaften gebildet. Trotz dieser administrativen Neustrukturierung bewahren viele dieser Ortsteile bis heute eine eigenständige gesellschaftliche Identität, die sich insbesondere in der Vereinslandschaft und in lokalen Initiativen manifestiert. In diesem Kontext sind insbesondere die Ortsteile Bevergern, Dreierwalde und Riesenbeck (heute Teil der Stadt Hörstel), Brochterbeck, Ledde und Leeden (Stadt Tecklenburg), Halverde und Schale (Gemeinde Hopsten) sowie Wersen (Gemeinde Lotte) hervorzuheben.

### Nachbarregionen

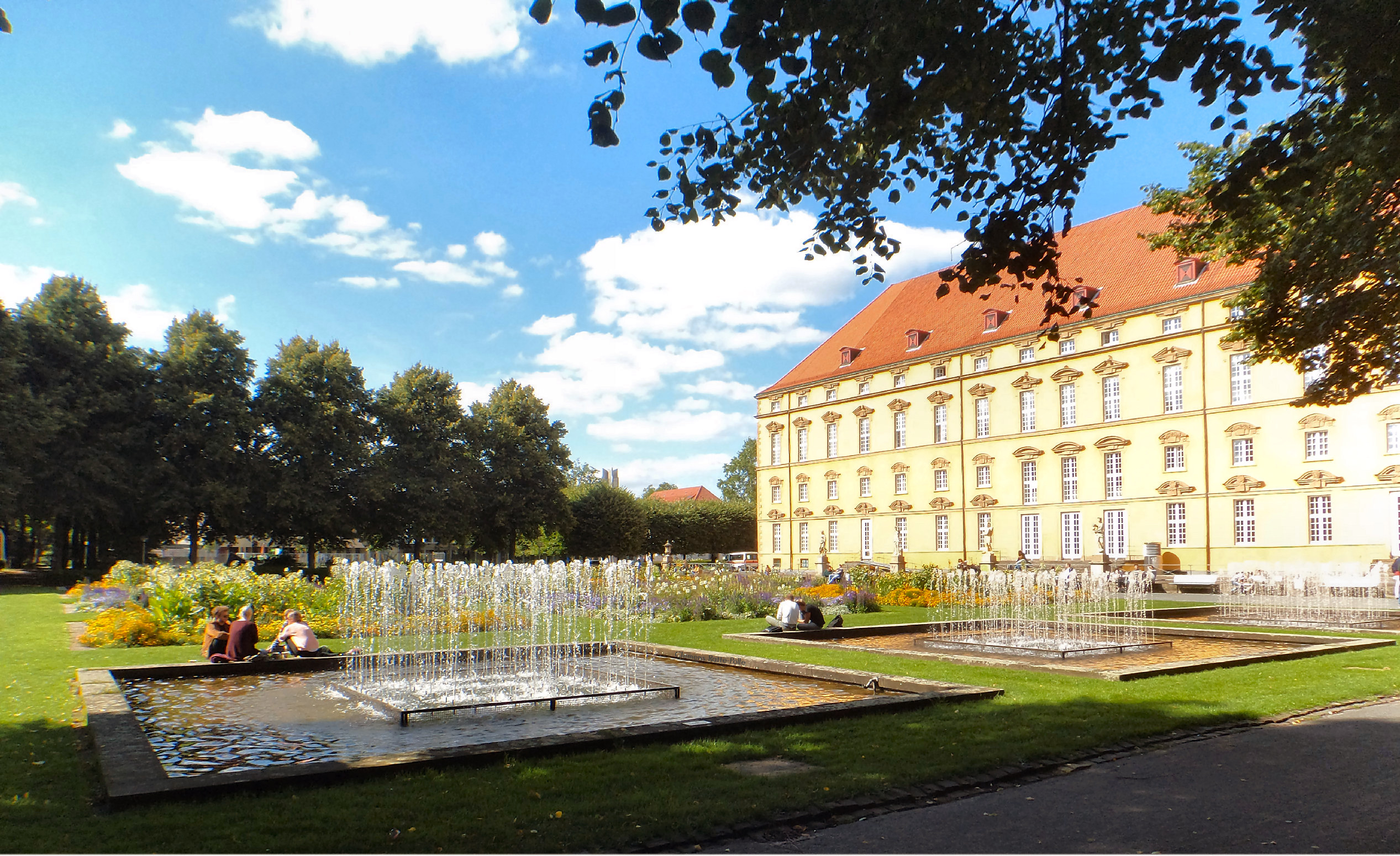
Osnabrück mit Universität (im Bild) und Hochschule ist ein bedeutender Wissenschaftsstandort mit besonderer Bedeutung für das Tecklenburger Land.

Das Tecklenburger Land befindet sich im nordwestlichen Nordrhein-Westfalen und nimmt eine zentrale Lage zwischen mehreren Regionen und Landkreisen ein – sowohl innerhalb des Bundeslandes als auch im angrenzenden Niedersachsen. Aufgrund dieser geografischen Position fungiert die Region als bedeutender Verbindungsraum mit vielfältigen interregionalen Verflechtungen.
Im Westen und Norden grenzt das Gebiet innerhalb des Kreises Steinfurt an Städte wie Rheine, Emsdetten, Greven sowie die Gemeinde Saerbeck. Darüber hinaus bestehen räumliche Bezüge zum niedersächsischen Emsland insbesondere zu Städten wie Lingen. Diese benachbarten Regionen sind über ein gut ausgebautes Verkehrsnetz – unter anderem durch die Bundesstraßen B 70 und B 214 – eng angebunden. Die infrastrukturelle Anbindung begünstigt sowohl die Mobilität als auch den wirtschaftlichen und gesellschaftlichen Austausch.
Im nordöstlichen und südlichen Umland schließen sich der niedersächsische Landkreis Osnabrück sowie der nordrhein-westfälische Kreis Warendorf an. Städte wie Osnabrück und Bad Iburg stehen in enger kultureller, wirtschaftlicher und infrastruktureller Verbindung zur Region. Der Kreis Warendorf, geprägt durch ländliche Strukturen, liefert zudem relevante Impulse in den Bereichen Landwirtschaft, Tourismus und Regionalentwicklung. Die Nähe zum Hochschulstandort Osnabrück stärkt darüber hinaus die Bildungs- und Forschungslandschaft des Tecklenburger Landes.

### Berge

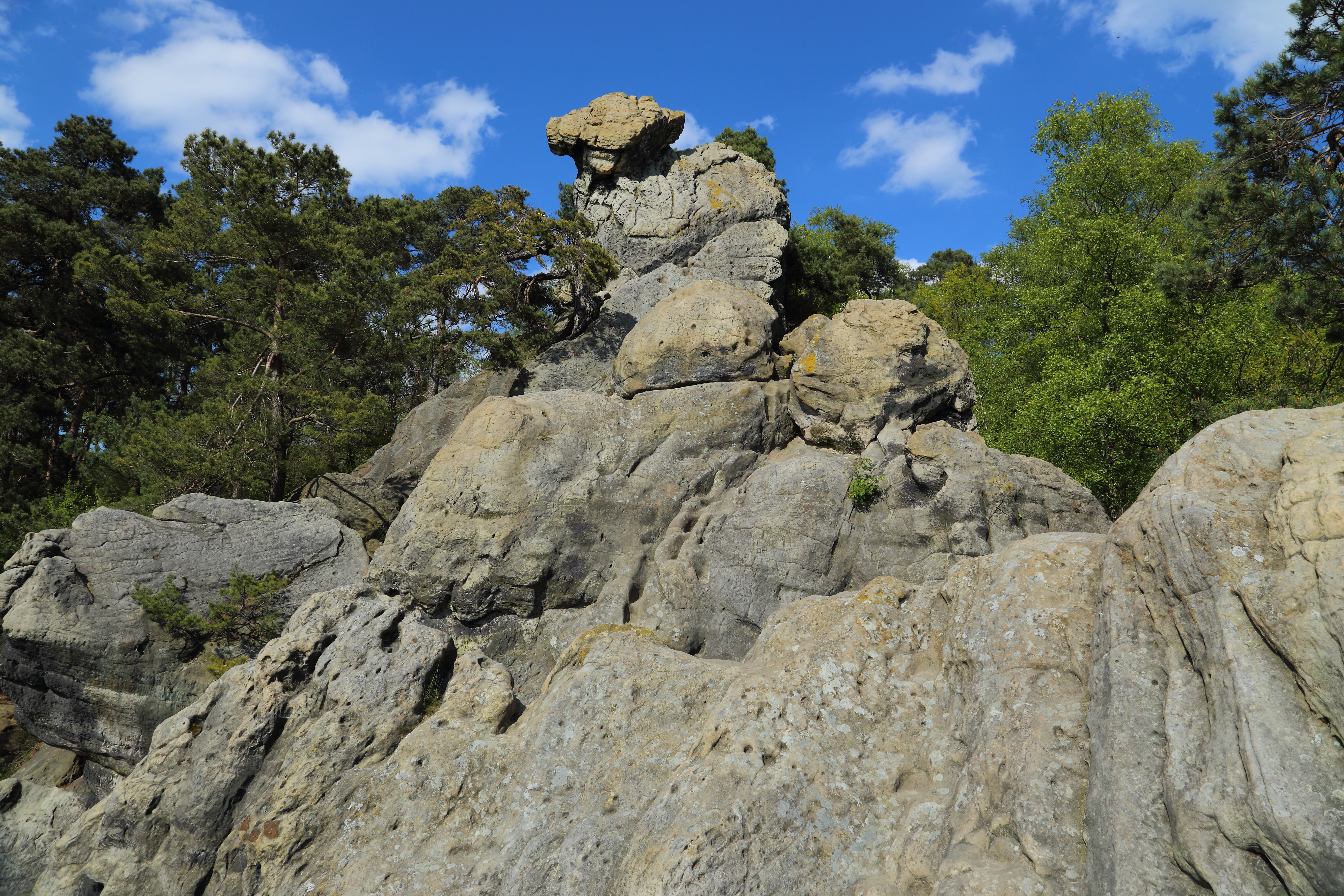
Markante Felsformation in den Dörenther Klippen bei Ibbenbüren, bezeichnet nach einer alten Volkssage als Hockendes Weib

Der Mittelgebirgszug des Teutoburger Waldes, der sich von der Landesgrenze bei Lienen im Südosten bis nach Hörstel im Südwesten erstreckt, prägt das Tecklenburger Land maßgeblich. Die höchsten Erhebungen dieser Region befinden sich im Südosten an der Grenze zum Landkreis Osnabrück. Dazu zählen der Westerbecker (236 m ü. NN) sowie der Lienener Berg (225 m ü. NN), beide in der Nähe von Lienen gelegen.
Die Stadt Tecklenburg liegt auf dem Kamm des Teutoburger Waldes und gilt als die nördlichste Bergstadt Deutschlands. Weitere markante Erhebungen in diesem Bereich sind der Leedener Berg (202 m ü. NN) in Tecklenburg-Leeden sowie die Dörenther Klippen (159 m ü. NN) in Ibbenbüren. In westlicher Richtung nimmt die Höhe der Berge allmählich ab, ebenso wie die Breite des Gebirgskamms. Zu den bekannten Erhebungen in diesem Abschnitt zählen der Bergeshöveder Berg, der Lagerberg, der Birgter Berg und der Riesenbecker Berg, entlang derer der Hermannsweg verläuft.
Am westlichen Ende des Teutoburger Waldes markiert der Huckberg bei Bevergern, unterbrochen durch die Gravenhorster Schlucht mit dem Mittellandkanal, den sichtbaren Abschluss des Höhenzugs.
Die Ibbenbürener Bergplatte, die vor allem durch den bis 2018 betriebenen Steinkohlenbergbau bekannt wurde, befindet sich zentral im Tecklenburger Land. Dieser Karbonhorst erreicht Höhen zwischen 120 und 170 Metern und erstreckt sich über etwa 14 Kilometer in Ost-West- sowie fünf bis sechs Kilometer in Nord-Süd-Richtung. Auf der Bergplatte befinden sich auch künstlich aufgeschüttete Bergehalden, darunter die Rudolfhalde (auch Buchholzhalde genannt) und die Halde Hopstener Straße, die häufig als Hopstener Halde bezeichnet wird.

### Fließgewässer

Kartografische Darstellung der fließenden und stehenden Gewässer im Tecklenburger Land

Das Tecklenburger Land liegt vollständig im Einzugsgebiet der Ems, wird jedoch von diesem Fluss selbst nicht durchquert. Die Region lässt sich hydrologisch in drei Hauptentwässerungsbereiche gliedern: einen südlichen, einen nordwestlichen und einen östlichen.
Der südliche Entwässerungsbereich wird durch den Höhenzug des Osning deutlich abgegrenzt. Die dortigen Gewässer – darunter der Aldruper Mühlenbach, der Lengericher Aabach sowie der Ladberger bzw. Lienener Mühlenbach – entwässern in südlicher Richtung in die Glane. Zusätzlich fließen die Bevergerner Aa und der Brochterbecker Mühlenbach in den Hemelter Bach.
Etwa die Hälfte des Tecklenburger Landes gehört zum nordwestlichen Entwässerungsgebiet. Die auf dem Schafberg entspringenden Bäche verlaufen überwiegend in nördlicher Richtung. Die Hauptabflüsse erfolgen über die Dreierwalder Aa, Hörsteler Aa, Ibbenbürener Aa, Hopstener Aa, Recker Aa, Mettinger Aa sowie über den Bardelgraben, die Giegel Aa und die Schaler Aa. Diese Gewässer münden schließlich im Emsland in die Große Aa.
Ein kleiner östlicher Teil des Gebiets entwässert ebenfalls nach Norden, insbesondere über den Hischebach, den Leedener Mühlenbach, den Goldbach und den Seester Bruchgraben in die Düte bzw. in die Hase.
Die meisten Bäche des Tecklenburger Landes entspringen im Bereich des Osnings und des Schafbergs. Ein ehemals bedeutender, heute jedoch durch den Bergbau versiegter Wasserlauf ist die Plane, die einst vom Schafberg in Richtung Ibbenbüren floss. Die Endung „-beck“ in Ortsnamen wie Riesenbeck, Brochterbeck oder Laggenbeck verweist auf die historische Bedeutung von Bächen in der Region.

### Stillgewässer

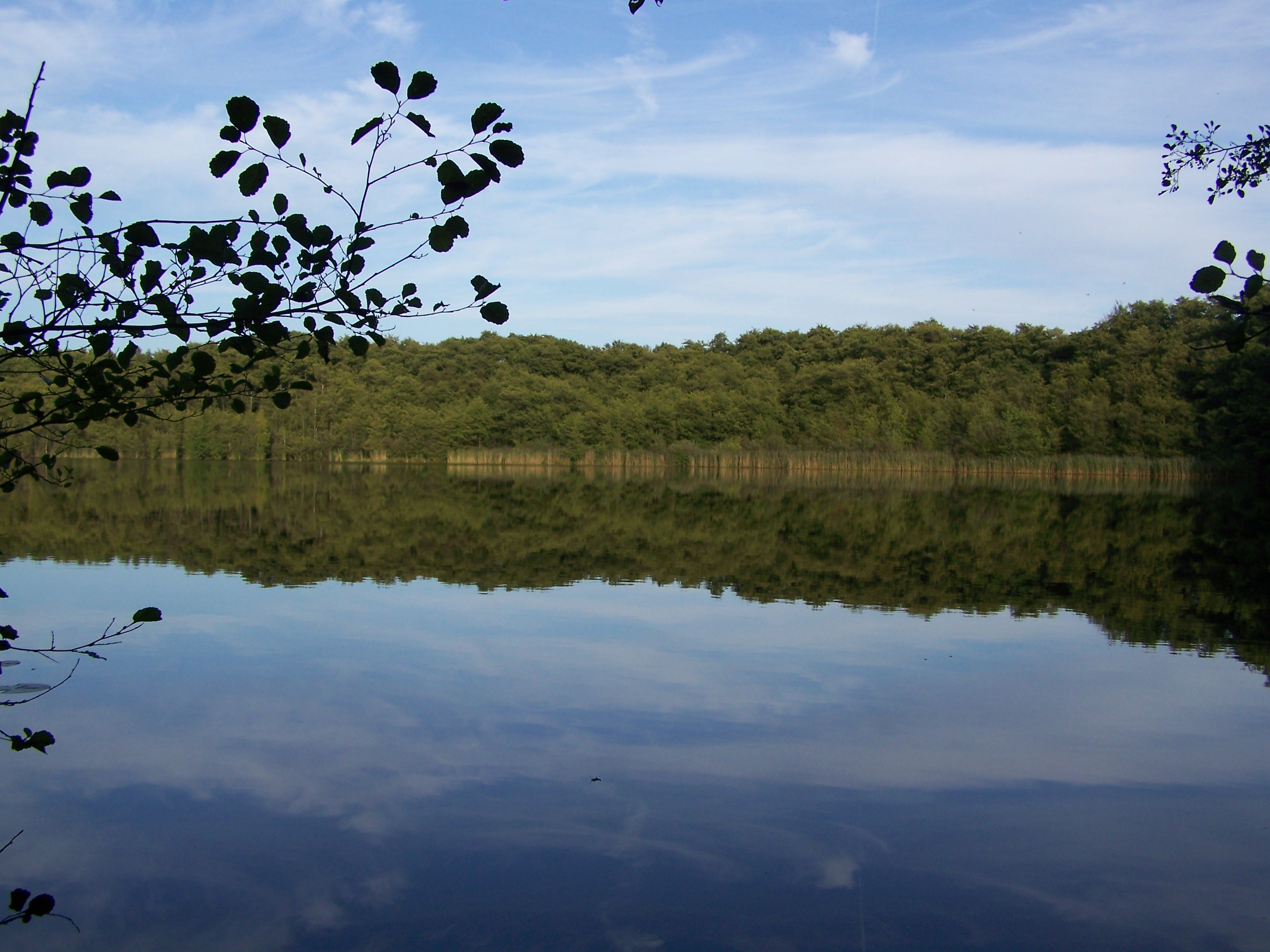
Das Große Heilige Meer bei Hopsten ist ein 60.000 Quadratmeter großer Binnensee, entstanden durch einen geologischen Erdfall.

Westfalen ist insgesamt arm an natürlichen Stillgewässern – ein Merkmal, das sich auch im Tecklenburger Land deutlich zeigt. Der größte natürliche Binnensee der Region, das Große Heilige Meer bei Hopsten, entstand durch einen geologischen Erdfall. Es handelt sich um ein seltenes Naturphänomen, das heute unter Naturschutz steht und sowohl ökologisch als auch geowissenschaftlich von großer Bedeutung ist. Das Gebiet beherbergt eine Vielzahl seltener Tier- und Pflanzenarten und dient als wichtiges Rückzugsgebiet für Wasservögel. Weitere natürliche Gewässer wie die Bergteiche bei Ibbenbüren sind heute nur noch in Resten vorhanden oder vollständig verschwunden. Auch der Herthasee in Hörstel, früher als Kiebitzsee bekannt, ist durch einen Erdfall entstanden und stellt ein weiteres Beispiel für die geologisch bedingte Entstehung von Stillgewässern in der Region dar.
Im Gegensatz zur natürlichen Gewässerarmut sind im Tecklenburger Land zahlreiche künstlich geschaffene Seen und Teiche entstanden. Diese sind überwiegend das Ergebnis industrieller Eingriffe in die Landschaft, insbesondere durch den Abbau von Kalkstein, Sand und Ton sowie durch den Bau von Infrastrukturprojekten wie Autobahnen und Kanälen. Ein markantes Beispiel ist das Naturschutzgebiet Steinbruch im Kleefeld in Lengerich. Das ehemalige Kalkabbaugebiet wurde nach der Aufgabe des industriellen Betriebs renaturiert und entwickelte sich zu einem ökologisch wertvollen Lebensraum. Aufgrund seiner steilen Felswände und des klaren Wassers wird es auch als Canyon oder Blaue Lagune bezeichnet.
Weitere künstliche Gewässer entstanden im Zuge des Autobahnbaus, insbesondere der A1 und A30. Durch den damit verbundenen Sandabbau bildeten sich mehrere größere Seen, darunter der Ibbenbürener Aasee, der heute auch als Naherholungsgebiet dient, sowie der Torfmoorsee in Hörstel, der für Freizeitaktivitäten wie Schwimmen, Segeln und Angeln genutzt wird. In Ladbergen entstanden der Waldsee und die Buddenkuhle, die ebenfalls durch Sandentnahme geformt wurden. In Westerkappeln sind der Präriesee und der Sundermannsee zu nennen, die ebenfalls aus ehemaligen Abbauflächen hervorgingen.
Diese künstlichen Gewässer übernehmen heute vielfältige Funktionen: Sie dienen als Naherholungsgebiete, Rückzugsräume für Flora und Fauna, Hochwasserrückhaltebecken und teilweise auch als touristische Attraktionen. Ihre Entstehung verdeutlicht den tiefgreifenden Einfluss menschlicher Aktivitäten auf die Landschaftsentwicklung im Tecklenburger Land.

## Natur und Umwelt

### Klima und Wetter
Charakteristisch für das Tecklenburger Land ist ein gemäßigt-kühles bis warmes Klima. Es gehört zur Klimazone des sogenannten Seeklimas (Cfb-Klima), das typisch für große Teile Mittel- und Westeuropas ist. Vorherrschende West- und Nordwestwinde prägen das Wettergeschehen und sorgen für eher kühle Sommer sowie milde, niederschlagsreiche Winter. Die jährliche Niederschlagsmenge beträgt rund 762 mm und liegt damit leicht unter dem bundesweiten Durchschnitt. Der trockenste Monat ist der April mit etwa 48 mm Regen, während der Dezember mit rund 80 mm als niederschlagsreichster Monat gilt. Die jährliche Sonnenscheindauer liegt bei etwa 1590 Stunden und entspricht damit nahezu dem deutschen Mittelwert von rund 1570 Stunden.
Der August ist mit einer durchschnittlichen Temperatur von 19,0 °C der wärmste Monat des Jahres. In den Sommermonaten treten jedoch immer wieder kurze Hitzephasen auf, in denen die Temperaturen über 30 °C steigen können. Der kälteste Monat ist der Januar mit durchschnittlich 3,3 °C. Dennoch sind in dieser Jahreszeit auch kurze Kälteperioden mit Temperaturen um −10 °C oder darunter möglich. Die Wahrscheinlichkeit für Schneefall ist besonders in den höher gelegenen Regionen über 200 m ü. NN rund um Lienen, Ibbenbüren und Tecklenburg am größten.
|                        | Jan | Feb | Mär  | Apr  | Mai  | Jun  | Jul  | Aug  | Sep  | Okt  | Nov | Dez |   |      |
| Mittl. Temperatur (°C) | 3,3 | 4,7 | 6,6  | 9,0  | 12,9 | 17,0 | 18,1 | 19,0 | 15,6 | 11,9 | 6,9 | 4,3 | ⌀ | 10,8 |
| Mittl. Tagesmax. (°C)  | 5,4 | 7,6 | 11,1 | 13,7 | 17,9 | 21,7 | 23,2 | 24,3 | 20,6 | 15,4 | 9,4 | 6,4 | ⌀ | 14,8 |
| Mittl. Tagesmin. (°C)  | 1,2 | 1,6 | 2,1  | 4,1  | 7,5  | 11,3 | 12,9 | 13,8 | 10,7 | 8,5  | 4,3 | 2,2 | ⌀ | 6,7  |
|                        |     |     |      |      |      |      |      |      |      |      |     |     |   |      |
| Niederschlag (mm)      | 73  | 63  | 48   | 49   | 56   | 60   | 77   | 76   | 55   | 71   | 54  | 80  | Σ | 762  |
|                        |     |     |      |      |      |      |      |      |      |      |     |     |   |      |
| Sonnenstunden (h/d)    | 1   | 3   | 5    | 6    | 7    | 7    | 6    | 7    | 6    | 3    | 2   | 1   | ⌀ | 4,5  |
|                        |     |     |      |      |      |      |      |      |      |      |     |     |   |      |
| Regentage (d)          | 21  | 16  | 14   | 13   | 13   | 11   | 16   | 15   | 12   | 19   | 19  | 21  | Σ | 190  |

| 1,2 |

| 1,6 |

| 2,1 |

| 4,1 |

| 7,5 |

| 11,3 |

| 12,9 |

| 13,8 |

| 10,7 |

| 8,5 |

| 4,3 |

| 2,2 |

| 1,2 |

| 1,6 |

| 2,1 |

| 4,1 |

| 7,5 |

| 11,3 |

| 12,9 |

| 13,8 |

| 10,7 |

| 8,5 |

| 4,3 |

| 2,2 |

| N i e d e r s c h l a g | 73  | 63  | 48  | 49  | 56  | 60  | 77  | 76  | 55  | 71  | 54  | 80  |
|                         | Jan | Feb | Mär | Apr | Mai | Jun | Jul | Aug | Sep | Okt | Nov | Dez |

### Umweltzustand

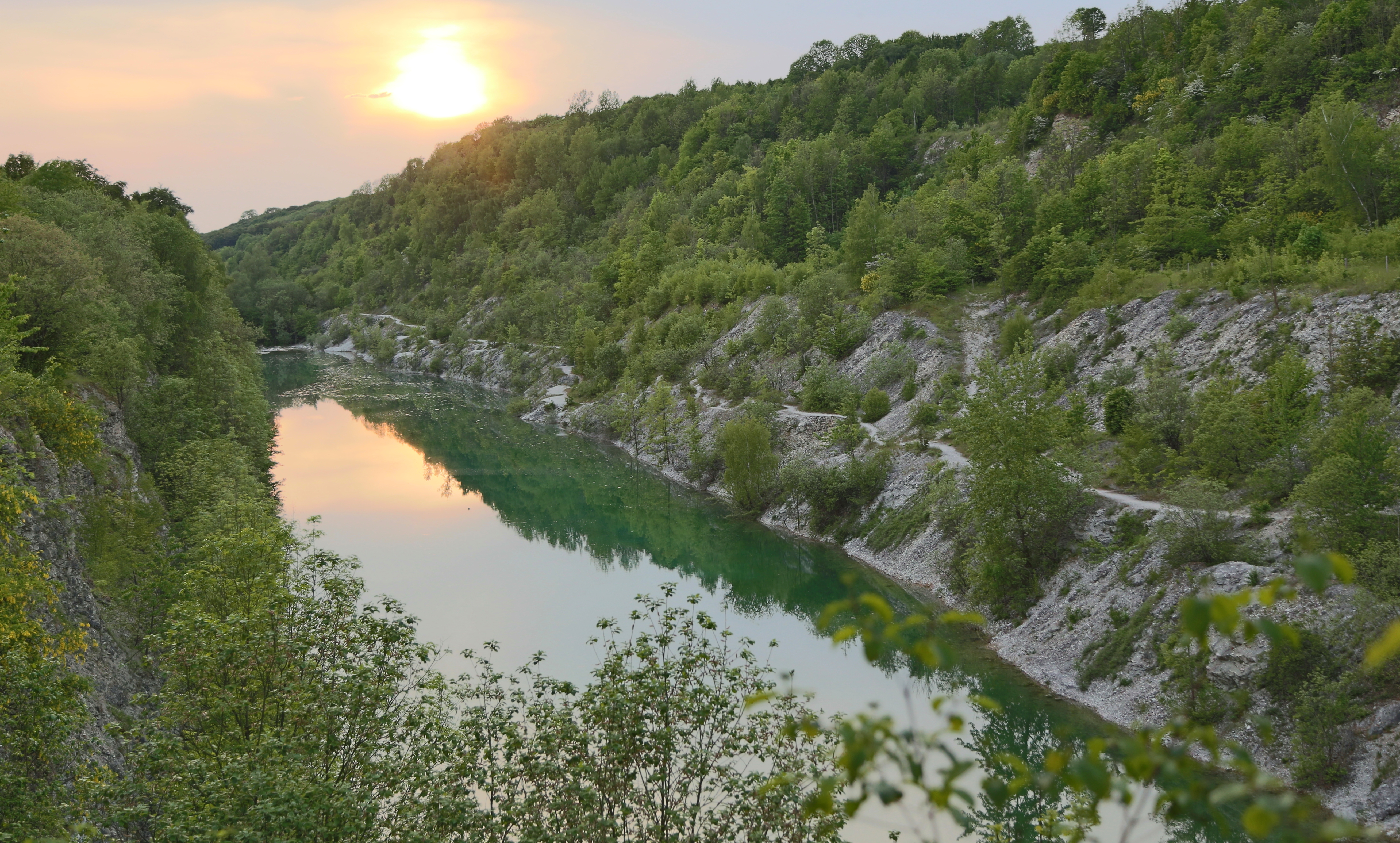
Kalksteinbruch im Naturschutzgebiet Steinbruch im Kleefeld (Lengerich) mit türkisfarbenem See und markanten Felswänden

Die Umweltbedingungen im Tecklenburger Land sind insgesamt als günstig zu bewerten. Die Luftqualität profitiert von ausgedehnten Wäldern und naturnahen Landschaften, die Schadstoffe filtern und das Mikroklima stabilisieren. Maßnahmen wie die Wiederaufforstung mit klimaangepassten Baumarten und die Renaturierung versiegelter Flächen unterstützen die Luftreinhaltung. Der Wasserkreislauf ist durch zahlreiche Quellen, Bäche und Feuchtgebiete geprägt, die wichtige Funktionen für Wasserrückhalt, Grundwasserneubildung und Hochwasserschutz erfüllen. Die ökologische Aufwertung von Gewässern und der Erhalt naturnaher Uferzonen fördern die Wasserqualität und Biodiversität.
Die Region verfügt über eine geologisch vielfältige Bodenlandschaft. Vorherrschend sind Böden aus Sand, Kies, Ton, Sandstein und Kalk, die durch natürliche Prozesse und historische Nutzung, insbesondere durch Abbau in Steinbrüchen, entstanden sind. Diese Standorte bieten Lebensräume für spezialisierte Arten auf nährstoffarmen, trockenen Substraten, etwa Trockenrasengesellschaften mit hoher Artenvielfalt. Böden übernehmen zentrale ökologische Funktionen wie Wasserspeicherung, Schadstofffilterung und landwirtschaftliche Nutzung. Zur Erhaltung dieser Funktionen werden Maßnahmen zur Bodenbewertung, Altlastenerfassung und Umweltbildung umgesetzt, um Erosion und Schadstoffeinträge zu minimieren.
Insgesamt ist die Belastung durch Umweltgifte in der Region als gering einzustufen, wobei punktuelle Risiken dennoch nicht vollständig ausgeschlossen werden können. Herausforderungen bestehen insbesondere beim Einsatz von Pflanzenschutzmitteln und Düngemitteln in der Landwirtschaft. Umweltbildungsmaßnahmen und Modellprojekte fördern einen bewussten Umgang mit chemischen Stoffen. Ziel ist es, natürliche Stoffkreisläufe zu schützen und die Belastung von Boden und Wasser nachhaltig zu reduzieren.

### Ökosysteme und Biodiversität

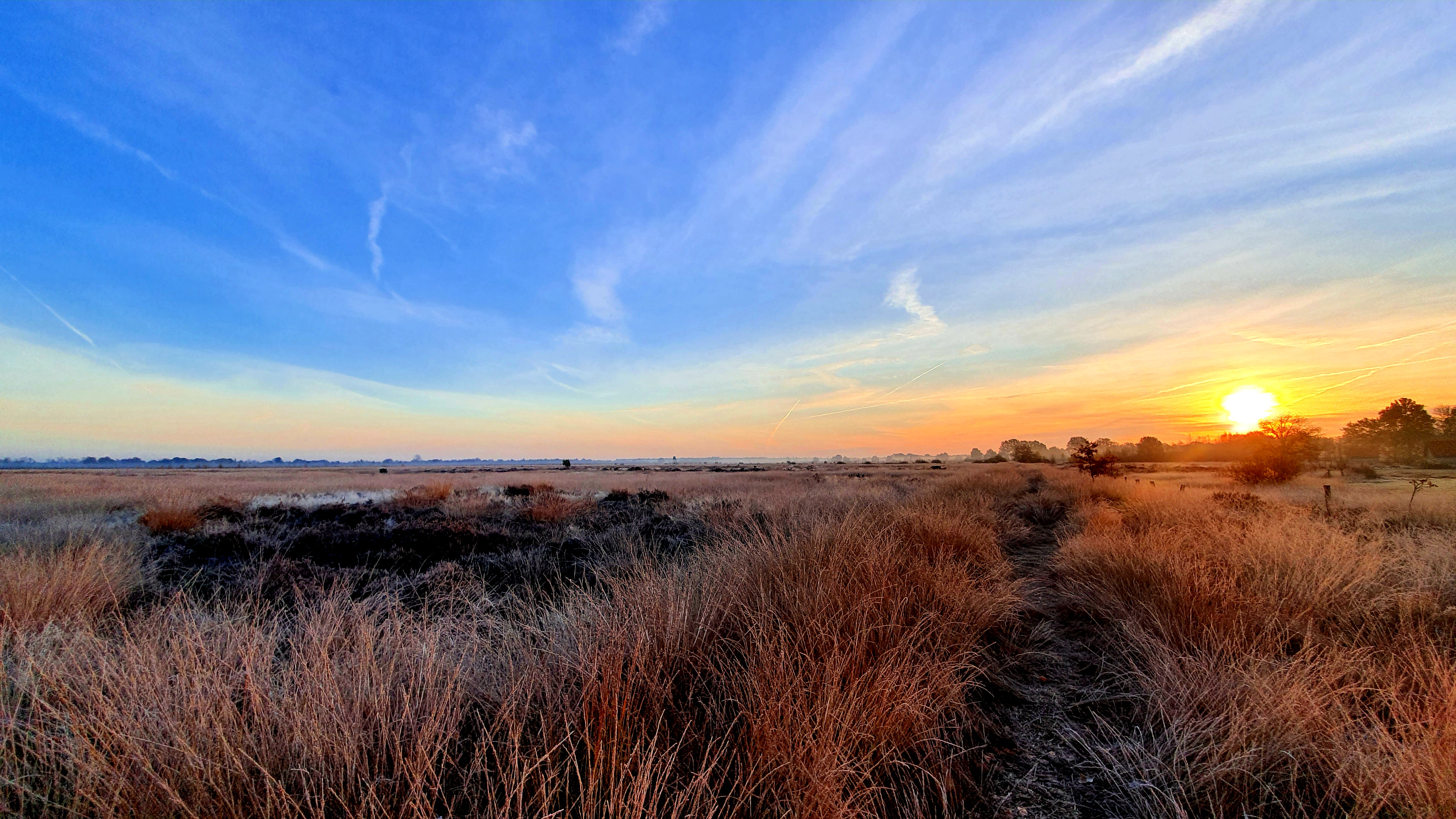
Blick auf einen Abschnitt der Moorlandschaft im Naturschutzgebiet Recker Moor, das für seinen hohen ökologischen Wert bekannt ist

Die durch anthropogene Nutzung geprägte Kulturlandschaft des Tecklenburger Landes weist eine hohe ökologische Vielfalt auf. Diese umfasst die Diversität von Ökosystemen, Arten sowie die genetische Variabilität innerhalb von Arten. Der Erhalt dieser Biodiversität ist zunehmend gefährdet – insbesondere durch Habitatverlust, intensive Landnutzung und die Ausbreitung invasiver Arten. Diese Faktoren können das funktionale Gleichgewicht ökologischer Systeme erheblich beeinträchtigen.
Zur Förderung der biologischen Vielfalt werden gezielt naturnahe Lebensräume wie Streuobstwiesen, Moore und strukturreiche Gärten entwickelt und gepflegt. Die Arbeitsgemeinschaft für Naturschutz Tecklenburger Land (ANTL) übernimmt hierbei eine zentrale Rolle. Ihre Maßnahmen umfassen unter anderem die Pflege traditioneller Kulturlandschaftselemente, die Renaturierung degradierter Flächen sowie die extensive Beweidung mit robusten Nutztierrassen wie dem Bentheimer Landschaf. Diese Aktivitäten dienen sowohl dem Artenschutz als auch der ökologischen Aufwertung der Landschaft.
Ein weiterer Schwerpunkt liegt auf der Umweltbildung. In praxisorientierten Bildungsformaten werden Kenntnisse zur Biodiversität und zur naturnahen Gestaltung von Gärten vermittelt. Ziel ist es, die Bevölkerung für ökologische Zusammenhänge zu sensibilisieren und zur aktiven Mitwirkung an Erhaltungsmaßnahmen zu befähigen – beispielsweise durch die Anlage von Lebensräumen für Wildbienen.
Die Ausbreitung invasiver Arten stellt eine zunehmende Herausforderung dar, da sie heimische Arten verdrängen und bestehende ökologische Strukturen destabilisieren können. Effektive Managementstrategien zur Kontrolle dieser Arten sind daher essenziell. Parallel dazu ist ein nachhaltiger Umgang mit natürlichen Ressourcen wie Wasser, Boden und Biomasse erforderlich. Landschaftspflege kann dabei sowohl ökologische als auch ökonomische Funktionen erfüllen, etwa durch die Nutzung alter Obstsorten oder extensive Weidewirtschaft.

### Naturschutz und Landschaftspflege

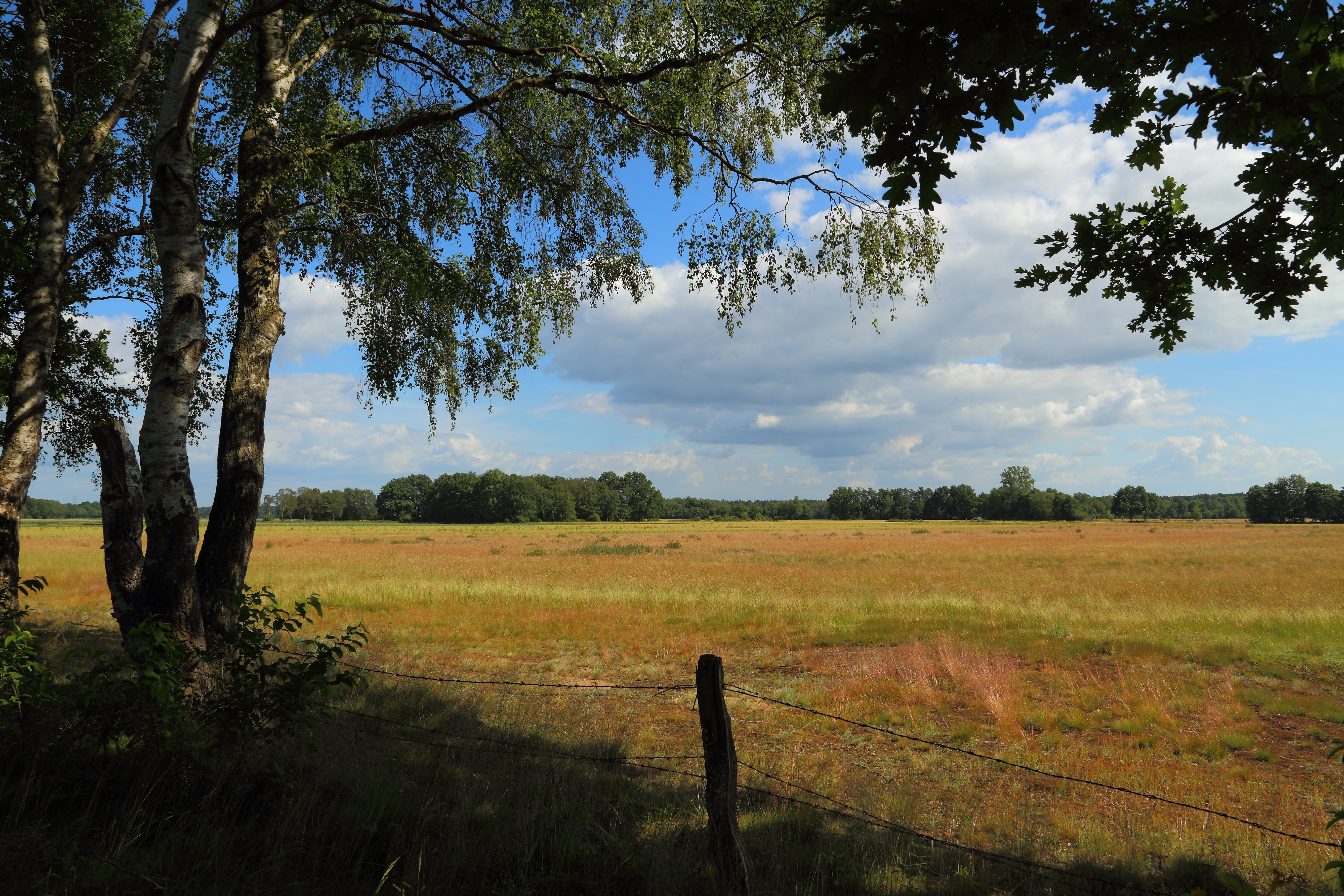
Die rund 1000 Hektar große Düsterdieker Niederung ist Teil des EU-Vogelschutzgebiets und gehört zum Schutzgebietsnetz Natura 2000.

Zum Schutz seltener Arten und Lebensräume existieren im Tecklenburger Land zahlreiche Schutzgebiete. Zu den bedeutendsten Schutzgebietskomplexen in Nordrhein-Westfalen zählt das EU-Vogelschutzgebiet Düsterdieker Niederung, das die Naturschutzgebiete Düsterdieker Niederung, Recker Moor, Mettinger Moor, Seester Feld, Haler Feld-Vogelpohl und die Haseniederung umfasst und Lebensraum für über 30 gefährdete Brutvogelarten sowie mehr als 100 Rote-Liste-Pflanzenarten bietet. Weitere relevante Naturschutzgebiete im Tecklenburger Land sind unter anderem das Naturschutzgebiet Heiliges Meer–Heupen bei Recke und Hopsten, der Rote Brook bei Mettingen sowie der Steinbruch im Kleefeld bei Lengerich. Der Permer Stollen in Osterledde bei Ibbenbüren, ein ehemaliger Bergwerksstollen, dient heute als Lebensraum für Fledermausarten wie das Große Mausohr. Als Teil eines FFH-Gebiets fungiert er zudem als Winterquartier für verschiedene Arten. Teile der Region sind außerdem in den Naturpark Terra.vita eingebunden.
Ein zentrales Ziel der regionalen Naturschutzstrategie ist die ökologische Aufwertung durch Renaturierung. Im Recker Moor wird der ursprüngliche Moorcharakter wiederhergestellt, wovon Arten wie der Moorfrosch und der Sonnentau profitieren. Die Reaktivierung von Überschwemmungsflächen trägt zur Förderung der Biodiversität und zur Verbesserung des Hochwasserschutzes bei. In Ibbenbüren wurde ein abgestorbener Fichtenbestand durch einen klimastabilen Mischwald ersetzt, ergänzt durch strukturreiche Waldränder und Maßnahmen gegen Wildverbiss. Das Projekt Fliehburg in Brochterbeck zeigt, wie Ackerland in artenreiches Grünland mit rund 130 alten Obstbaumsorten umgewandelt wurde, um die genetische Vielfalt zu sichern und die Kulturlandschaft ökologisch aufzuwerten.
Die Landschaftsplanung für das Tecklenburger Land umfasst mehrere Plangebiete, die kontinuierlich fortgeschrieben werden. Ziel ist die Sicherung, Entwicklung und Wiederherstellung ökologisch wertvoller Landschaftsstrukturen unter Berücksichtigung naturschutzfachlicher, landschaftsökologischer und raumplanerischer Aspekte. Der Landschaftsplan Lienen konzentriert sich auf den Schutz naturnaher Biotope und die Wiederherstellung gestörter Bereiche. In der Schafbergplatte liegt der Fokus auf der Erhaltung strukturreicher Waldränder, Feuchtbiotope und extensiv genutzter Grünlandflächen. Die Talaue rund um das Wasserschloss Haus Marck steht im Zeichen der ökologischen Aufwertung der Flusslandschaft durch Renaturierungsmaßnahmen sowie der Förderung auentypischer Lebensräume. Alle Pläne enthalten Maßnahmen zur Förderung der Biodiversität und zur Verbesserung der landschaftlichen Erholungsfunktion.

## Geschichte

### Kultureller Wandel von der Altsteinzeit bis zur Eisenzeit
Von Jägern zu Baumeistern der Jungsteinzeit

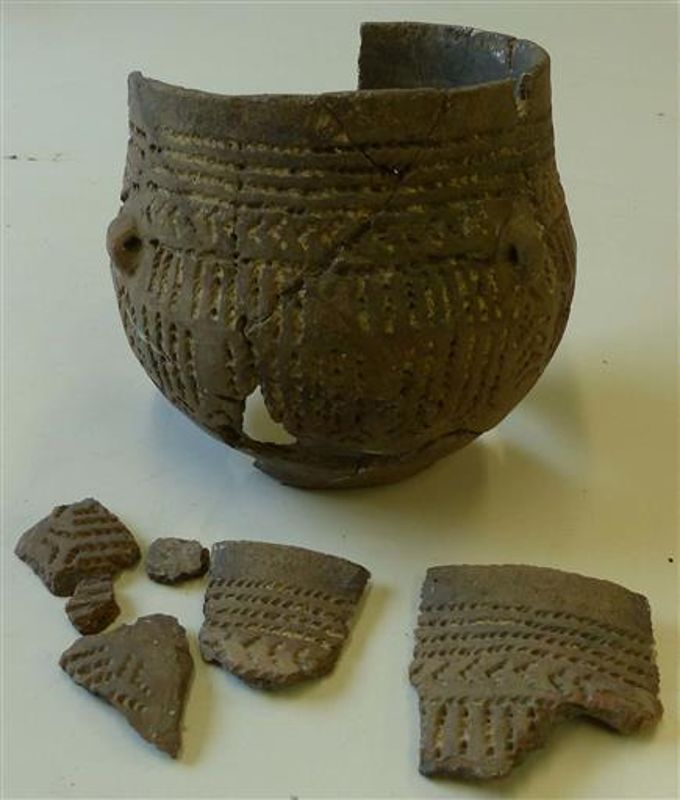
Keramikgefäß aus dem Großsteingrab Seeste bei Westerkappeln, datiert in die Zeit zwischen 3300 und 3075 v. Chr.

Archäologische Funde belegen eine sporadische Nutzung des Tecklenburger Landes bereits in der Altsteinzeit (Paläolithikum). In Westerkappeln-Westerbeck gefundene Feuersteinartefakte lassen sich typologisch dieser Epoche zuordnen und deuten auf temporäre Lagerplätze mobiler Jäger- und Sammlergruppen hin. Eine kontinuierliche Besiedlung ist für diesen Zeitraum nicht nachweisbar. Die Etablierung sesshafter Lebensweisen erfolgte in der Region vergleichsweise spät, was auf nährstoffarme Böden zurückgeführt wird. Erst mit dem Auftreten der Trichterbecherkultur im 3. Jahrtausend v. Chr. sind erste agrarische Aktivitäten archäologisch fassbar. Diese Kultur ist durch charakteristische Keramik und megalithische Grabanlagen geprägt.
Ein zentrales Beispiel ist das Ganggrab der Großen Sloopsteine bei Lotte-Wersen. Die etwa 18,5 m lange Anlage besteht aus 26 Trag- und elf Decksteinen, von denen fünf in originaler Position erhalten sind. Die Grabkammer war ursprünglich von einem Hügel überdeckt und durch einen Steinkranz eingefasst. Funde datieren die Nutzung auf ca. 3200–2900 v. Chr. Die Anlage diente vermutlich als kollektive Bestattungsstätte und verweist auf eine komplexe soziale Organisation sowie fortgeschrittene Bautechnik.
In unmittelbarer Nähe befindet sich das kleinere Ganggrab der Kleinen Sloopsteine, das ebenfalls in die jungsteinzeitliche Megalithtradition einzuordnen ist. Die etwa sieben Meter lange Kammer weist neun erhaltene Wandsteine auf; die Decksteine sind teilweise eingestürzt oder verschoben. Ein weiteres bedeutendes Zeugnis dieser frühneolithischen Bestattungskultur ist das Megalithgrab von Wechte bei Lengerich. Auch diese Anlage steht exemplarisch für die regionale Ausprägung monumentaler Grabbauten im westfälischen Raum.

Archäologische Einblicke in den metallzeitlichen Kulturwandel

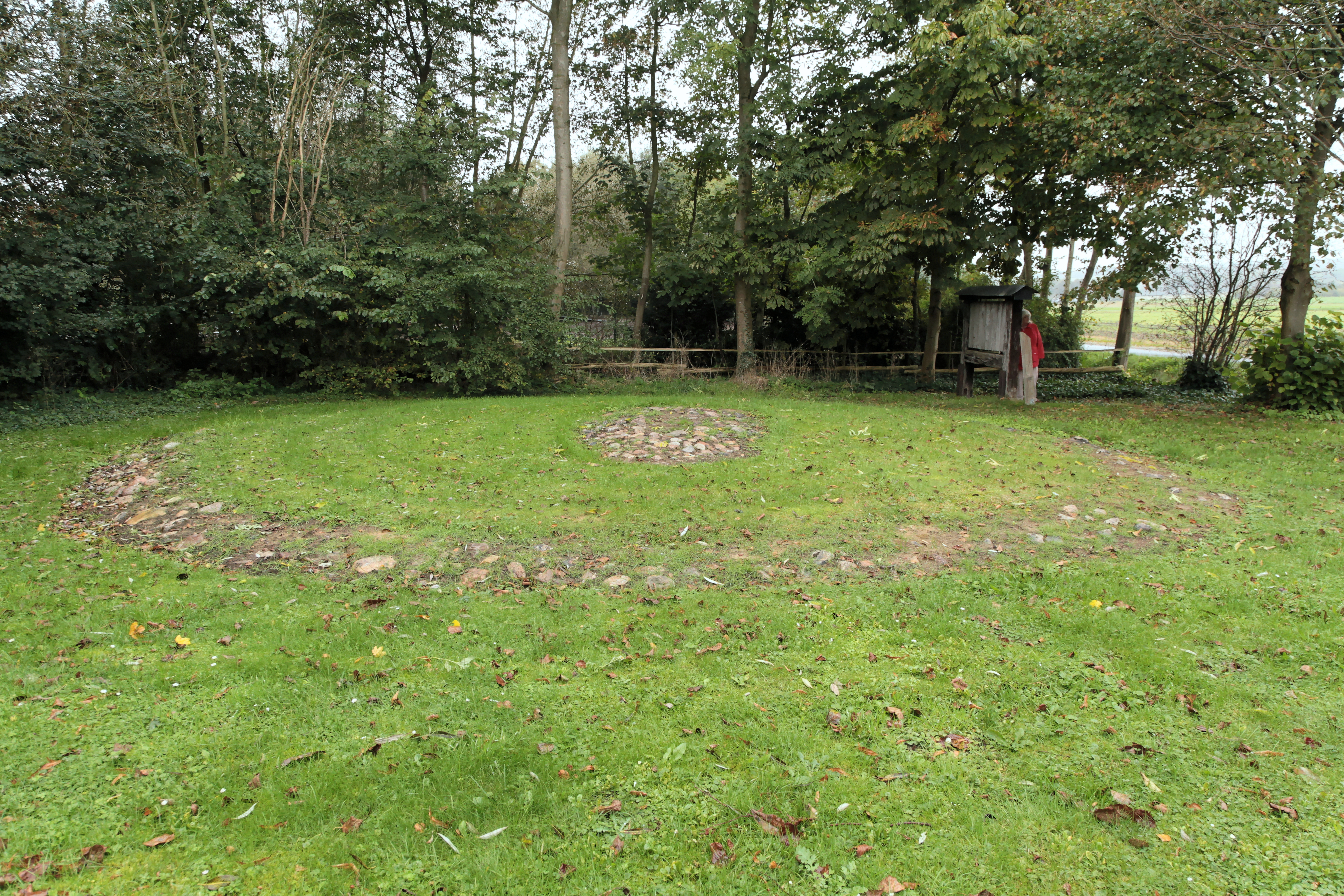
Versetztes Steinhügelgrab in Wechte bei Lengerich aus der frühen Bronzezeit (ca. 1700 v. Chr.)

Mit dem Übergang zur Bronzezeit (ca. 2200–800 v. Chr.) setzte im Gebiet des heutigen Tecklenburger Landes ein signifikanter kultureller Wandel ein. Die Einführung der Metallurgie ermöglichte die Herstellung von Werkzeugen, Waffen und Schmuck aus Bronze, was technologische Innovationen und soziale Differenzierung förderte. Zahlreiche Hügelgräber prägten ursprünglich die Region, von denen heute nur wenige erhalten oder archäologisch dokumentiert sind. Die Grabbeigaben – insbesondere Bronzeschmuck und Werkzeuge – liefern Hinweise auf spezialisierte Handwerkspraktiken und soziale Strukturen innerhalb der bronzezeitlichen Bevölkerung.
In der vorrömischen Eisenzeit (ab ca. 800 v. Chr.) wurde Eisen als neuer Werkstoff eingeführt, was weitere technologische Entwicklungen ermöglichte. Auch im Tecklenburger Land sind entsprechende Befunde nachweisbar. Parallel dazu etablierte sich die Glasherstellung; Glasperlen als Grabbeigaben gelten als charakteristische Artefakte dieser Epoche. Sie belegen nicht nur technischen Fortschritt, sondern auch überregionale Austauschbeziehungen. Die archäologische Überlieferung aus der Eisenzeit ist in der Region insgesamt gering, was auf eine niedrige Siedlungsdichte oder ungünstige Erhaltungsbedingungen schließen lässt. Dennoch ermöglichen die wenigen Funde wertvolle Einblicke in materielle Kultur und technisches Wissen der damaligen Bevölkerung und verdeutlichen das Potenzial weiterer archäologischer Forschung.

### Von der Antike zum Frühmittelalter
Zwischen Rom und Germanien

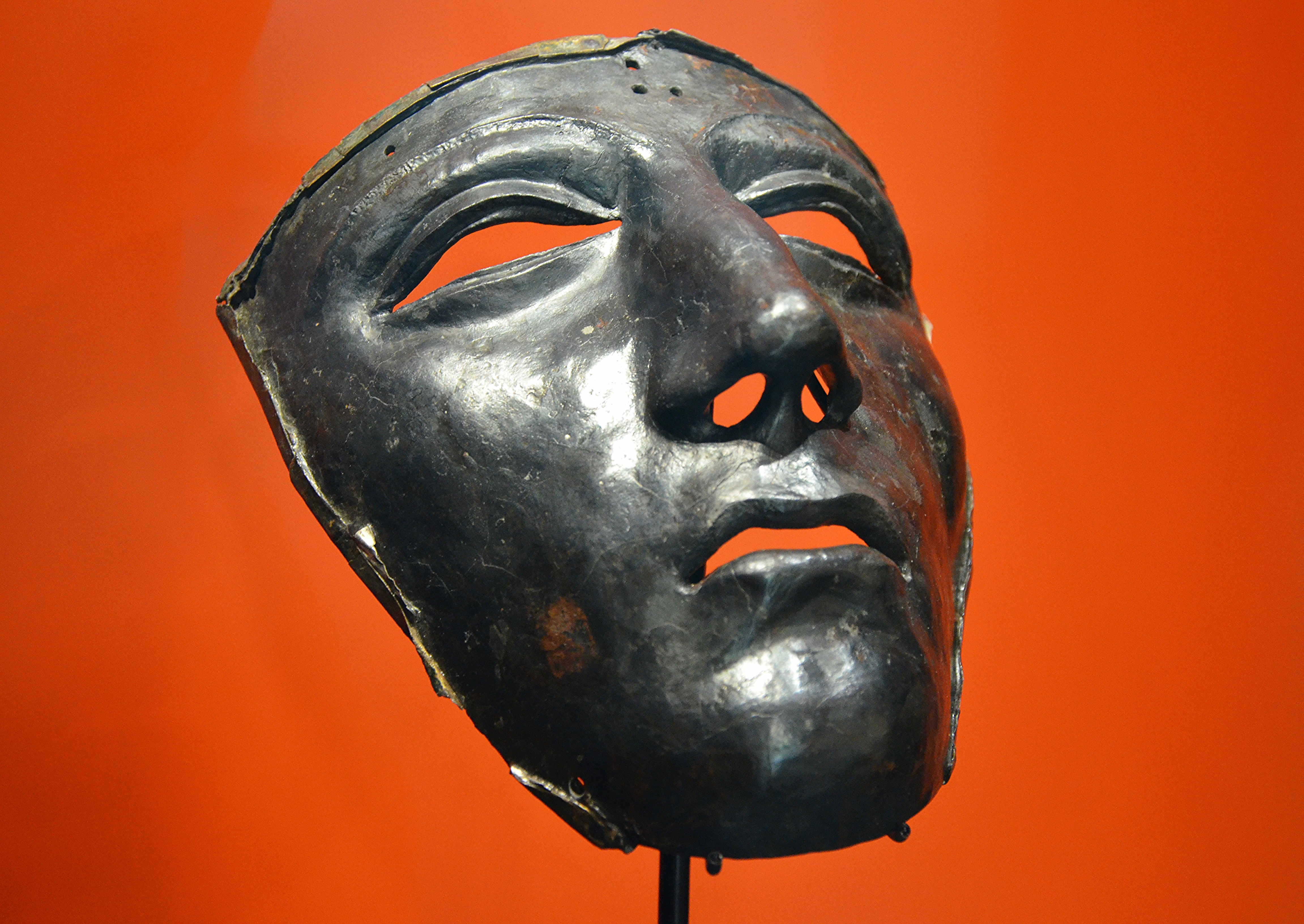
Als bekanntester Fund steht der Maskenhelm sinnbildlich für die Ausgrabungen in Kalkriese.

Die römische Expansion in den ersten Jahrzehnten nach Beginn der Zeitrechnung hatte auch auf das Gebiet des heutigen Tecklenburger Landes Einfluss. Archäologische Funde, wie ein 1920 in Westerkappeln entdecktes Tongefäß, deuten auf kulturelle oder wirtschaftliche Kontakte zwischen der lokalen Bevölkerung und dem Römischen Reich hin. Solche Artefakte sind als Indizien für eine zumindest indirekte Einbindung der Region in überregionale Austauschprozesse zu werten.
Im Umfeld des Teutoburger Waldes wird die Präsenz des germanischen Stammes der Brukterer angenommen, die in der römischen Geschichtsschreibung mehrfach erwähnt werden. Die Nähe zu bedeutenden Fundorten wie Kalkriese bei Bramsche, wo umfangreiche archäologische Untersuchungen Hinweise auf ein größeres militärisches Aufeinandertreffen erbracht haben, unterstreicht die strategische Relevanz der Region. Die dort entdeckten Artefakte – darunter römische Münzen, Waffenfragmente und Überreste von Marschlagern – werden häufig mit der sogenannten Varusschlacht (9 n. Chr.) in Verbindung gebracht. In dieser Schlacht erlitt der römische Statthalter Publius Quinctilius Varus eine vernichtende Niederlage gegen ein Bündnis germanischer Stämme unter der Führung des Cheruskerfürsten Arminius. Obwohl die genaue Lokalisierung der Schlacht weiterhin Gegenstand wissenschaftlicher Debatten ist, gilt Kalkriese als der derzeit wahrscheinlichste Ort des Geschehens.

Besiedlung und Christianisierung
Für die Zeit der Völkerwanderung (ca. 375–568 n. Chr.) liegen im Tecklenburger Land bislang nur spärliche archäologische Nachweise vor. Diese Fundarmut könnte auf eine geringe Siedlungsdichte oder eine mobile Lebensweise der Bevölkerung hindeuten. Erst mit dem Übergang zum Frühmittelalter mehren sich die Hinweise auf eine kontinuierliche Besiedlung. Archäologische Befunde wie Grubenhäuser, Keramikfragmente und Bestattungen lassen auf eine zunehmende Sesshaftigkeit und soziale Differenzierung schließen. Zwischen dem 7. und 8. Jahrhundert n. Chr. drangen sächsische Gruppen aus dem Norden in das Gebiet vor. In dieser Zeit entstanden erste schriftliche Zeugnisse wie Urkunden und kirchliche Aufzeichnungen, die auf eine beginnende Einbindung der Region in überregionale Herrschaftsstrukturen hindeuten. Die Christianisierung, maßgeblich durch fränkische Missionare vorangetrieben, spielte dabei eine zentrale Rolle in der Entwicklung regionaler Kulturstrukturen.

### Im Wandel mittelalterlicher Machtverhältnisse
Der Weg zur Territorialherrschaft

Historische Ausdehnung der Grafschaft Tecklenburg bis zum 25. Oktober 1400

Die Entstehung der Grafschaft Tecklenburg ist als Ergebnis eines vielschichtigen Entwicklungsprozesses innerhalb der westfälischen Adelslandschaft zu verstehen. Schriftliche Quellen für Nordwestdeutschland setzen um 800 n. Chr. ein, als Karl der Große das Gebiet der Altsachsen in das Frankenreich eingliederte. Urkunden nennen Landschaften wie Scopingun, Bursibant oder Threcwiti. Diese Namen gehen auf Personenverbände oder geografische Merkmale zurück; ihre Ausdehnung und Funktion bleiben unklar. Die Bezeichnung als „Gaue“ ist eine spätere Konstruktion ohne nachweisbare Verbindung zur Grafschaft Tecklenburg. 
Zwischen den frühmittelalterlichen Landschaftsbezeichnungen – wie etwa dem sprachlich nicht haltbaren Threcwiti oder dem anderweitig zu lokalisierenden Techengau – und den hoch- und spätmittelalterlichen Territorialstrukturen lassen sich keine direkten Verbindungen feststellen. Vielmehr handelt es sich bei den frühesten „Grafen“ um Inhaber eines Gerichts- und Verwaltungsamtes, das erst im Laufe des 11. und 12. Jahrhunderts in erblichen Besitz überging und zunehmend territorial verankert wurde.
Im Zeitraum zwischen 1050 und 1150 lässt sich ein grundlegender Wandel in der westfälischen Adelsstruktur beobachten. Die ehemals reichsweit agierenden Adelsfamilien begannen, sich stärker auf den männlichen Stamm zu konzentrieren und ihre Herrschaft auf bestimmte Besitzschwerpunkte zu fokussieren. Diese lagen meist in der Nähe einer Stammburg und dienten als Ausgangspunkt für die Intensivierung lokaler Herrschaft. In diesem Kontext ist auch die Herausbildung der Grafen von Tecklenburg zu verorten, die vermutlich aus dem überregionalen Adelsnetzwerk der Grafen von Werl und Zutphen hervorgingen. Letztere dürften den Grundstock für die spätere Herrschaftsbildung im Raum Tecklenburg gebildet haben.

Von der Entstehung zur Machtentfaltung der Grafen
Die erste urkundliche Erwähnung eines Grafen von Tecklenburg datiert um das Jahr 1100. Graf Egbert, der als Stammvater der Linie gilt, war mit einer Tochter des Grafen Otto von Zutphen verheiratet. Diese Verbindung verweist auf dynastische Strategien, die auf die Sicherung und Erweiterung von Herrschaft durch Heiratsallianzen abzielten. Weitere territoriale Zugewinne erfolgten durch die Heirat mit einer Oldenburger Grafentochter nach 1141 sowie durch den Erwerb der Vogteirechte über das Bistum Osnabrück, wodurch die Tecklenburger Zugriff auf die Güter des Osnabrücker Hochvogts Amelung erhielten.
Ein bedeutender Einschnitt war das Jahr 1189, als die Edelherren von Ibbenbüren ausstarben und die Tecklenburger Teile ihres Besitzes übernehmen konnten. Dadurch dehnte sich ihr Herrschaftsgebiet deutlich aus. Die Ruine des sogenannten Heidenturms in Ibbenbüren ist ein bauliches Zeugnis dieser Phase territorialer Expansion. Weitere Konsolidierungsschritte erfolgten im späten 13. Jahrhundert mit dem Erwerb von Teilen der Grafschaft Rietberg um Recke (1296), wodurch bestehende Lücken im Herrschaftsgefüge geschlossen wurden.
Erst im Jahr 1246 bezeichnete Otto II. von Tecklenburg seine Herrschaft explizit als dominium, was auf eine fortgeschrittene Phase der Herrschaftsbildung hinweist. Dennoch verfügte die Grafschaft zu diesem Zeitpunkt noch nicht über klar definierte Grenzen. Die Herausbildung eines geschlossenen Territoriums war ein langwieriger Prozess, der sich über das gesamte 12. und 13. Jahrhundert erstreckte.

Vom Machtzentrum zur Randherrschaft
Im 14. Jahrhundert geriet die Grafschaft zunehmend unter Druck. Nach innerdynastischen Verwerfungen und militärischen Auseinandersetzungen mit den Bistümern Münster und Osnabrück übertrug Graf Otto IV. die Grafschaft an seinen Schwager Gunzlin von Schwerin. Unter dessen Herrschaft kam es zu einem fortschreitenden Zerfall des Territoriums, bedingt durch kriegerische Konflikte und politische Fehlentscheidungen. Am 25. Oktober 1400 musste Graf Nikolaus II. umfangreiche Gebiete – darunter Friesoythe, Cloppenburg, Löningen und Schwagstorf (heute Fürstenau) – an die benachbarten Bistümer abtreten. An das Bistum Münster fielen zudem Bevergern, Riesenbeck, Hörstel, Hopsten, sowie Besitzungen in Saerbeck, Greven und Hembergen einschließlich der Fischereirechte an der Ems. Damit reduzierte sich das Herrschaftsgebiet auf einen kleinen Rest um Tecklenburg, Ibbenbüren, Lingen, Spelle und Freren.
Die Grafschaft Tecklenburg verlor in der Folgezeit ihre politische Relevanz. Ihre Entstehung steht exemplarisch für die Entwicklung vormals personal gebundener Amtsgewalten in erbliche Territorialherrschaften – ein Prozess, der eng mit der Herausbildung neuer Adelsstrukturen und der Konzentration von Herrschaft um zentrale Burgen verbunden war.

### Glaubensfragen und Friedensverhandlungen in der Frühen Neuzeit
Die Reformation unter Graf Konrad

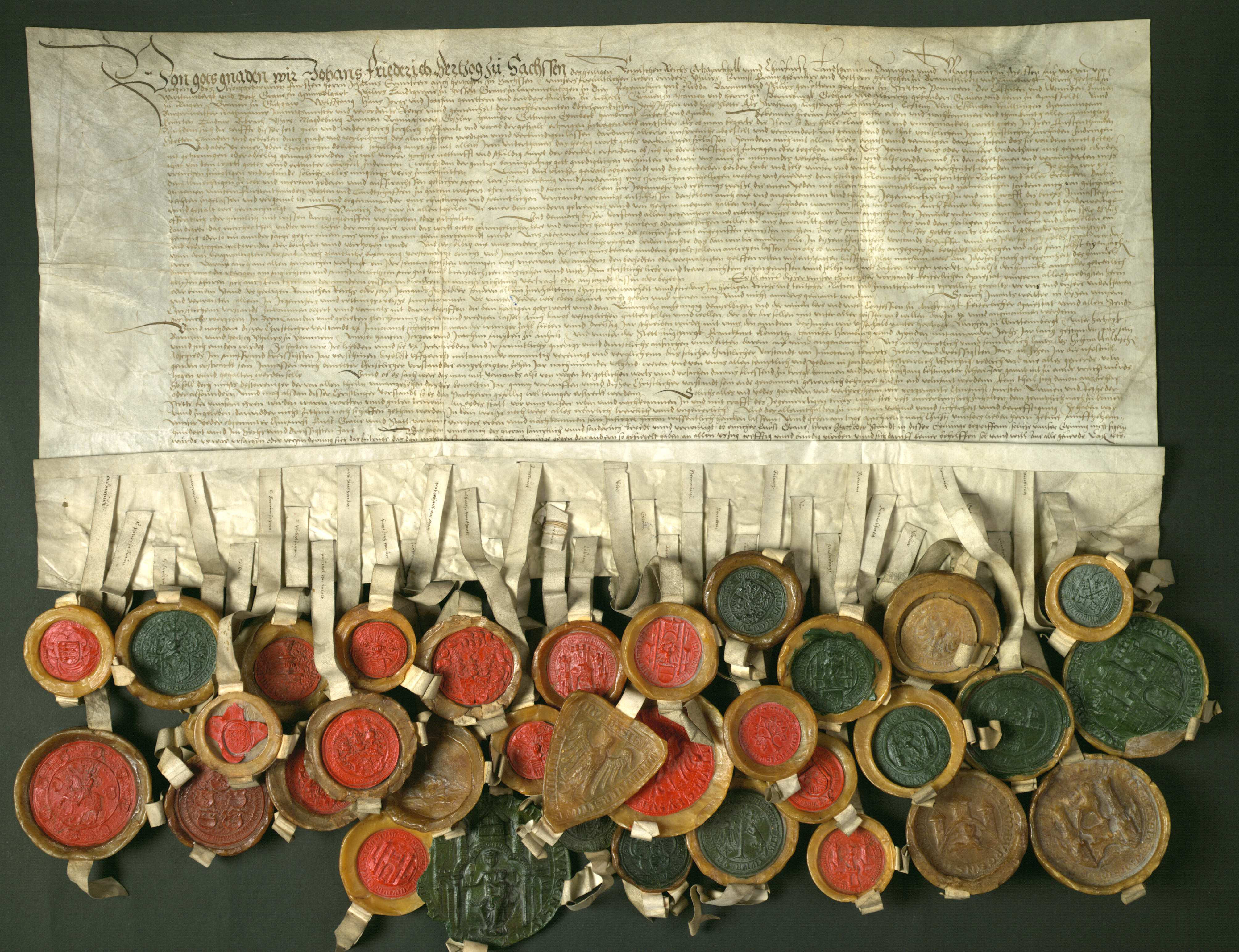
Militärische Bündnisvereinbarung des Schmalkaldischen Bundes

Die Ausbreitung der Reformation im Tecklenburger Land vollzog sich primär in den Territorien unter der Herrschaft Graf Konrads von Tecklenburg (1501–1557). Konrad, eine zentrale Figur der westfälischen Reformationsgeschichte, wurde am Hof des Landgrafen Philipp von Hessen erzogen und war 1521 Augenzeuge von Martin Luthers Verteidigung auf dem Reichstag zu Worms. Diese prägenden Eindrücke beeinflussten maßgeblich seine spätere konfessionelle Ausrichtung.
Nach der Übernahme der Herrschaft Rheda im Jahr 1524 und der Grafschaft Tecklenburg im Jahr 1534 sowie dem Erwerb der Grafschaft Lingen im Jahr 1541, begann Konrad mit der schrittweisen Einführung der lutherischen Lehre in seinen Gebieten. Ab 1541 setzte er systematisch evangelische Prediger in den Kirchengemeinden ein. Bereits zuvor hatte er die Klöster Schale (1535) und Leeden (1538) säkularisiert. Auch das Kloster Osterberg bei Lotte wurde aufgelöst, jedoch nach der Niederlage der protestantischen Kräfte im Schmalkaldischen Krieg 1552 erneut von katholischen Kräften besetzt. Erst 1633 erfolgte dessen endgültige Aufhebung.
Konrad, in der Bevölkerung auch als duller Cord (ndt. für toller oder wilder) bekannt, war 1539 dem Schmalkaldischen Bund beigetreten und nahm aktiv am Schmalkaldischen Krieg teil. Die militärische Niederlage der protestantischen Fürsten führte 1547 zum Verlust der Grafschaft Lingen an Kaiser Karl V., der zudem die Reichsacht über Konrad verhängte. Trotz dieser Rückschläge blieb Konrad ein entschiedener Verfechter der Reformation. Seine Heirat mit Mechthild von Hessen, einer ehemaligen Nonne und Cousine Philipps von Hessen, unterstrich seine enge Verbindung zur protestantischen Führungsschicht. Ihre Tochter Anna von Tecklenburg spielte später als evangelische Regentin eine bedeutende Rolle in der Fortführung der Reformation, insbesondere durch ihre Heirat mit Graf Eberwin von Bentheim.
Im Gegensatz zu den tecklenburgischen Gebieten blieben die zum Hochstift Münster gehörenden Orte des Tecklenburger Landes römisch-katholisch. Diese bildeten bis heute einen konfessionellen Dualismus innerhalb der Region.

Vernunft statt Verurteilung

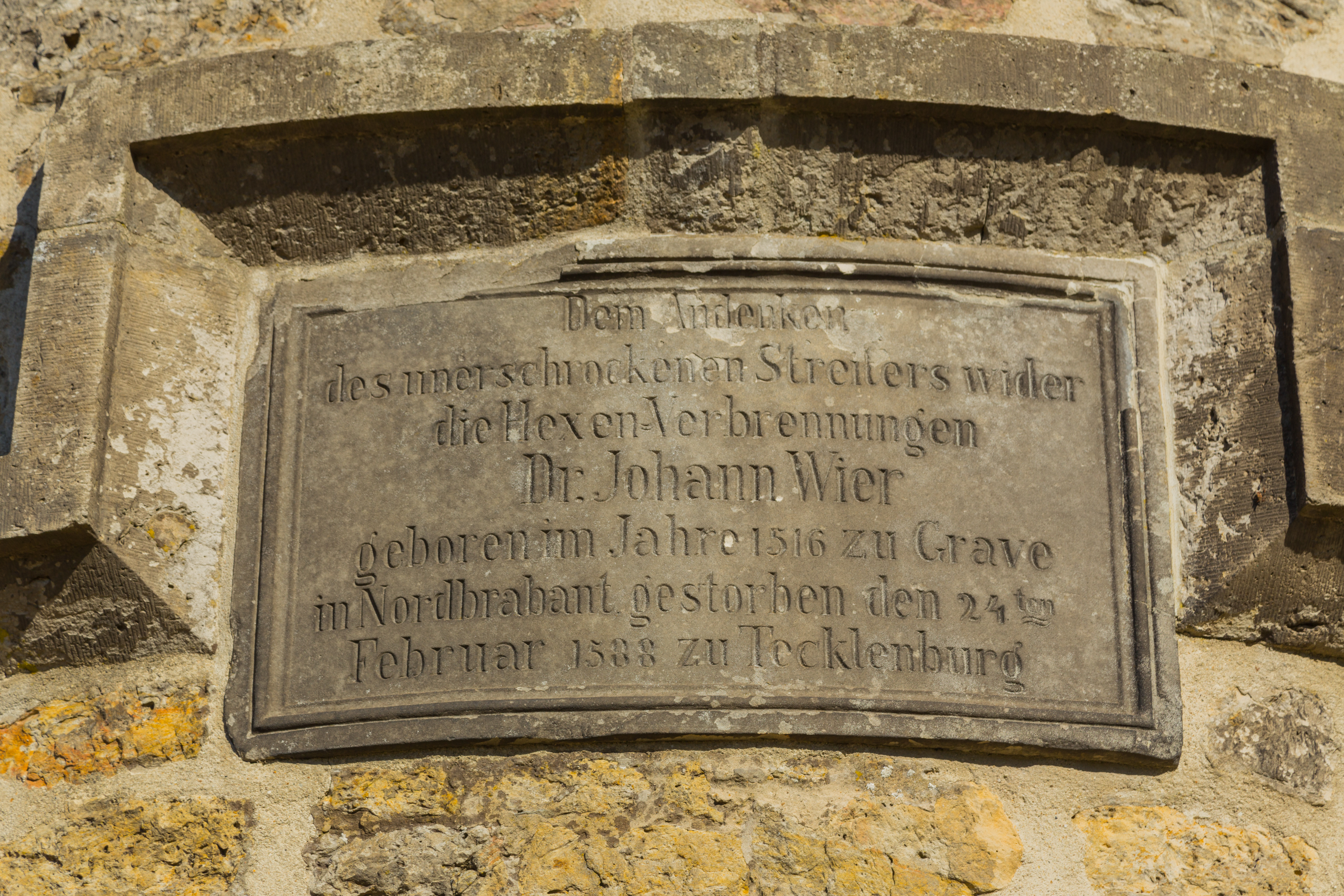
Gedenktafel zu Ehren von Johann Weyer am Zugang zum Wierturm in der Burgruine Tecklenburg

Die Hexenverfolgung zählt zu den markantesten Ausprägungen frühneuzeitlicher Gewalt- und Kontrollmechanismen. Besonders im Heiligen Römischen Reich erreichten die Prozesse gegen vermeintliche Hexen im 16. und 17. Jahrhundert eine hohe Dichte. Vor diesem Hintergrund stellt die Grafschaft Tecklenburg eine signifikante Ausnahme dar. Während in benachbarten Regionen zahlreiche Prozesse dokumentiert sind, blieb die Grafschaft Tecklenburg weitgehend von derartigen Verfolgungen verschont. Diese Abweichung verweist auf spezifische politische und intellektuelle Konstellationen, die eine alternative Reaktion auf den europaweiten Verfolgungsdiskurs ermöglichten.
Zentral für diese Entwicklung war das Wirken Johann Weyers (1515–1588), eines niederländischen Arztes und Humanisten, der als einer der frühesten systematischen Kritiker der Hexenverfolgung gilt. In seinem Werk De praestigiis daemonum (1563) argumentierte er, dass viele der Beschuldigten an psychischen Erkrankungen litten und nicht dämonisch besessen seien. Seine Position stellte eine fundamentale Infragestellung der theologischen und juristischen Grundlagen der Hexenprozesse dar. Weyer verbrachte seine letzten Lebensjahre in Tecklenburg, wo er vermutlich als Leibarzt tätig war. Dass seine kritischen Ansichten dort auf Akzeptanz stießen, verweist auf ein intellektuelles Klima, das sich von der repressiven Norm seiner Zeit abhob.
Diese Offenheit war eng mit der Regentschaft Anna von Tecklenburgs (ca. 1530–1582) verbunden. Nach dem Tod ihres Ehemannes übernahm sie ab 1562 als Vormund ihres Sohnes die Regierung der Grafschaften Tecklenburg, Bentheim und Rheda. Trotz der in Westfalen weit verbreiteten Hexenverfolgungen sind aus ihrem Herrschaftsgebiet keine nennenswerten Prozesse überliefert. Ihre Regierungspraxis war geprägt von religiöser Toleranz, pragmatischer Konfliktvermeidung und einem bewussten Verzicht auf spektakuläre Strafjustiz. Die relative Abwesenheit von Hexenprozessen in Tecklenburg ist somit nicht als Zufall zu interpretieren, sondern als Ergebnis eines Zusammenspiels von humanistischer Kritik und politischer Gestaltungsmacht – ein bemerkenswerter Gegenentwurf zur herrschenden Gewaltkultur der Epoche.

Im Umfeld der Friedensverhandlungen 1648

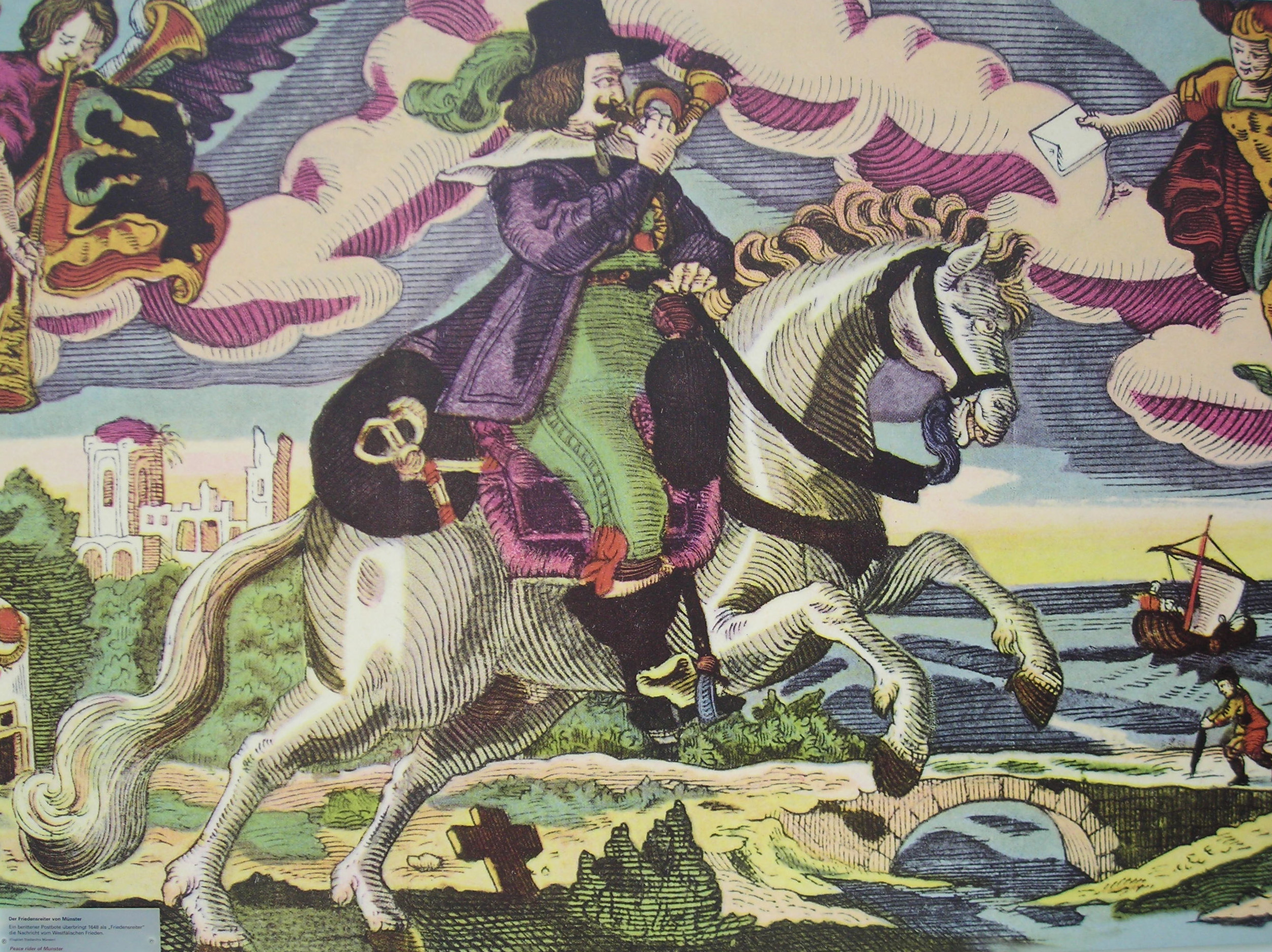
Ein Postreiter, bekannt als Friedensreiter, überbringt die Nachricht vom Westfälischen Frieden im Jahr 1648.

Der Westfälische Frieden von 1648 markiert einen Wendepunkt in der europäischen Geschichte. Gelegen zwischen den beiden Hauptverhandlungen in Münster und Osnabrück, fungierte das Tecklenburger Land als Teil der sogenannten Route der Friedensreiter – heute bekannt als Friedensweg X 1648. Diese Reichspostlinie diente Gesandten und Kurieren als sichere Passage durch neutrales Territorium. Historische Infrastrukturen wie Gasthäuser, Mühlen und Hohlwege bildeten ein dichtes Netz an Rast- und Wechselstationen, das den kontinuierlichen Informationsfluss zwischen den Verhandlungsparteien ermöglichte.
Innerhalb der neutralen Grafschaft Tecklenburg nahm insbesondere Lengerich eine herausragende Stellung ein. Im Jahr 1645 fanden dort im Haus des Juristen Eberhard Koch (Cocceius) bedeutende Vorverhandlungen statt, deren Ergebnis – das sogenannte Lengericher Conclusum – erstmals allen Reichsständen Mitspracherechte garantierte. Dieses Dokument gilt als Meilenstein föderaler Ordnung im Heiligen Römischen Reich. Die heutige Skulptur Der Friedensreiter auf dem Rathausplatz erinnert an diese wegweisende Episode.
Auch kleinere Orte wie Ladbergen traten als diplomatische Knotenpunkte in Erscheinung. Im dortigen Gasthaus zur Post sind konkrete Vorverhandlungen dokumentiert – ein Indiz für die breite territoriale Einbindung in den Friedensprozess. Das Haus Marck bei Tecklenburg wiederum bot 1643 einen diskreten Rahmen für informelle Gespräche zwischen Gesandten und unterstrich damit die Bedeutung adliger Residenzen als diplomatische Rückzugsorte.
Heute wird das Tecklenburger Land als integraler Bestandteil der Friedenslandschaft Westfalen gewürdigt. Der Friedensweg sowie vielfältige kulturelle Initiativen tragen zur Sichtbarmachung der historischen Rolle der Region bei und bewahren die Erinnerung an ihre stille, aber substanzielle diplomatische Leistung.

### Politische Neuordnung zwischen Preußen und Napoleon
Erbansprüche und der Berliner Vergleich

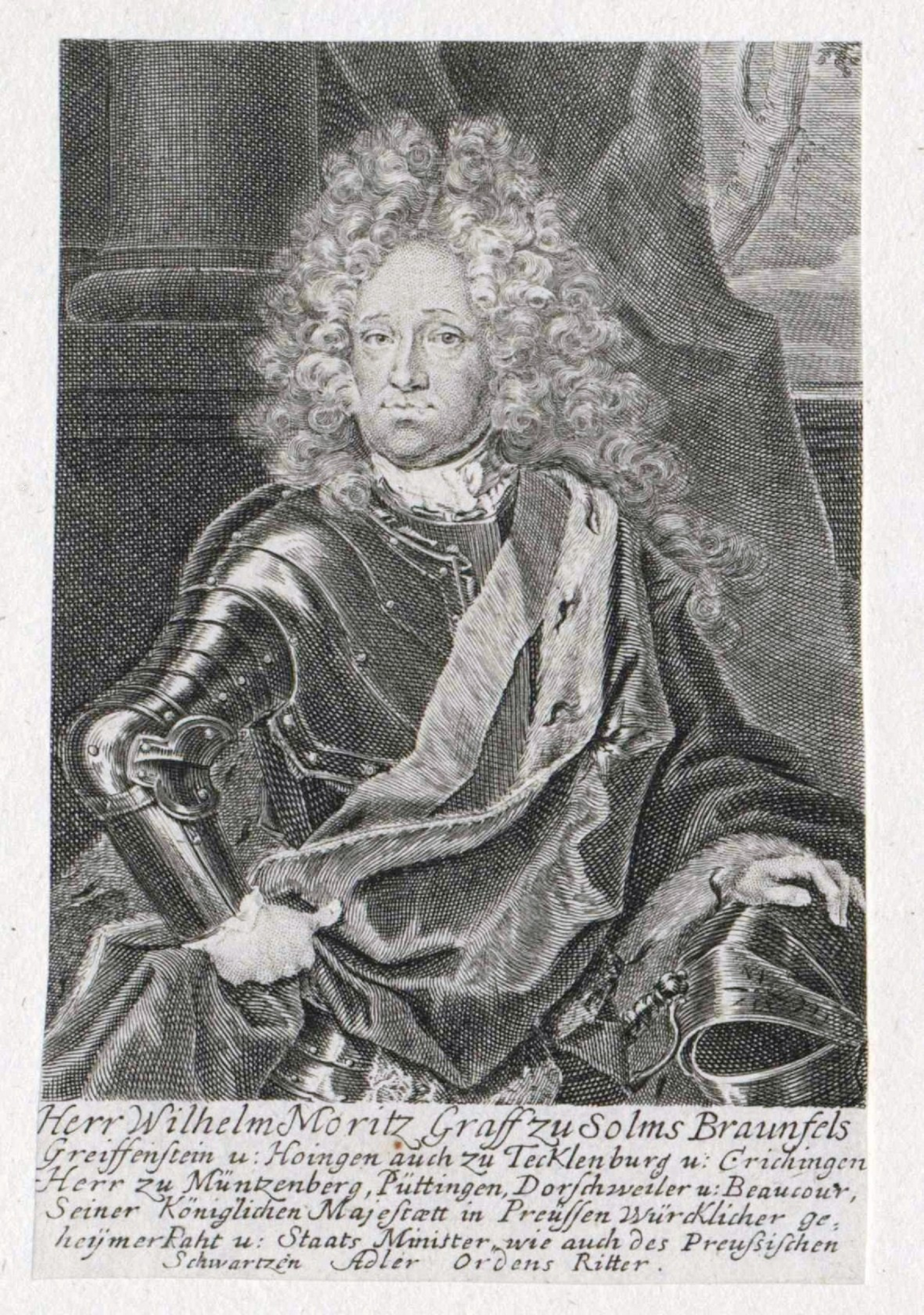
Graf Wilhelm Moritz von Solms-Braunfels veräußerte die Grafschaft Tecklenburg an Preußen.

Im Jahr 1696 wurde die Grafschaft Tecklenburg infolge eines Urteils des Reichskammergerichts dem Haus Solms zugesprochen. Dieses Urteil markierte das Ende eines langwierigen Erb- und Besitzstreits, der sich über mehrere Jahrzehnte zwischen konkurrierenden Adelsfamilien erstreckt hatte. Das Reichskammergericht, als oberstes Gericht des Heiligen Römischen Reiches für Zivilrechtssachen, entschied zugunsten des Hauses Solms, das damit die formale Herrschaft über die Grafschaft übernahm.
Graf Wilhelm Moritz von Solms-Braunfels, ein Vertreter dieser Linie, veräußerte die Grafschaft bereits 1707 für 250.000 Reichstaler an das Königreich Preußen. Dieser Verkauf war Teil einer umfassenderen territorialpolitischen Strategie Preußens, das im Zuge seiner westfälischen Expansionsbestrebungen gezielt kleinere Herrschaften aufkaufte oder durch dynastische Verbindungen an sich band. Die Integration Tecklenburgs in den preußischen Staatsverband diente nicht nur der territorialen Abrundung, sondern auch der Stärkung der administrativen Kontrolle in der Region.
Trotz des Verkaufs erhob das Haus Bentheim-Tecklenburg weiterhin Anspruch auf die Grafschaft. Diese dynastischen Ansprüche gründeten sich auf ältere Besitzrechte und familiäre Verbindungen, die aus Sicht des Hauses Bentheim-Tecklenburg eine legitime Grundlage für die Rückforderung darstellten. Erst im sogenannten Berliner Vergleich von 1729 kam es zu einer endgültigen vertraglichen Regelung: Das Haus Bentheim-Tecklenburg verzichtete gegenüber Preußen auf sämtliche Ansprüche auf die Grafschaft Tecklenburg. Dieser Vergleich stellte einen bedeutenden Schritt zur rechtlichen Konsolidierung der preußischen Herrschaft in Westfalen dar und beendete die jahrzehntelangen Auseinandersetzungen um die territoriale Zugehörigkeit der Region.

Institutioneller Umbruch und staatliche Neuordnung

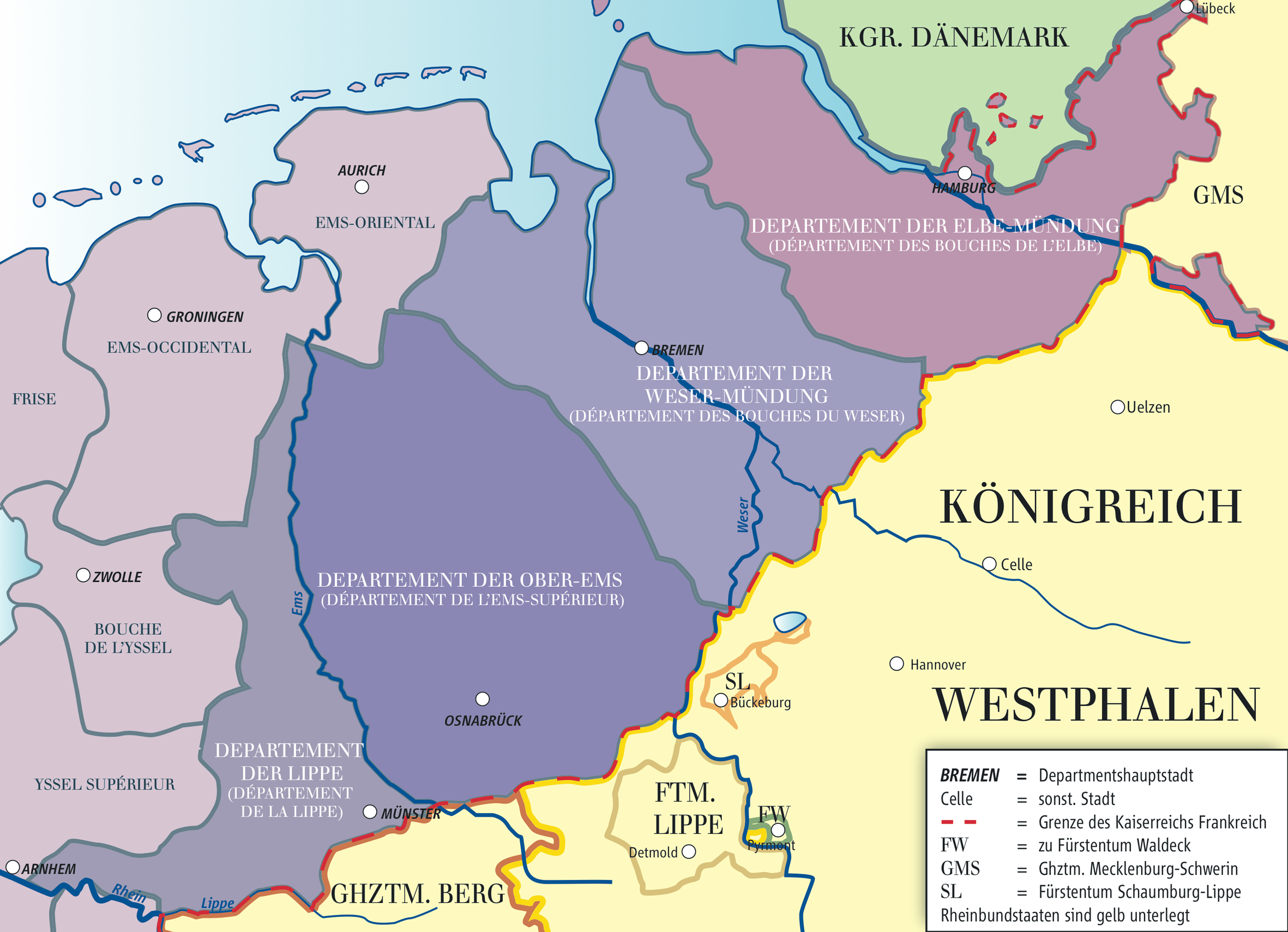
Das Département de l’Ems-Supérieur gehörte zu den hanseatischen Départements unter napoleonischer Verwaltung.

Die napoleonische Ära war eine Phase tiefgreifender Umbrüche in Europa, die auch das Tecklenburger Land erfasste. Ausgehend von der Französischen Revolution 1789 verfolgte Napoleon das Ziel einer politischen und territorialen Neuordnung Europas. Besonders betroffen war Westfalen, mit mehrfach wechselnder territorialer Zugehörigkeit. Ein wesentlicher Einschnitt war der Reichsdeputationshauptschluss von 1803, der die Säkularisation kirchlicher Gebiete einleitete. Nach der preußischen Niederlage bei Jena und Auerstedt 1806 und den daraus resultierenden Gebietsverlusten fiel das zuvor der westfälischen Verwaltungsstruktur zugeordnete Gebiet an Frankreich.
Am 21. Januar 1808 wurde das Tecklenburger Land dem unter französischer Kontrolle stehenden Großherzogtum Berg zugewiesen und am 14. November desselben Jahres dem Département Ems angegliedert. Die französische Verwaltung setzte Reformen um, darunter die Abschaffung von Adelsprivilegien, die Einführung der Rechtsgleichheit und die Aufhebung der Leibeigenschaft. Diese Maßnahmen förderten die Herausbildung einer bürgerlich geprägten Gesellschaft. Verwaltungsquellen belegen eine zunächst vorsichtige Zustimmung der Bevölkerung, insbesondere aufgrund einer als gerechter empfundenen Steuerverteilung. Gleichzeitig führten Wehrpflicht, Ersatzgestellung und der verpflichtende Ausbau von Heerstraßen zu wachsender Unzufriedenheit.
Im Jahre 1810 wurde das Gebiet vom französischen Kaiserreich annektiert und gehörte ab 1811 zum Département de l’Ems-Supérieur (deutsch: Departement der Oberen Ems oder Ober-Ems) mit Verwaltungssitz in Osnabrück. Dieses diente der Durchsetzung der Kontinentalsperre gegen Großbritannien und dessen wirtschaftlicher Isolierung. Die französische Herrschaft endete mit den Befreiungskriegen ab 1813. Nach der Völkerschlacht bei Leipzig und Napoleons Abdankung 1814 kam das Gebiet wieder unter preußische Verwaltung und wurde im Wiener Kongress 1815 endgültig Preußen zugewiesen sowie in die Provinz Westfalen eingegliedert. Zentrale Elemente der französischen Reformen wurden von der preußischen Verwaltung übernommen und zu einem eigenen, bürokratisch geprägten Modell weiterentwickelt.

Kreis Tecklenburg und das Erbe der Grafschaft

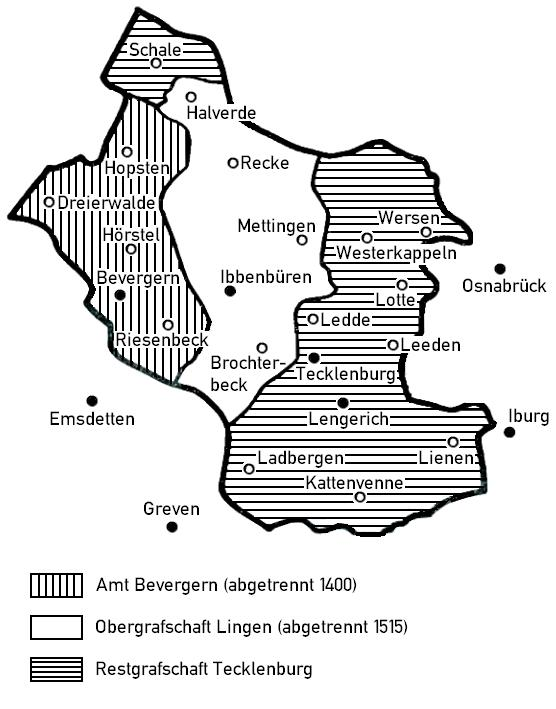
Historisch-territoriale Entwicklung des Kreises Tecklenburg

Im Rahmen der umfassenden Verwaltungsreformen des Königreichs Preußen nach dem Wiener Kongress wurde im Jahr 1816 die Provinz Westfalen neu organisiert. In diesem Kontext erfolgte die Einrichtung des Kreises Tecklenburg, dessen territoriale Struktur auf eine vielschichtige historische Entwicklung zurückgeht. Der Heimatforscher Friedrich Ernst Hunsche interpretierte die Gründung des Kreises als eine faktische Wiederherstellung der historischen Grafschaft Tecklenburg, die im Mittelalter eine bedeutende weltliche Herrschaft innerhalb des westfälischen Raumes darstellte.
Die territoriale Zusammensetzung des neu geschaffenen Kreises vereinte mehrere vormals eigenständige Herrschaftsgebiete unter einer einheitlichen Verwaltungseinheit. Dazu zählten die verbliebene Grafschaft Tecklenburg, Teile der im Jahr 1515 abgetrennten Obergrafschaft Lingen sowie das bereits 1400 an das Hochstift Münster übergegangene Amt Bevergern. Diese Integration unterschiedlicher historischer Territorien spiegelte nicht nur die politische Fragmentierung des Alten Reiches wider, sondern auch die konfessionelle Heterogenität der Region.
Die konfessionelle Zusammensetzung der Bevölkerung war durch die historischen Zugehörigkeiten der Teilgebiete geprägt: Während in der ehemaligen Grafschaft Tecklenburg überwiegend reformierte Konfessionen vorherrschten, waren die vormals münsterschen und lingenschen Gebiete mehrheitlich katholisch. Die konfessionelle Vielfalt wirkte sich langfristig auf die soziale Struktur sowie auf die kulturelle Entwicklung des Kreises aus.
Die heutige geographische und kulturelle Definition des Tecklenburger Landes orientiert sich in weiten Teilen an den historischen Grenzen des ehemaligen Kreises Tecklenburg. Diese Verwaltungsstruktur bildet bis in die Gegenwart eine wesentliche Grundlage für das regionale Identitätsbewusstsein.

### Der Luftkrieg und die Gefechte des Zweiten Weltkriegs

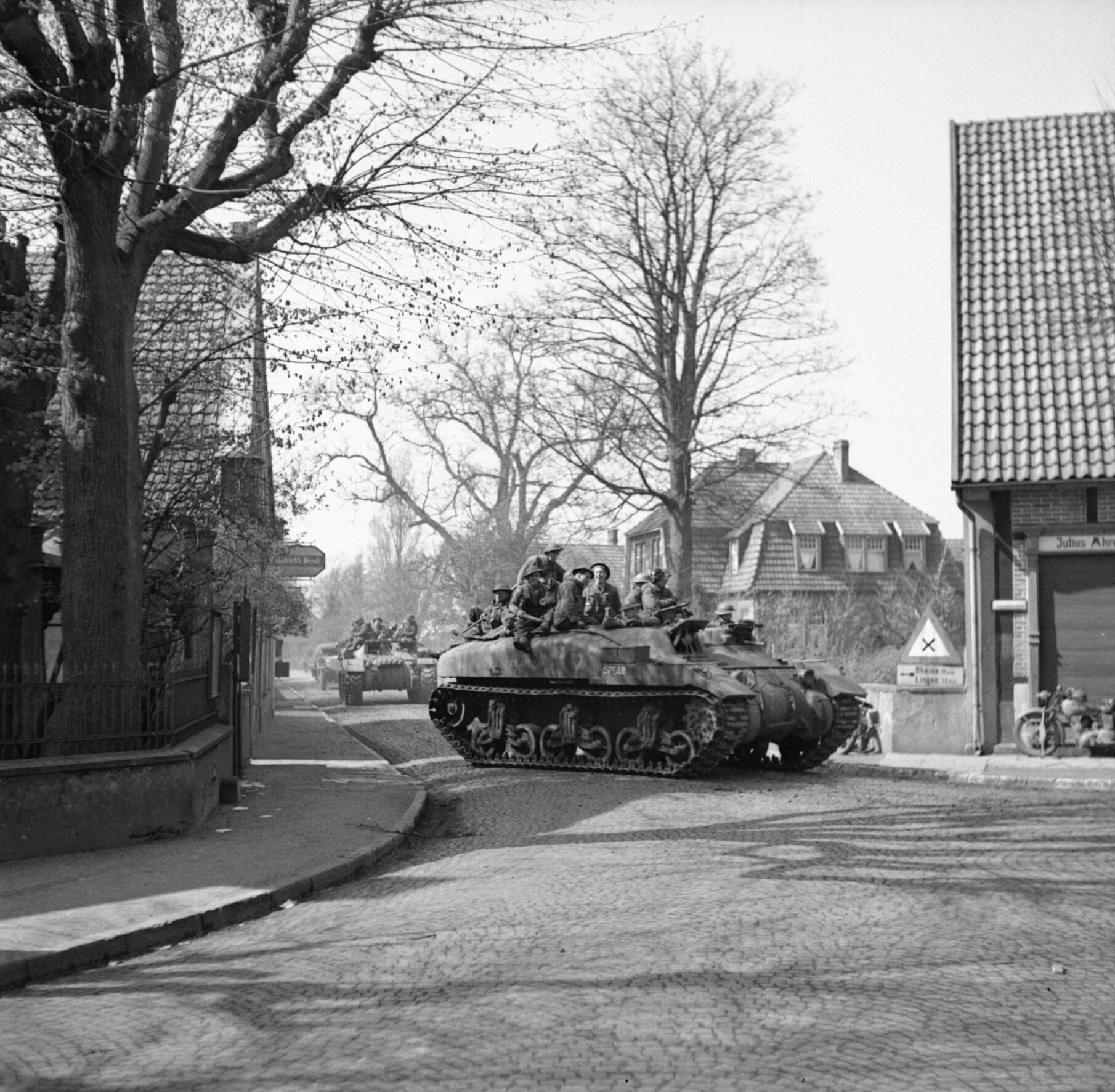
Britische Panzer durchqueren Hopsten am 8. April 1945

Obwohl das Tecklenburger Land eine überwiegend ländlich geprägte Region ist, wurde es im Verlauf des Zweiten Weltkriegs wiederholt Ziel alliierter Luftangriffe. Besonders betroffen waren die Düker des Mühlenbachs unter dem Dortmund-Ems-Kanal sowie der Hörsteler Aa unter dem Mittellandkanal. Diese wurden mehrfach zerstört, um die Wasserwege für den Schiffsverkehr unpassierbar zu machen und somit logistische Verbindungen zu unterbrechen. Auch strategisch relevante Einrichtungen wie das Nike-Kraftwerk in Ibbenbüren und der Militärflugplatz Hopsten gerieten ins Visier alliierter Bomberverbände.
Mit dem Rheinübergang britischer Truppen bei Wesel am 23. März 1945 im Rahmen der Operation Plunder verlagerte sich das Kriegsgeschehen zunehmend in das westfälische Hinterland. In Ibbenbüren wurde am 25. März der Volkssturm einberufen, während das Wehrmachtsdepot in der Fabrik Sweering am 26. März aufgelöst wurde. Die dort gelagerten Bestände wurden kurzfristig der Zivilbevölkerung überlassen. Am 30. März griffen alliierte Tiefflieger einen Tankwagenzug am Bahnhof Ibbenbüren an, was zu erheblichen Bränden im Bahnhofsbereich führte. Noch am selben Tag wurde Panzeralarm ausgelöst.
Am 31. März erreichten britische Einheiten des 3. Royal Tank Regiment und der 4. King’s Shropshire Light Infantry aus Richtung Emsdetten und Mesum kommend kampflos Riesenbeck. In der Nacht zum 1. April überschritten britische Truppen bei Birgte den Dortmund-Ems-Kanal, dessen Brücke zuvor von deutschen Einheiten gesprengt worden war. Aufgrund vorheriger Bombardierungen war der Kanal teilweise trockengefallen und konnte zu Fuß durchquert werden; zusätzlich wurde eine Behelfsbrücke errichtet. Am Ostersonntag rückten britische Panzer bis zur Straße von Dörenthe nach Ibbenbüren vor. Nach dem Abschuss eines Kommandopanzers durch einen Volkssturmmann zogen sich die britischen Kräfte vorübergehend zurück, was es deutschen Offiziersanwärtern ermöglichte, sich im Teutoburger Wald zu verschanzen. In den folgenden Tagen bis zum 6. April kam es zu intensiven Gefechten, zunächst im Waldgebiet, später auch im Stadtgebiet von Ibbenbüren.

### Jüngere Entwicklung

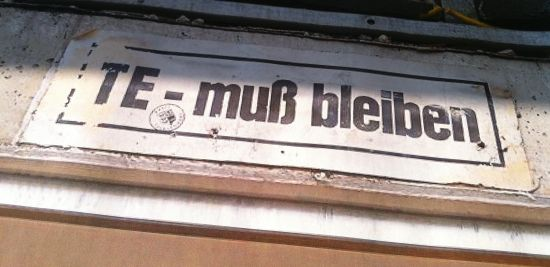
Bei Bauarbeiten wiederentdeckter Protestaufkleber aus den 1970er Jahren

Gebietsreform: In den 1970er Jahren kam es zu einer großen Gemeinde- und Kreisreform durch das Münster/Hamm-Gesetz. Dies führte zu tiefgreifenden Veränderungen in der Verwaltungsstruktur des Tecklenburger Landes. So kam es zum Zusammenschluss von Städten und Gemeinden in der gesamten Region. Die Kreisreform brachte die größte Veränderung mit sich: die Auflösung des Kreises Tecklenburg und den Verlust der politischen Selbständigkeit. Unter dem Slogan TE – muß bleiben wurde vergeblich versucht, die Auflösung abzuwenden. Auch eine Klage des Kreises Tecklenburg gegen diese Entwicklung blieb ergebnislos. Diese Buchstabenkombination wurde erst in Zusammenhang mit der Kennzeichenliberalisierung wieder möglich. Am 1. Januar 1975 trat die Reform in Kraft. Der sog. Großkreis Steinfurt entstand aus dem Kreis Steinfurt, dem Kreis Tecklenburg und Teilen des Kreises Münster.
Münsterländer Schneechaos: Am 25. und 26. November 2005 blieb auch das Tecklenburger Land nicht von den Schneemassen verschont, die das südliche Emsland, das Münsterland und Teile des Osnabrücker Landes erfassten. In zahlreichen Orten kam es zu langanhaltenden Stromausfällen. Während dieser beiden Tage fielen bis zu 50 cm Schnee. Dieses Ereignis ging als Schneechaos in die deutsche Nachkriegsgeschichte ein.

## Strukturerbe
Im Rahmen der nordrhein-westfälischen Gebietsreform zum 1. Januar 1975 wurde der historisch gewachsene Kreis Tecklenburg aufgelöst und dem neu gebildeten Großkreis Steinfurt zugeordnet. Ziel war es, durch die Zusammenlegung kleinerer Gebietseinheiten leistungsfähigere Verwaltungsstrukturen zu schaffen. Die geplante Auflösung stieß im Tecklenburger Land auf Widerstand. Bevölkerung und Verwaltung lehnten insbesondere die Zusammenlegung mit dem Kreis Steinfurt sowie die Verlagerung des Kreissitzes ab. Der neu gebildete Kreis Steinfurt übernahm die Rechtsnachfolge und richtete seinen Kreissitz in ST-Burgsteinfurt ein – dies führte für zahlreiche Einwohner der Region zu längeren Wegen und wurde als Verlust regionaler Identität empfunden.
Trotz der administrativen Neustrukturierung ist die historische Identität des Kreises Tecklenburg in der Region weiterhin spürbar. Das ehemalige Kfz-Kennzeichen TE besitzt nach wie vor symbolischen Charakter und gilt als Ausdruck lokaler Identifikation. Um die institutionelle Verankerung in der Region zu wahren, unterhält die Kreisverwaltung Steinfurt zudem eine Außenstelle in Tecklenburg.

### Kreisaußenstelle

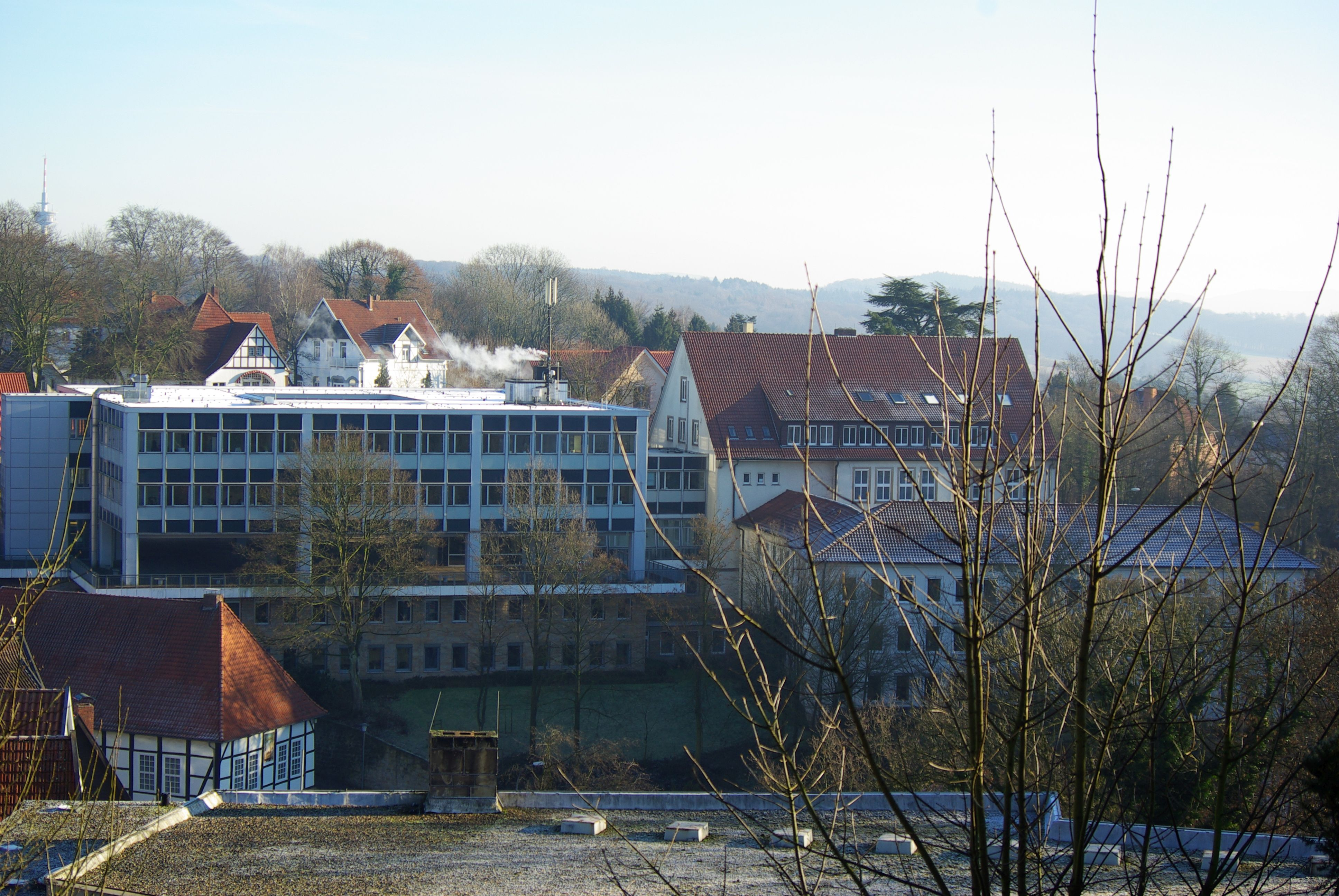
Das Kreishaus Tecklenburg an der Landrat-Schultz-Straße bietet bürgernahe Verwaltungsdienste.

Die Kreisaußenstelle Tecklenburg befindet sich im Kreishaus an der Landrat-Schultz-Straße 1 und ist integraler Bestandteil der dezentralen Verwaltungsstruktur des Kreises Steinfurt. Sie übernimmt Aufgaben in verschiedenen Fachbereichen, darunter Leistungen des Jugendamtes, der unteren Wasserbehörde, des Straßenverkehrsamtes sowie in den Bereichen Bauwesen und soziale Verwaltungsdienste. Durch ihre Lage ermöglicht sie Bürgerinnen und Bürgern eine wohnortnahe Erledigung administrativer Angelegenheiten, ohne den Hauptsitz der Kreisverwaltung in Steinfurt aufsuchen zu müssen.
Als regionaler Verwaltungsstandort fungiert die Außenstelle als Schnittstelle zwischen der Kreisverwaltung und der Bevölkerung im Tecklenburger Land. Sie bietet Zugang zu Ansprechpersonen aus unterschiedlichen Fachabteilungen und trägt zur Verbesserung der Erreichbarkeit sowie zur Transparenz von Verwaltungsprozessen bei. Die Möglichkeit zur persönlichen Vorsprache erleichtert die Bearbeitung individueller Anliegen und stärkt die Bürgernähe.
Das Gebäude der Außenstelle geht auf frühere Verwaltungsstrukturen zurück und wird weiterhin für regionale Verwaltungsaufgaben genutzt. Die kontinuierliche Nutzung des Standorts verweist auf die langjährige institutionelle Präsenz der Kreisverwaltung in Tecklenburg. Organisatorisch ist die Außenstelle in die Gesamtstruktur der Kreisverwaltung eingebunden. Sie leistet einen Beitrag zur Umsetzung einer bürgernahen Verwaltung und trägt zur Verbesserung der Servicequalität im nordwestlichen Kreisgebiet bei.

### Heraldikerbe

Historische Hissflagge mit Wappen und rot-weißen Streifen – den traditionellen Farben der westfälischen Heraldik

Das Wappen des ehemaligen Kreises Tecklenburg erfüllt auch nach der Auflösung dieser Gebietskörperschaft weiterhin eine identitätsstiftende Funktion für das Tecklenburger Land. Es vereint heraldische Elemente, die auf die historische Zugehörigkeit verschiedener Teilgebiete zu unterschiedlichen Herrschaftsbereichen verweisen: Die drei Seerosenblätter gehen auf die Grafen von Tecklenburg zurück, der Anker symbolisiert die frühere Zugehörigkeit einiger Gebiete zur Grafschaft Lingen, und die Farbgebung erinnert an das Amt Bevergern sowie dessen zeitweilige Einbindung in ein geistliches Fürstentum.
Trotz des Wegfalls seiner amtlichen Funktion bleibt das Wappen in Institutionen präsent, die sich auf die historische Identität des ehemaligen Kreisgebiets beziehen. Der Wasserversorgungsverband Tecklenburger Land (WTL) nutzt als Körperschaft des öffentlichen Rechts ein Dienstsiegel, das satzungsgemäß das Wappen des früheren Kreises enthält. Neben dem Verein Familienforschung Tecklenburger Land e. V. (TEFAM) und dem Heimatschützenbund Tecklenburger Land e. V. greifen auch weitere Institutionen auf das Wappen zurück – etwa in Publikationen, bei Veranstaltungen und als visuelles Erkennungszeichen. Dies deutet auf eine zivilgesellschaftliche Verankerung des Symbols hin.
Diese Beispiele verdeutlichen, dass das Wappen des ehemaligen Kreises Tecklenburg über seine ursprüngliche administrative Funktion hinaus als kulturelles Identifikationsmerkmal fortbesteht. Heute dient es vor allem der historischen Einordnung und der Pflege regionaler Identität im Tecklenburger Land.

### Regionalkennzeichen

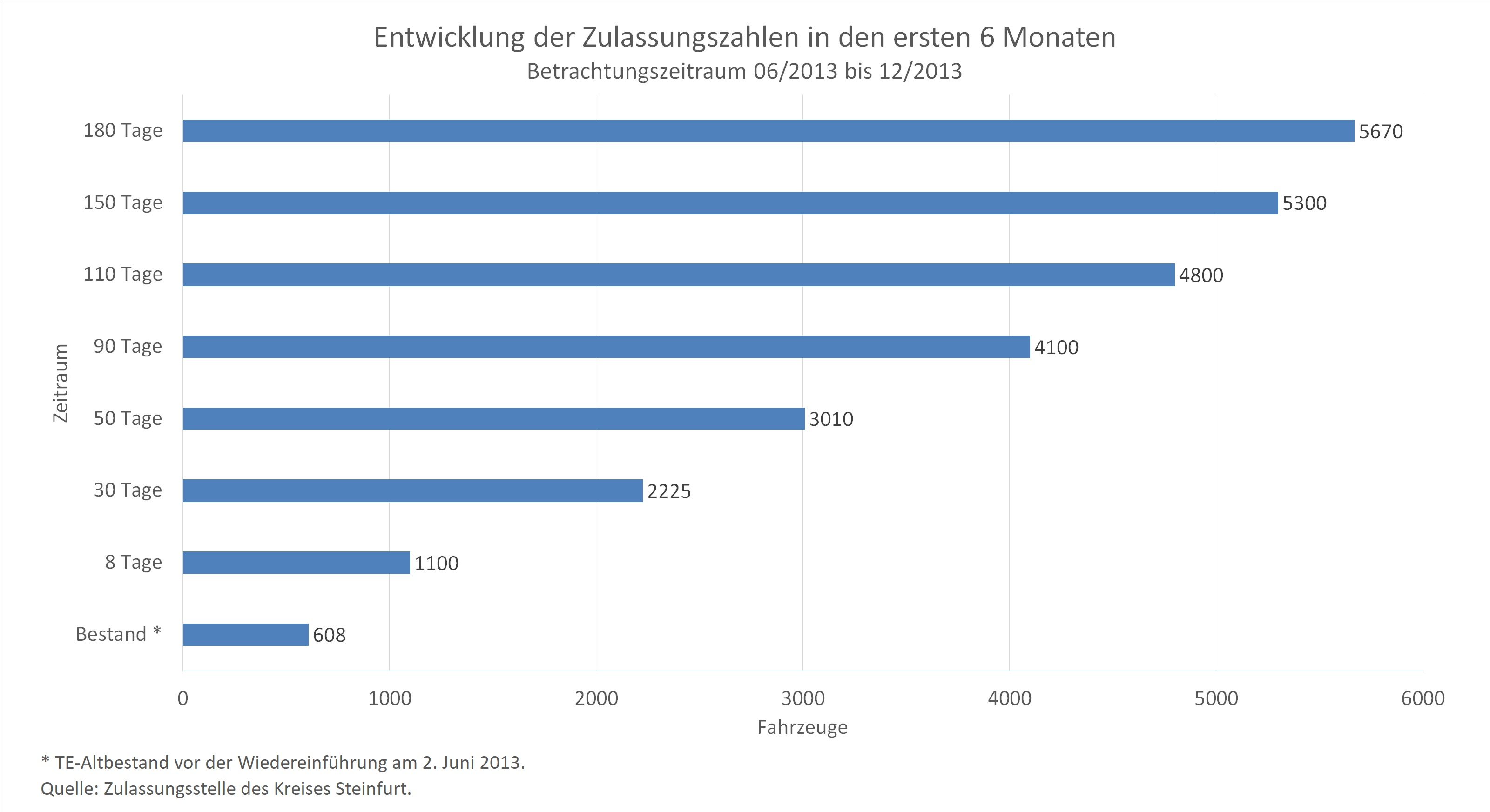
Zulassungsentwicklung des TE-Kennzeichens in den ersten sechs Monaten nach Wiedereinführung 2013

Das bis zur Gebietsreform 1975 gültige Kfz-Kennzeichen TE wurde von einer Tecklenburger Bürgerinitiative erneut beantragt, nachdem eine geänderte Rechtslage die Wiedereinführung grundsätzlich ermöglichte und sie sich dafür bei der Kreisverwaltung Steinfurt einsetzte. Da diese Bemühungen erfolglos blieben, wandte sich die Initiative an den Stadtrat von Tecklenburg. Die Stadt übernahm das Anliegen und stellte einen Antrag auf Wiedereinführung beim Kreis Steinfurt. Entgegen der Empfehlung der Kreisverwaltung beschloss der Kreistag im April 2013 die Wiedereinführung des Altkennzeichens parallel zum bisherigen ST. Ab dem 22. Mai 2013 wurden Reservierungen entgegengenommen, die ersten TE-Kennzeichen ab dem 3. Juli 2013 ausgegeben.
Das Kraftfahrzeugkennzeichen TE wurde ursprünglich dem ehemaligen Kreis Tecklenburg zugeordnet. In der heutigen Verwendung steht es für den regionalen Bezug zum Tecklenburger Land. Bereits während der Reservierungsphase wurden mehrere Tausend Vorbestellungen registriert, was auf ein breites öffentliches Interesse hinweist. Aufgrund der hohen Nachfrage erweiterte die zuständige Zulassungsstelle in der ersten Woche der Ausgabe ihre Öffnungszeiten, um zusätzliche Ummeldungen zu ermöglichen. Innerhalb dieses Zeitraums wurden im Kreis Steinfurt mehr als 500 Kennzeichen mit dem Kürzel TE ausgegeben. In den ersten drei Monaten nach der Wiedereinführung führte die verstärkte Nachfrage zu einem deutlichen Anstieg der Zulassungszahlen dieses Kennzeichens.

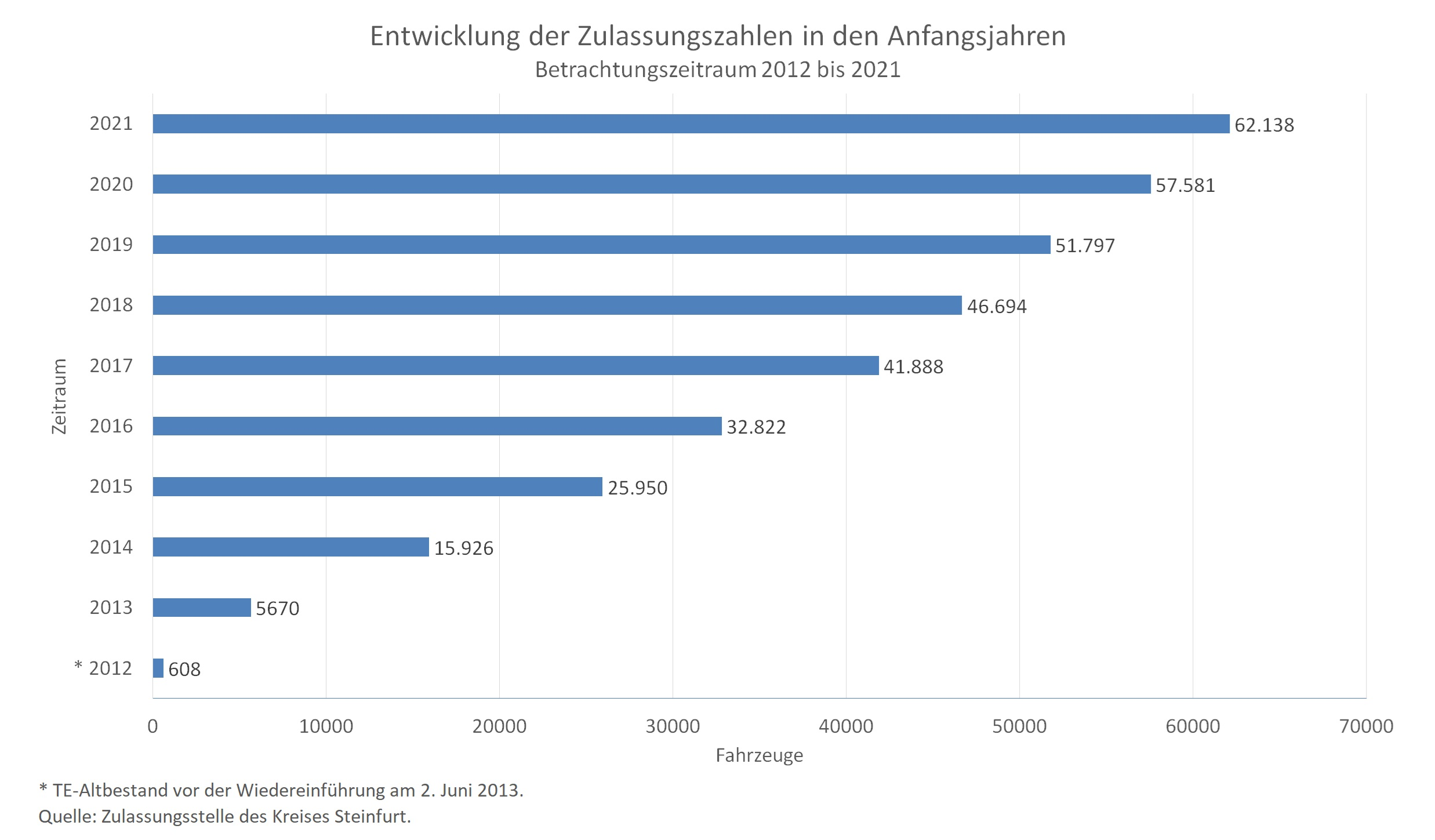
Entwicklung der Zulassungszahlen in den Anfangsjahren von 2012 bis 2021

Zum Jahreswechsel 2013 auf 2014 verzeichnete die Stadt Ibbenbüren mit nahezu 1600 Fahrzeuganmeldungen die höchste Anzahl im Zusammenhang mit dem Regionalkürzel. Im ersten Halbjahr 2014 stieg die Zahl der Anmeldungen mit dem Kennzeichen TE auf 11.323, was eine deutliche Zunahme innerhalb kurzer Zeit darstellte. Bereits nach zwölf Monaten belegte TE landesweit den siebten Platz unter den am häufigsten vergebenen Altkennzeichen in Nordrhein-Westfalen. Bis November 2017 konnte es sich weiter etablieren und erreichte den vierten Platz. Diese Entwicklung weist auf eine hohe Akzeptanz und Nachfrage nach dem wiedereingeführten Altkennzeichen im regionalen Kontext hin.
Gegenwärtig sind etwa 40 Prozent der ca. 155.000 zugelassenen Fahrzeuge im Tecklenburger Land mit einem Regionalkennzeichen ausgestattet. Die Marke von 60.000 Zulassungen wurde ca. Ende 2021 überboten. Die Neuerteilung liegt im dreijährigen Mittel bei einer Zuwachsrate von ca. 430 Zulassungen pro Monat bzw. etwa 110 Zulassungen pro Woche.

### Verwaltungsnetz

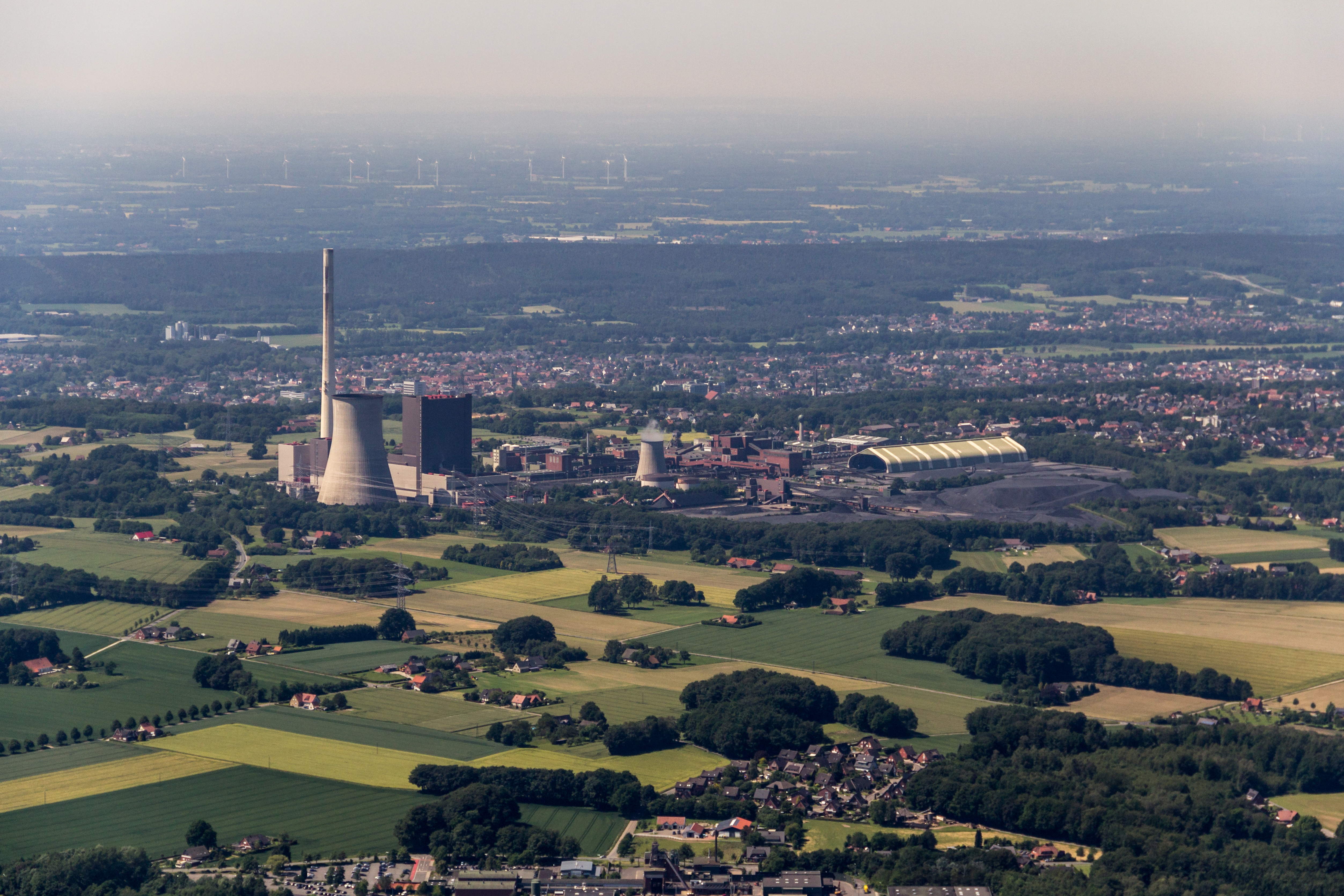
Der Strukturwandel in der Region fördert interkommunale Kooperationen – das Zechengelände Ibbenbüren steht exemplarisch für diesen Wandel.

Wie gemeindeübergreifende Zusammenarbeit nachhaltige Regionalentwicklung fördern kann, zeigen vielfältige interkommunale Kooperationen, die sich in den letzten Jahren im Tecklenburger Land etabliert haben. Ziel ist es, die Lebensqualität zu erhöhen, wirtschaftliche Potenziale zu erschließen und die Zukunftsfähigkeit der Region zu sichern. Zentrales Förderinstrument ist das LEADER-Programm, umgesetzt durch die Lokale Aktionsgruppe (LAG) Tecklenburger Land e. V., in der Akteure aus Kommunen, Wirtschaft, Zivilgesellschaft und Bürgerschaft vertreten sind. Ergänzend unterstützt das Regionalbudget kleinere Vorhaben. Die LAG fungiert zudem als Plattform für Vernetzung und Wissenstransfer.
Ein Beispiel ist das Projekt Gute Aussichten! Zukunft.Ideen.Leben., das sich mit der Nachnutzung ehemaliger Bergbauflächen befasst. Die Kommunen Ibbenbüren, Hopsten, Recke, Hörstel, Mettingen und Westerkappeln gestalten den Strukturwandel koordiniert. Der Prozess ist durch breite Beteiligung von Politik, Verwaltung, Fachöffentlichkeit und Bürgerschaft geprägt und zielt auf neue wirtschaftliche, touristische und kulturelle Perspektiven. Das Projekt Zukunft@LLLT der Kommunen Lengerich, Ladbergen, Lienen und Tecklenburg verfolgt einen strategischen Ansatz zur interkommunalen Profilbildung. Eine gemeinsame Analyse identifiziert regionale Stärken und leitet Maßnahmen zur Fachkräftesicherung ab.
Auch im Bereich der Daseinsvorsorge zeigt sich die Relevanz interkommunaler Zusammenarbeit. 2014 gründeten sieben Kommunen die Stadtwerke Tecklenburger Land GmbH & Co. KG als gemeinsamen Energieversorger. Neben nachhaltiger Energieversorgung bietet das Unternehmen Leistungen in den Bereichen Digitalisierung, Mobilität und Unterstützung ehrenamtlicher Initiativen. Die Stadtwerke verstehen sich als Partner einer integrierten Regionalentwicklung. Diese Beispiele verdeutlichen, dass interkommunale Kooperationen im Tecklenburger Land ein wirksames Instrument zur Bewältigung regionaler Herausforderungen darstellen. Sie beruhen auf Ressourcenteilung, gemeinsamer Verantwortung und partizipativer Entwicklung.

## Wirtschaft

### Wirtschaftsstruktur
Die wirtschaftliche Struktur und Wertschöpfung im Tecklenburger Land wird maßgeblich durch das produzierende Gewerbe bestimmt. Dazu zählen insbesondere die Lebensmittelverarbeitung, der Maschinen- und Anlagenbau, der Bergbau, die Verpackungsindustrie sowie zahlreiche kleinere und mittelständische Verarbeitungsbetriebe aus dem Handwerk und der Industrie. Ergänzt wird dieses Profil durch Unternehmen aus der Energieversorgung und dem Baugewerbe. Einen ebenso bedeutenden Beitrag zur regionalen Wertschöpfung leistet der Dienstleistungssektor. Besonders hervorzuheben sind hier der Tourismus, das Gastgewerbe sowie der Verkehrsbereich. Auch die Land- und Forstwirtschaft sowie die Fischerei tragen durch Veredelungsprozesse und Energieerzeugung substanziell zur wirtschaftlichen Leistung bei.
Im Sommer 2023 waren im Tecklenburger Land rund 63.200 Menschen sozialversicherungspflichtig beschäftigt. Der größte Anteil entfiel mit etwa 63 % auf den Dienstleistungsbereich, der sich in 24 % Handel, Gastgewerbe und Verkehr sowie 39 % sonstige Dienstleistungen untergliedert. Das produzierende Gewerbe stellte rund 36 % der Beschäftigten, während etwa 1 % in der Land-, Forstwirtschaft und Fischerei tätig war. Die Arbeitslosenquote lag mit 5 % im Bezirk Ibbenbüren und 4,6 % im Bezirk Lengerich deutlich unter dem nordrhein-westfälischen Landesdurchschnitt von 7,8 %.

### Primärsektor
Die Landwirtschaft ist seit jeher ein wichtiger Wirtschaftszweig im Tecklenburger Land. Etwa 1150 landwirtschaftliche Betriebe gibt es in der Region, die ungefähr 42.500 ha Fläche bewirtschaften. Dieses entspricht ca. 55 % der Gesamtfläche des Tecklenburger Landes und liegt damit über dem nordrhein-westfälischen Landesdurchschnitt von 45 %. Insgesamt haben die landwirtschaftlich genutzte Fläche und auch die Anzahl der Betriebe in den vergangenen Jahren abgenommen. Zu beobachten ist eine zunehmende Anzahl von Großbetrieben. Die Weiterverarbeitung der Erzeugnisse geschieht durch Betriebe, die sich direkt in der Region befinden.
Die natürlichen Bodenschätze im Tecklenburger Land sind Steinkohle, Sandstein, Kalkstein und Erze. Der Steinkohlebergbau in der Region blickt auf eine lange Tradition zurück und nahm eine bedeutende Stellung ein. Der Betreiber des Bergwerks Ibbenbüren, die RAG Anthrazit Ibbenbüren GmbH, beschäftige in dem als Ibbenbürener Steinkohlenrevier bezeichneten Abbaugebiet zuletzt etwa 1500 Mitarbeiter. Es wurde bis Ende 2018 Anthrazitkohle aus bis über 1500 Meter Teufe (Tiefe) im Ostfeld gefördert. Das Abbaufeld Westfeld und die Grube Mieke sind 1979 bzw. 1964 stillgelegt worden. Der Nordschacht in Mettingen war zeitweise der tiefste in Betrieb befindliche Steinkohlenschacht Europas.
Ebenso traditionsreich sind die Steinbruchbetriebe im Tecklenburger Land. Zahlreiche Steinbrüche haben in den vergangenen Jahrhunderten vornehmlich Sandstein und Kalkstein in den Hängen des Teutoburger Waldes und der Ibbenbürener Bergplatte abgegraben. Die Kalkgewinnung in der Region reicht bis anno 1550 zurück und wird heute vor allem im Raum Lengerich und Lienen betrieben. Die Abbaugebiete in Hörstel-Riesenbeck und Ibbenbüren-Dörenthe sind heute nicht mehr aktiv. Der Kalk wurde in diesen Gebieten in kleinen Gruben gebrochen und direkt am Grubenrand weiterverarbeitet. Der Ibbenbürener Sandstein ist aufgrund seiner gelb gemusterten Färbung überregional bekannt und wurde z. B. für den Bau des Osnabrücker Doms St. Peter verwendet. Zahlreiche Steinbruchbetriebe brechen ihn vornehmlich im Westteil der Ibbenbürener Bergplatte. Weniger bekannt ist der Osning-Sandstein aus dem Teutoburger Wald, der auch als Tecklenburger Sandstein bezeichnet wird. Diese Gesteinsart wird heute im Tecklenburger Land nicht mehr gebrochen.
Der Erzbergbau in der Region begann erstmals im 16. Jahrhundert und dauerte bis 1921 an und wurde 1936 bis 1941 nochmals aufgenommen. Das Erzbergwerk Perm befand sich im Raum Ibbenbüren, Mettingen und Westerkappeln. In der Zeche wurde von 1912 bis zur Stilllegung 1921 Blei- und Zinkerze gefördert. Wegen des geringen Eisenanteils im Vergleich zu schwedischen Erzen wurden 1921 die Grube stillgelegt. Den Raseneisenerzbergbau gab es vor allem im Bereich der von Hopsten und Hörstel. Die letzten Abbaubetriebe stellten in den 1940er Jahren die Förderung ein.
Darüber hinaus gibt es im Tecklenburger Land größere Vorkommen von Sand, Ton/Schluff und Torf. Diese Bodenschätze werden im Trockenabbauverfahren gefördert. Der Abbau von Ton und Schluff findet im Bereich der Gemeinden Mettingen, Ibbenbüren und Tecklenburg statt. Die Weiterverarbeitung dieser beiden Rohstoffe erfolgt in der Region. In den Gemeinden Hörstel, Ladbergen, Lengerich und Lienen wird Sand für die weitere Verarbeitung in Gruben abgegraben. Torf wurde im Recker/Mettinger Moor von Anfang der 1950er Jahre bis 1991 gewonnen.

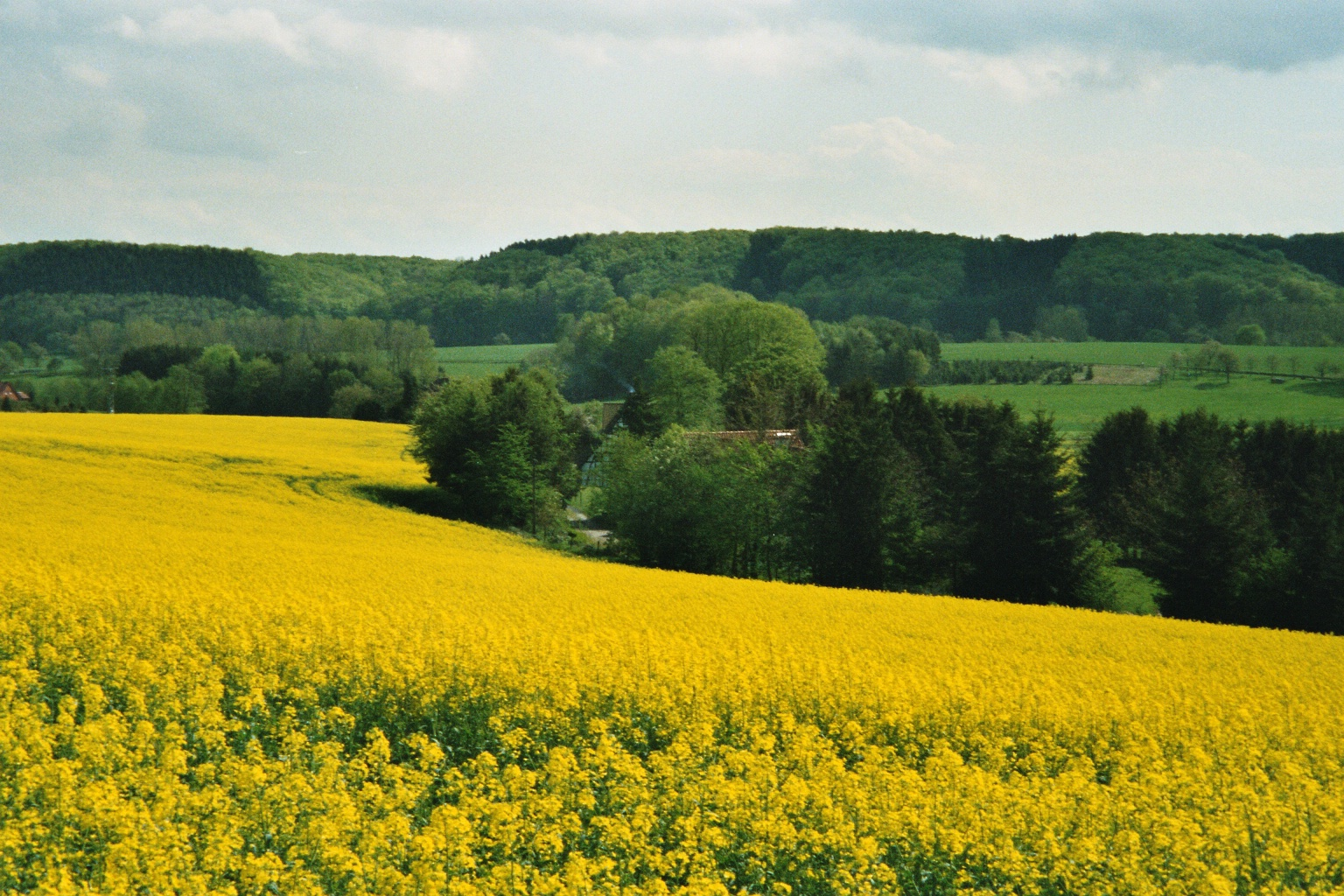
Anbau von Raps in Lienen-Holperdorp
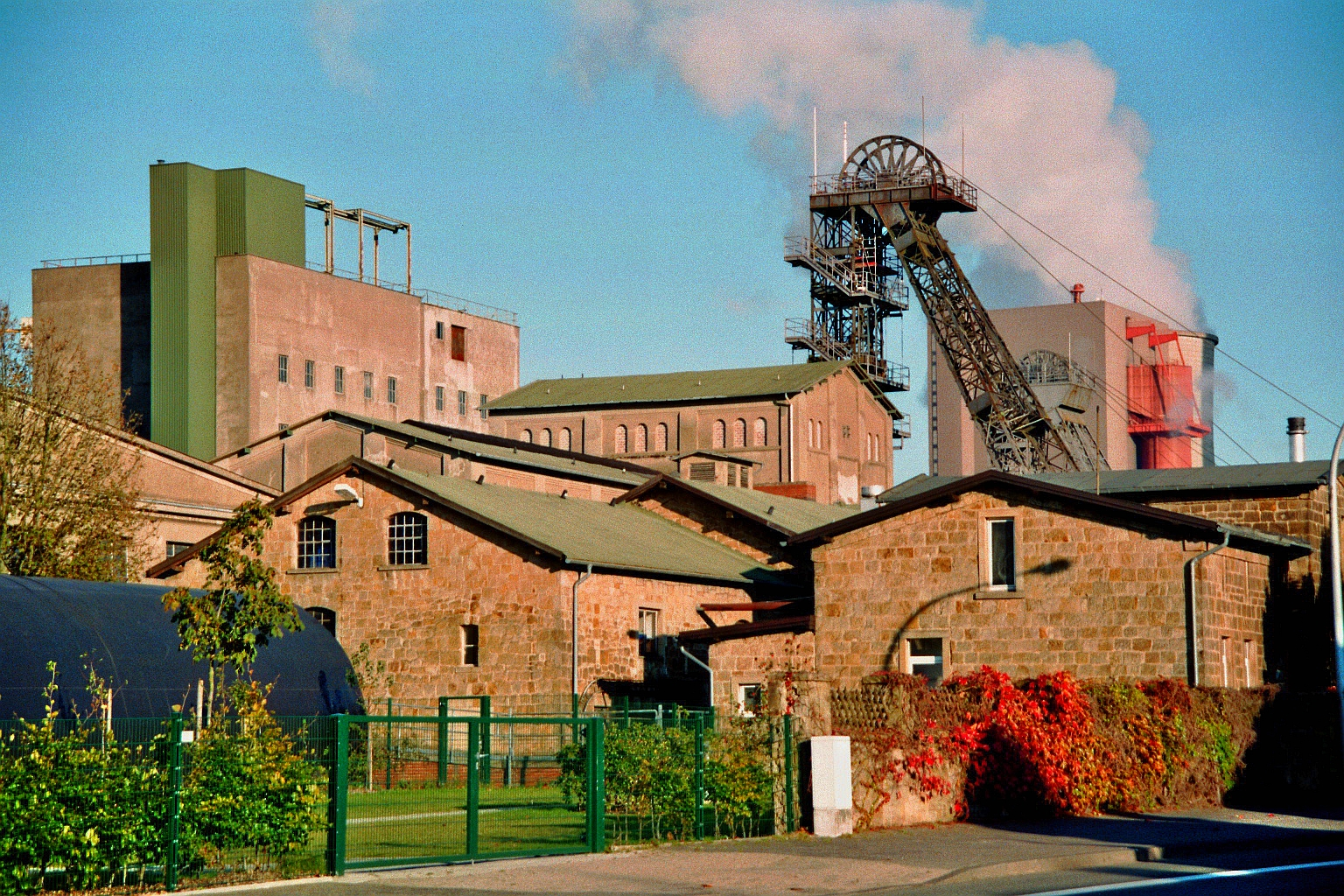
Schachtanlage von Oeynhausen des Bergwerks Ibbenbüren
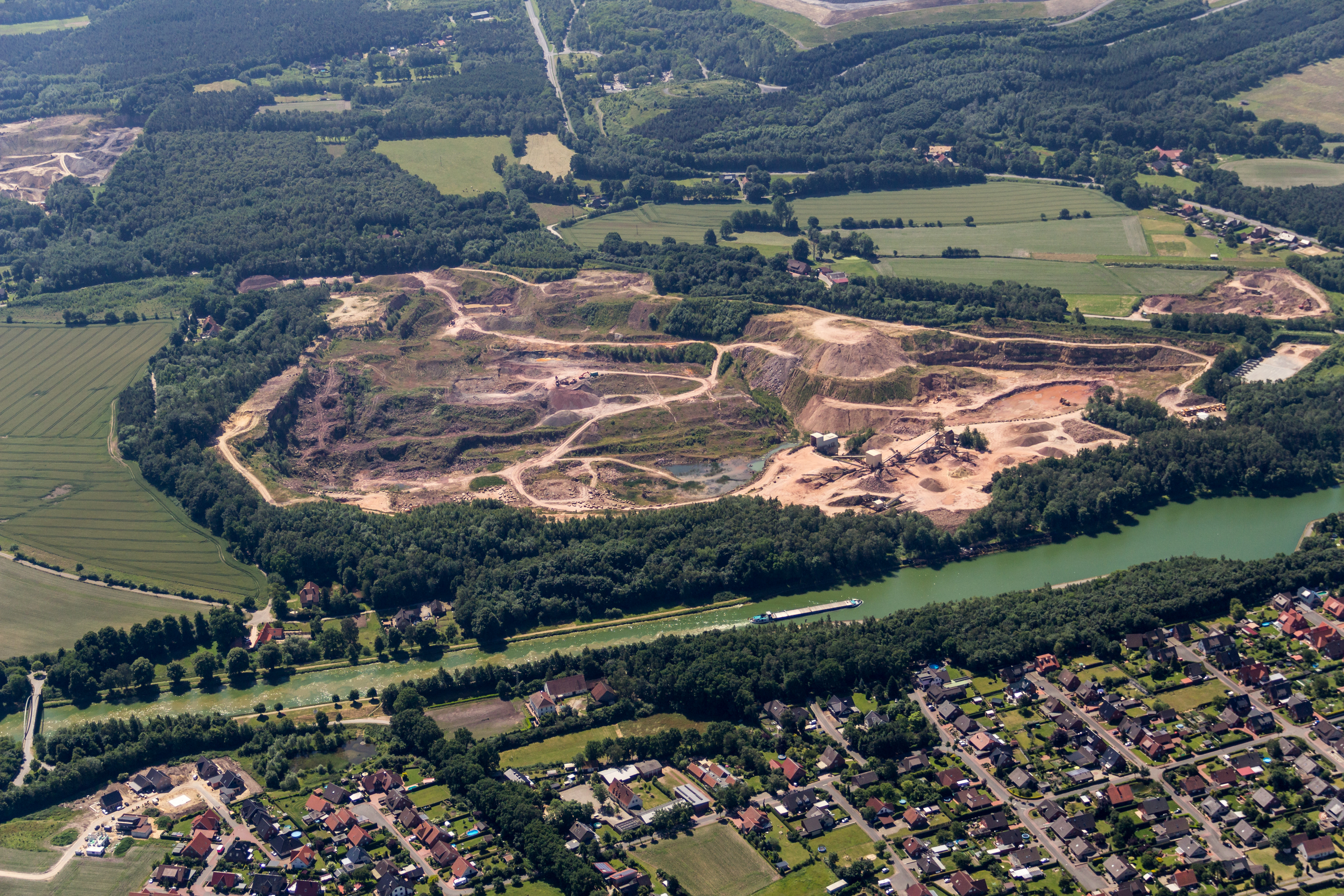
Sandsteinbruch am Kälberberg in Recke-Obersteinbeck
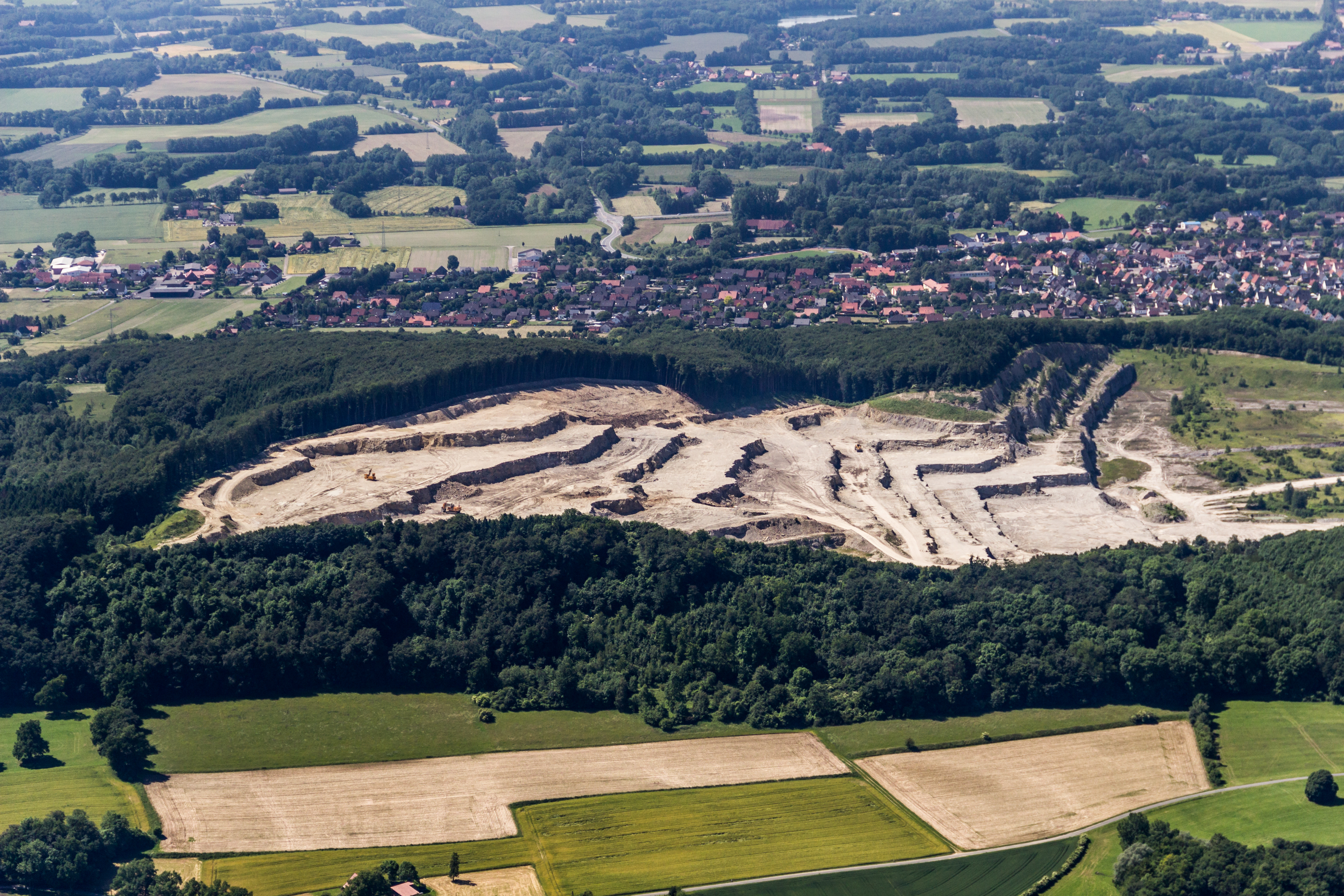
Kalksteinbruch in Lengerich
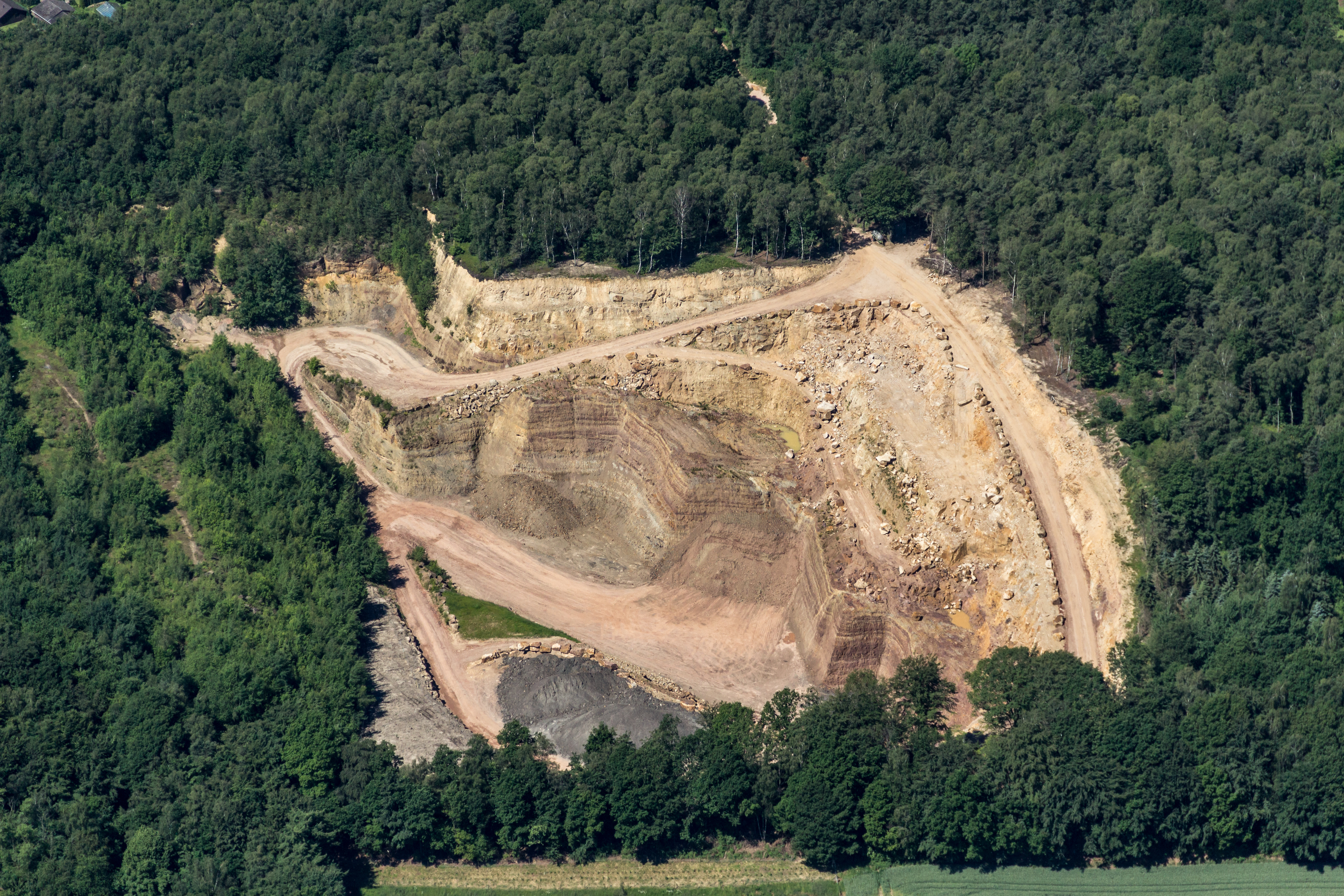
Tongrube in Mettingen-Querenberg

### Sekundärsektor
Das produzierende Gewerbe im Tecklenburger Land ist geprägt von überregional bekannten Großunternehmen sowie mittleren und kleinen Betrieben. Landwirtschaftliche Erzeugnisse werden zu Nahrungs- und Genussmittel weiterverarbeitet wie Tiefkühlwaren (Conditorei Coppenrath & Wiese), Fertigkuchen (Kuchenmeister), kalt gepresste Rapsöle (Teutoburger Ölmühle), Süßwaren/Lebkuchen (Lambertz/Heemann) oder Spirituosen (Kornbrennerei C. Langemeyer). Weitere Produkte sind Stärken, die in zwei großen Fabriken in Ibbenbüren (Crespel&Deiters und Krönerstärke) erzeugt werden. Einer der größten Arbeitgeber in diesem Bereich ist die Conditorei Coppenrath & Wiese, die am Standort Mettingen über 1700 Mitarbeiter beschäftigt.
Die Weiterverarbeitung der festen Rohstoffe erfolgt in der Region. Das Lengericher Zementwerk (Dyckerhoff) und das ehemalige Kalkwerk Wallmeyer in Brochterbeck sind Zeugnisse der lange währenden Tradition des Kalkbrennens. Zahlreiche Ruinen kleiner Kalköfen sind am Südhang des Teutoburger Waldes zu finden. In Ibbenbüren-Uffeln entstand aus Resten eines Ofens eine Tribüne für einen Fußballplatz und in Recke-Steinbeck entstand um einen Ofen ein kleines Freilichtmuseum. Werke für die Produktion von Klinker, Ziegel und Keramik (ABC Klinkergruppe) befinden sich in Recke, Hörstel und Westerkappeln-Velpe.
Seit 1912 wird im Tecklenburger Land die gewonnene Steinkohle verstromt. Die Nike eröffnete 1912 das Nike-Kraftwerk Ibbenbüren nördlich des Bahnhofes in Ibbenbüren. Die Außerbetriebstellung erfolgte 1958. Als Ersatz war schon 1954 das Preussag Ballastkraftwerk Ibbenbüren gebaut worden. Es leistete 92 MW und befand sich auf dem Gelände des Oeynhausenschachtes. Das Kraftwerk Ibbenbüren Block A ist unmittelbar neben dem Ballastkraftwerk 1967 errichtet worden. Die elektrische Leistung betrug 150 MW. Das Ballastkraftwerk wurde 1985 vom neuen Block B ersetzt. Aufgrund geringer Umweltfreundlichkeit wurde der Block A 1987 stillgelegt. Der heutige Block B, der seit der kompletten Übernahme des Kraftwerks durch die RWE nur noch Kraftwerk Ibbenbüren genannt wird, hat eine Leistung von 770 MW.
Die Entwicklung und der Bau von Spezialmaschinen und Anlagen ist ein weiterer wichtiger Wirtschaftszweig des Tecklenburger Landes. Hervorzuheben sind die Produktion von Maschinen für die Herstellung und Verarbeitung flexibler Verpackungen sowie Beutelmaschinen (Windmöller & Hölscher und B&B–MAF), die Herstellung von Werkzeugen und Fertigungsanlagen für die Produktion von Kunststoffkomponenten (FRIMO), Behälter- und Apparatebau (Josef Jasper Hopsten), Produkte und Systeme der Teich- und Springbrunnentechnik (OASE), die Herstellung von großen Siloanlagen nebst vor- und nachgelagerter Technik (RIELA), Fahrzeuge und Spritzen für den Pflanzenschutz (AMAZONE Technologie Leeden) und Zähler für die Messung und Regelung von Gasen (Honeywell-Kromschröder). Weitere große Unternehmen agieren in der Herstellung von flexiblen Verpackungen aus Kunststoff und Kunststoffverbunden sowie von technischen Folien (Bischof + Klein), in der Entwicklung und Produktion von technischen Kunststoffkomponenten für die Automobil-, Elektronik- und Möbelindustrie (OKE Group), in der Erstellung von Tragwerken und Bauten in Holzleimbauweise (Poppensieker & Derix), in der Fertigung von Spezialteilen aus Stahlguss (GussStahl Lienen) und der Produktion von Altar- und Alltagskerzen (G. & W. Jaspers Kerzenfabrik). Im Bereich der Kunststoffverarbeitung (Maschinenbau, Verpackung und Teile/Komponenten) sind weit über 3000 Mitarbeiter in der Region tätig.
Das Tecklenburger Land ist Standort von Chemiefabriken, die sich im Wesentlichen auf das Hafengebiet Uffeln konzentrieren. Den Stamm dieser Chemiefirmen bildet das Unternehmen Akzo Nobel (früher Elektrochemie Ibbenbüren – ECI), das Chlorelektrolyse für die Produktion der Grundchemikalien Chlor, Natronlauge, Wasserstoff, sowie die Folgeprodukte Salzsäure, Bleichlauge und Eisensalzlösungen betreibt. Weiterverarbeitet werden diese Erzeugnisse zu Nitroalkane und deren Derivate durch Angus Chemie. Chemikalien für die Wasseraufbereitung werden von Sidra Chemie und Sachtleben Chemie produziert. Eine Luftzerlegungsanlage wird durch die Westfalen AG betrieben, die mit Hilfe des Lindeverfahrens Sauerstoff, Stickstoff und Spezialgase aus der Luft gewonnen. Pharmaunternehmen haben sich in Ibbenbüren und Lengerich angesiedelt. Die Wiewelhove GmbH in Ibbenbüren stellt unterschiedliche feste orale Arzneimittel her. Die Wagener & Co. GmbH in Lengerich ist Lohnhersteller unterschiedlichster Pharmaprodukte.
Im Bausektor plant und realisiert die Echterhoff-Bau-Gruppe aus Westerkappeln-Velpe Großbauprojekte, wie z. B. der Bahnhof Berlin Südkreuz oder die Talbrücke Wuppertal-Langerfeld. Das Bauunternehmen Schäfer übernahm gleichbedeutende Großbauprojekte und war unter anderem im Berliner Regierungsviertel tätig. Das Unternehmen wurde nach einer Insolvenz im Jahr 2013 aufgelöst bzw. teilweise übernommen.
Die Konzessionen für die Energie- und Wasserversorgungsnetze im Tecklenburger Land liegen bei dem Wasserversorgungsverband Tecklenburger Land, den Stadtwerken Tecklenburger Land (Nordregion) und den Stadtwerken Lengerich (Südregion) bzw. dessen Netzgesellschaften. Dabei wird der Netzbetrieb durch den Konzessionär selber oder durch Unternehmen wie z. B. Westnetz oder SWO Netz übernommen.
Das Textilgewerbe entwickelte sich seit dem 16. Jahrhundert im Tecklenburger Land und fand mit der Textilkrise von 1980 und dem Verlust vieler Arbeitsplätze ein Ende. In Mettingen befinden sich die Wurzeln des Textilhauses C&A Brenninkmeyer.

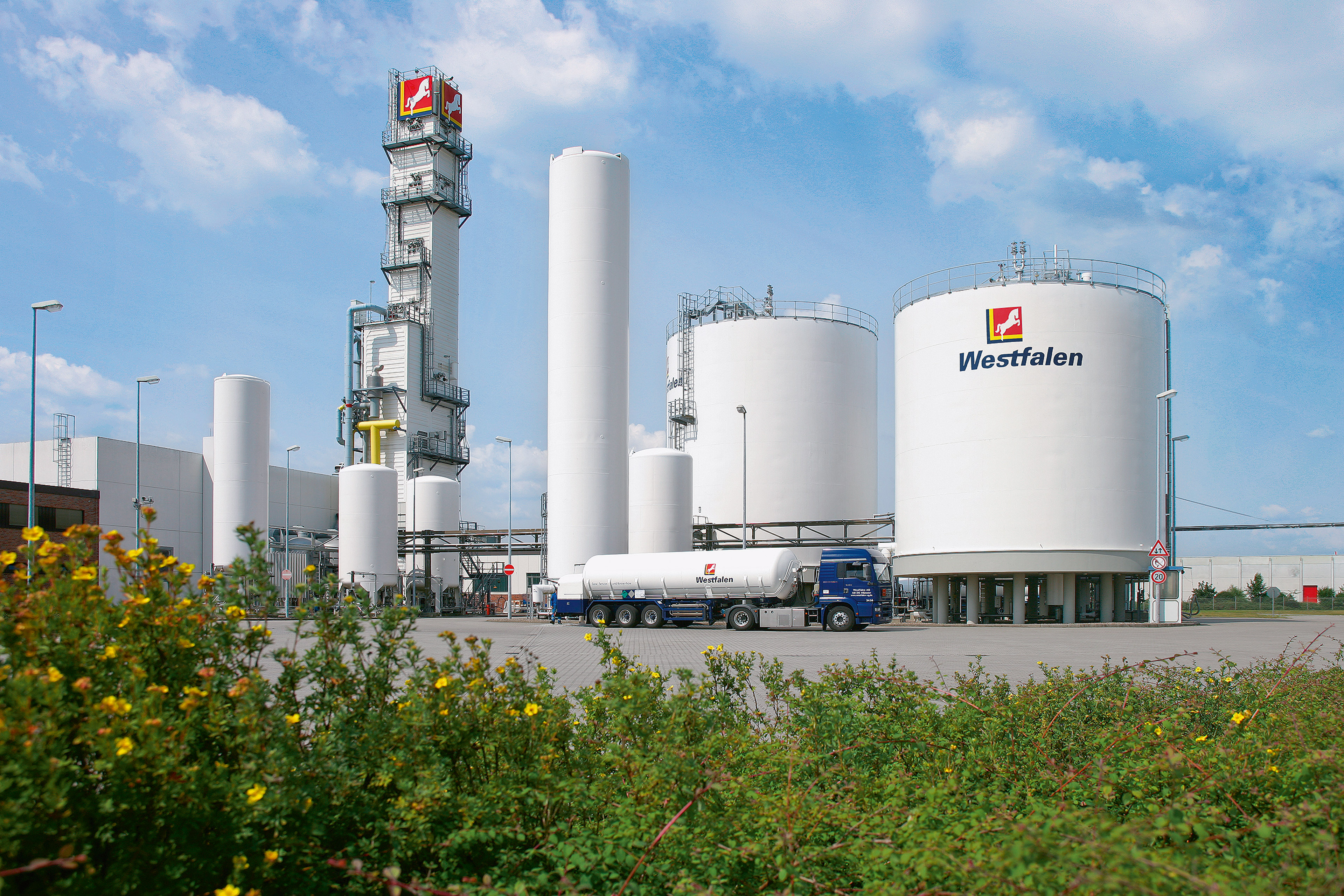
Luftzerlegungsanlage der Westfalen AG, Werk Hörstel
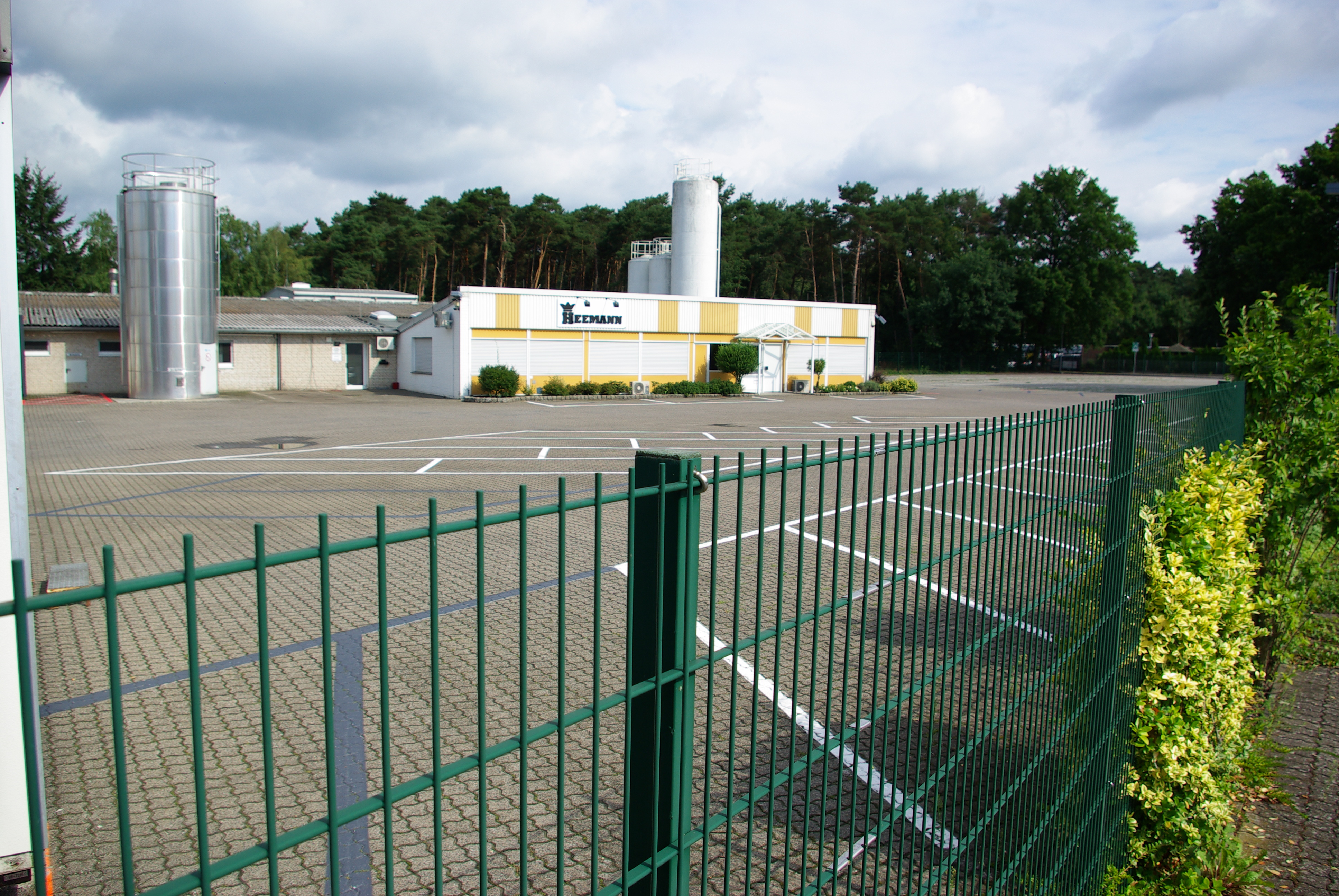
Lambertz-Gruppe: Heemann Lebkuchen und Süßwaren Ladbergen
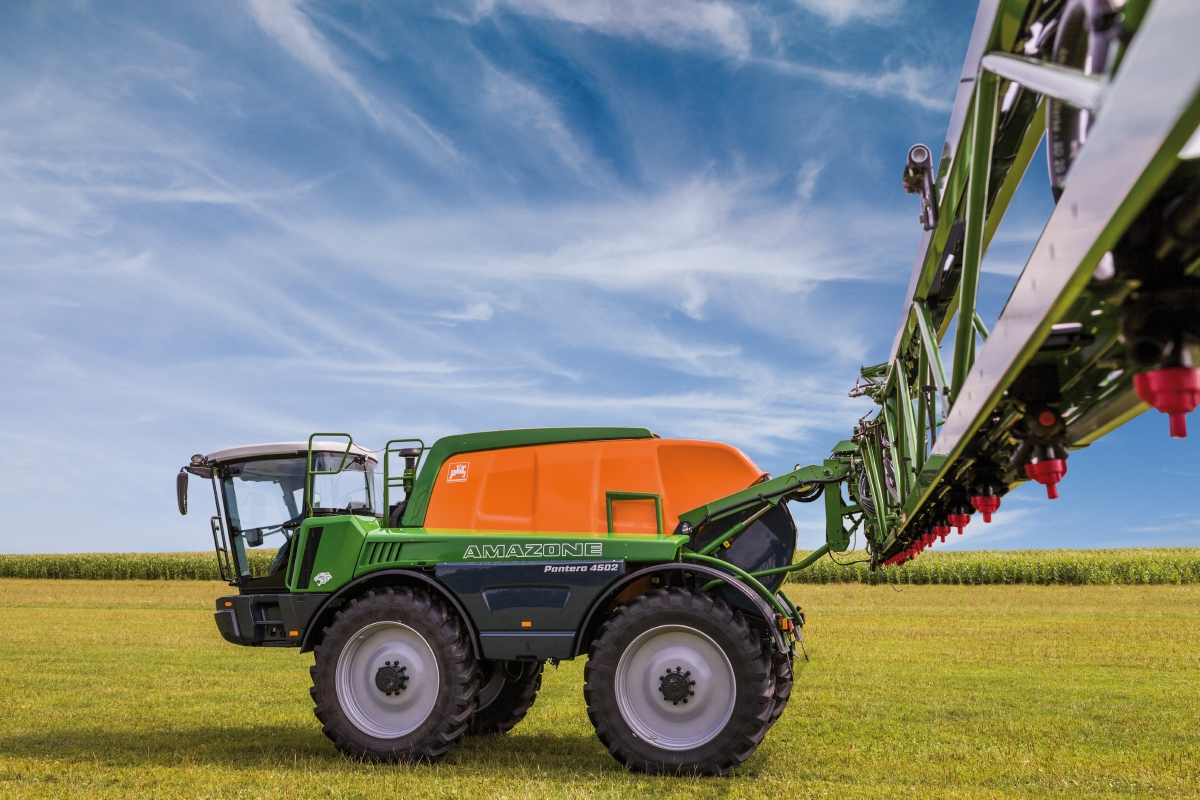
Pflanzenschutzspritze von AMAZONE Technologie Leeden
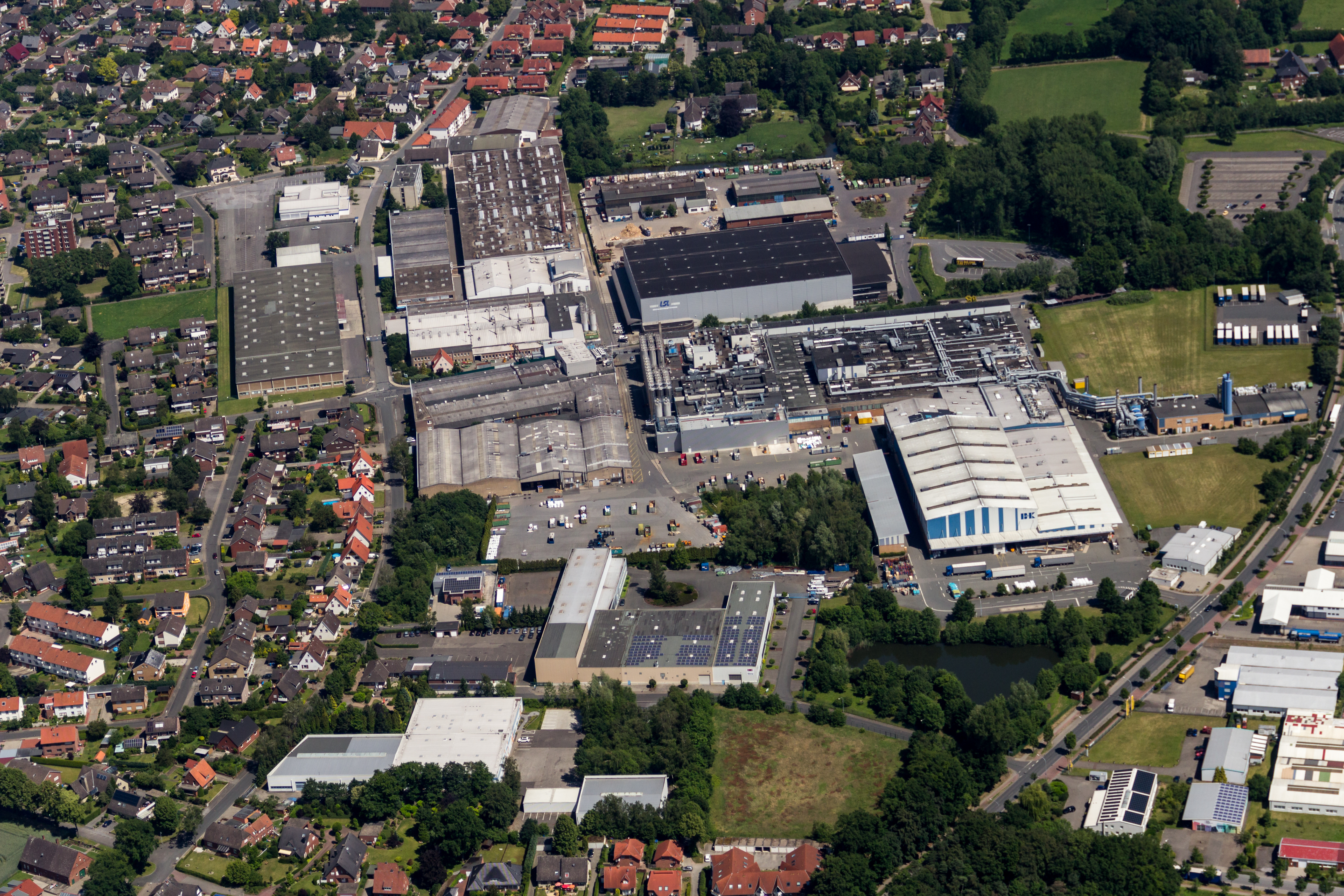
Bischof + Klein im Gewerbegebiet Lohesch in Lengerich
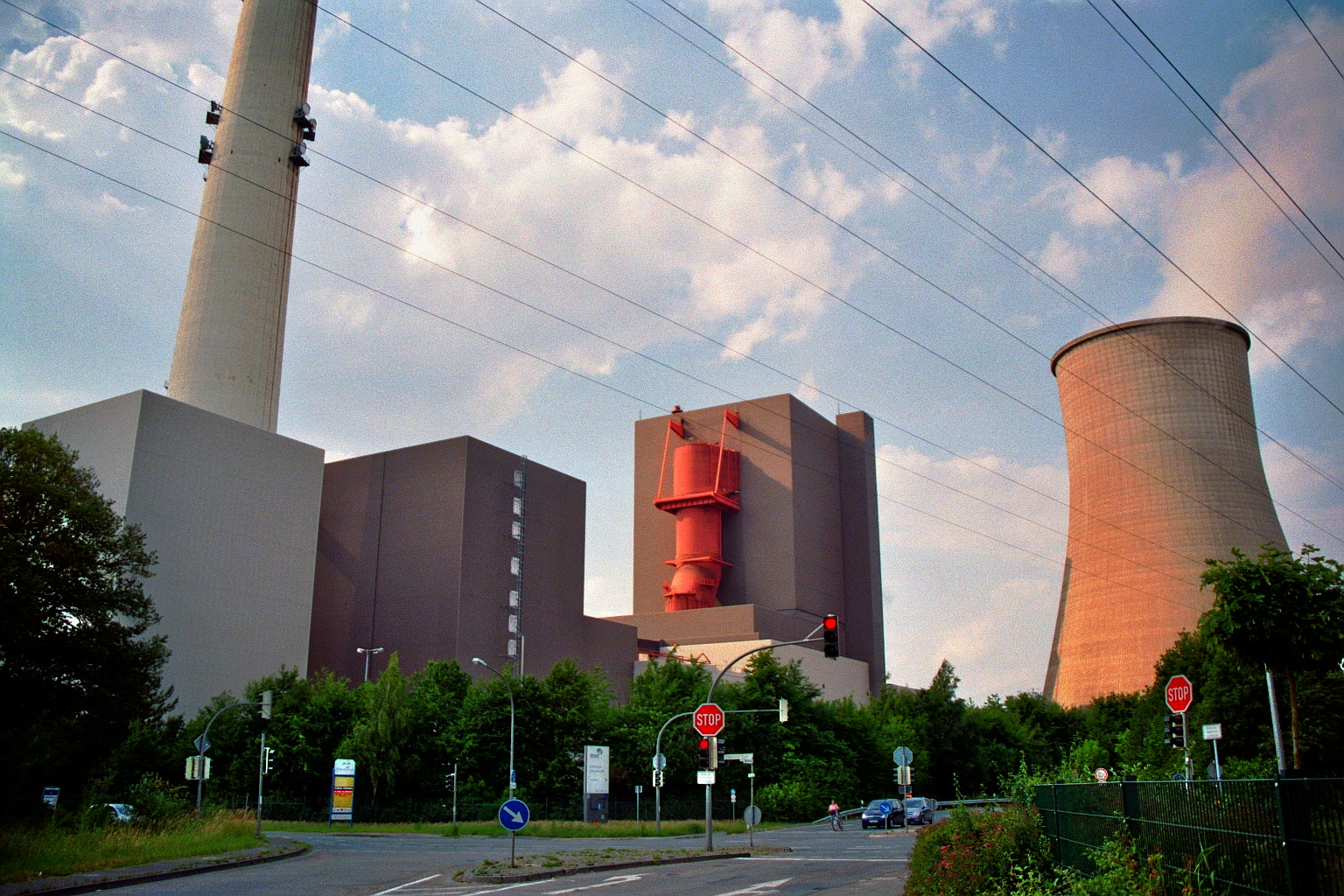
RWE Steinkohlekraftwerk Ibbenbüren

### Tertiärsektor
Über 50 % der lokalen Wertschöpfung im Tecklenburger Land gehen auf den Dienstleistungsbereich zurück. Zu den wichtigsten Branchen in diesem Bereich zählen Handel, Gastgewerbe/Tourismus und Verkehr. Insbesondere das touristische Angebot wurde in den vergangenen Jahrzehnten umfangreich erweitert.
In der Region gab es 2014 insgesamt 87 Beherbergungsstätten mit zehn oder mehr Gästebetten. Diese boten Übernachtungsmöglichkeiten für etwa 2400 Gäste. Zum Erhebungszeitpunkt verfügten die Ortschaften Tecklenburg über ca. 735 Gästebetten, Ibbenbüren über ca. 450 Gästebetten und Hörstel über ca. 364 Gästebetten. Diese drei Gemeinden besitzen damit über 50 % der Beherbergungsstätten im Tecklenburger Land. Die übrigen ca. 40 Betriebe verteilen sich entsprechend auf die weiteren acht Gemeinden in der Region. Die durchschnittliche Bettenauslastung lag 2014 bei 37,3 % und damit geringfügig höher als im gesamten Regierungsbezirk Münster mit 36,1 %. Die mittlere Aufenthaltsdauer lag bei drei Tagen und damit ca. 30 % höher als im gesamten Regierungsbezirk Münster mit 2,2 Tagen.
Viele Wander- und Radwege durchziehen das Tecklenburger Land, wie der Hermannsweg, die 100-Schlösser-Route, der Töddenland-Radweg, die Sagenroute, die Dortmund-Ems-Kanal-Route, der Jakobsweg und die Friedensroute. Im Sommer 2015 wurde das Tecklenburger Land für seine sieben Wanderrouten Teutoschleifen als eine der ersten drei Premiumwanderregionen in Deutschland ausgezeichnet. Überregionale touristische Relevanz besitzt die Sommerrodelbahn mit Märchenwald in Ibbenbüren, der Barfußpark in Lienen, der Skulpturenpark in Lengerich, der Kulturspeicher in Ibbenbüren-Dörenthe und das DA Kunsthaus Kloster Gravenhorst in Hörstel. Seit 1977 finden auf den Strecken der Tecklenburger Nordbahn und der Teutoburger-Wald-Eisenbahn (TWE) regelmäßig Dampflokfahrten statt. Bedeutendster Publikumsmagnet war mit fast 100.000 Besuchern im Jahr 2016 die Freilichtspiele Tecklenburg, die nach eigener Darstellung mit 2300 überdachten Sitzplätzen das größte Freiluftmusiktheater Deutschlands sind.
Der Handel hat im Tecklenburger Land eine lange Tradition. Der Tödde, ein reisender Händler aus dem 17./18. Jahrhundert, wurde zum Ausdruck der lokalen Identität der Region. Das Versandhaus und Ladengeschäft für Musik-Equipment Musik Produktiv ist eines der größten Kaufhäuser für Musikinstrumente, Musikalien, Beschallungstechnik und Studiotechnik in Europa. Die SANIMED GmbH (Teil der Paul Hartmann AG) vertreibt in Deutschland und den Niederlanden Produkte und Dienstleistungen für die ambulante Patientenversorgung. Im Bereich der Logistikunternehmen sind Betriebe wie Nosta Logistics und DSV Air & Sea zu nennen, sowie die Betriebe Laumeyer Spezialtransporte und SP Spezialtransporte bei Schwer- und Spezialtransporten. Die bedeutendsten lokalen Banken sind die Kreissparkasse Steinfurt, die VR-Bank Kreis Steinfurt (bis 2013 Volksbank Tecklenburger Land) und die Volksbank Westerkappeln-Wersen. Größte Einrichtung der öffentlichen Verwaltung ist das Kreishaus in Tecklenburg, in dem der Kreis Steinfurt ca. 200 Mitarbeitern beschäftigt.

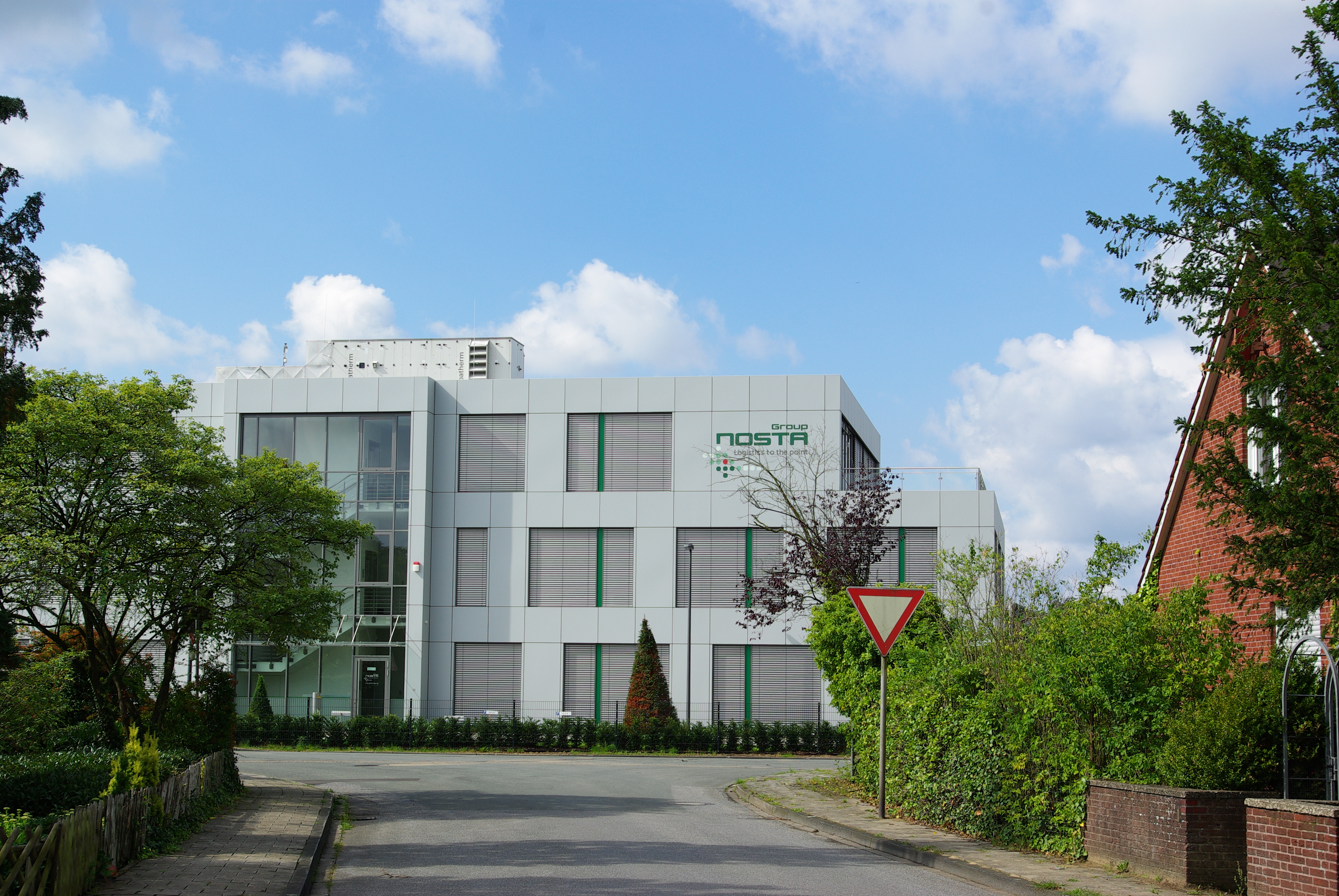
Verwaltungsgebäude von NOSTA Logistics in Ladbergen
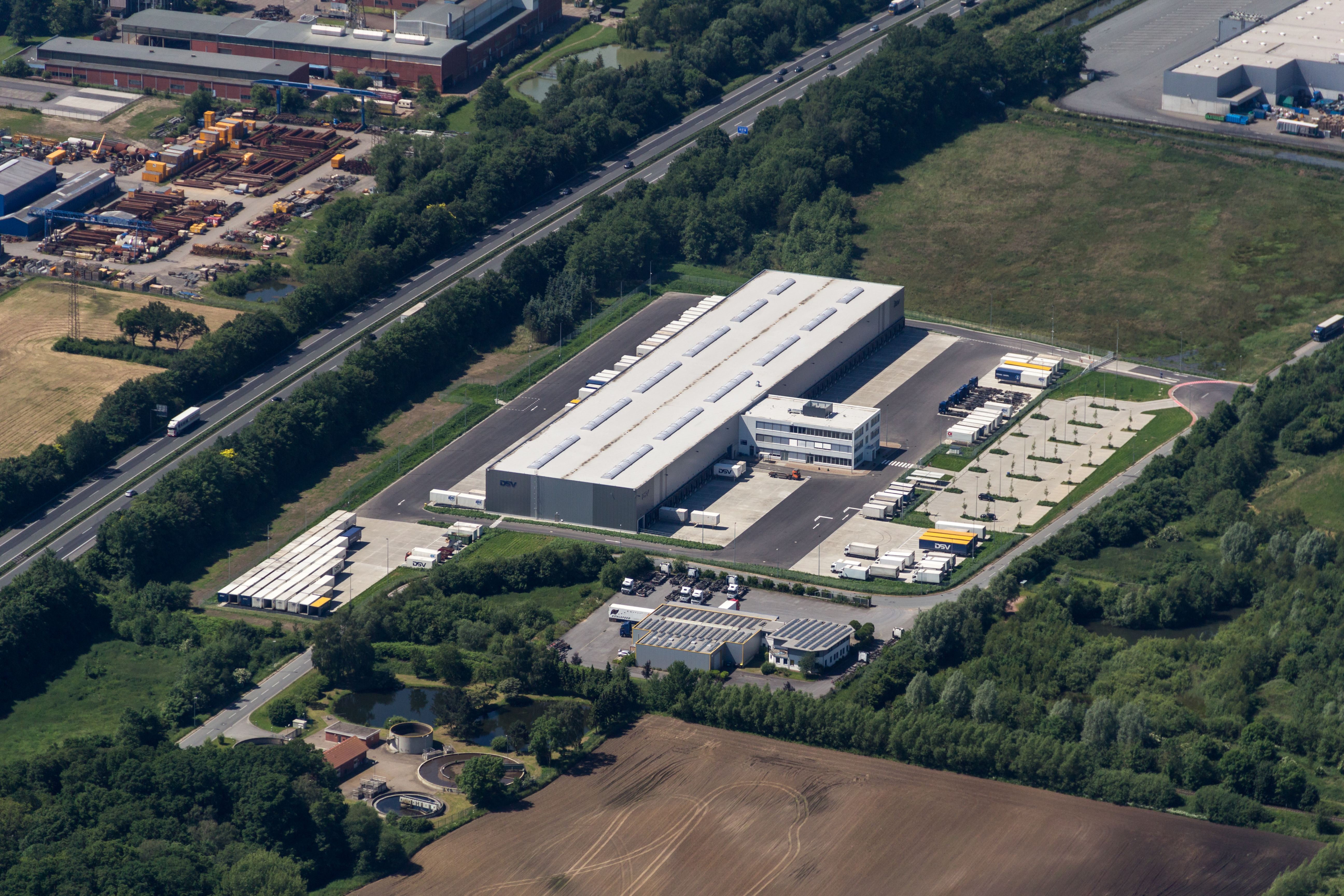
DSV-Logistikanlage in Westerkappeln-Velpe
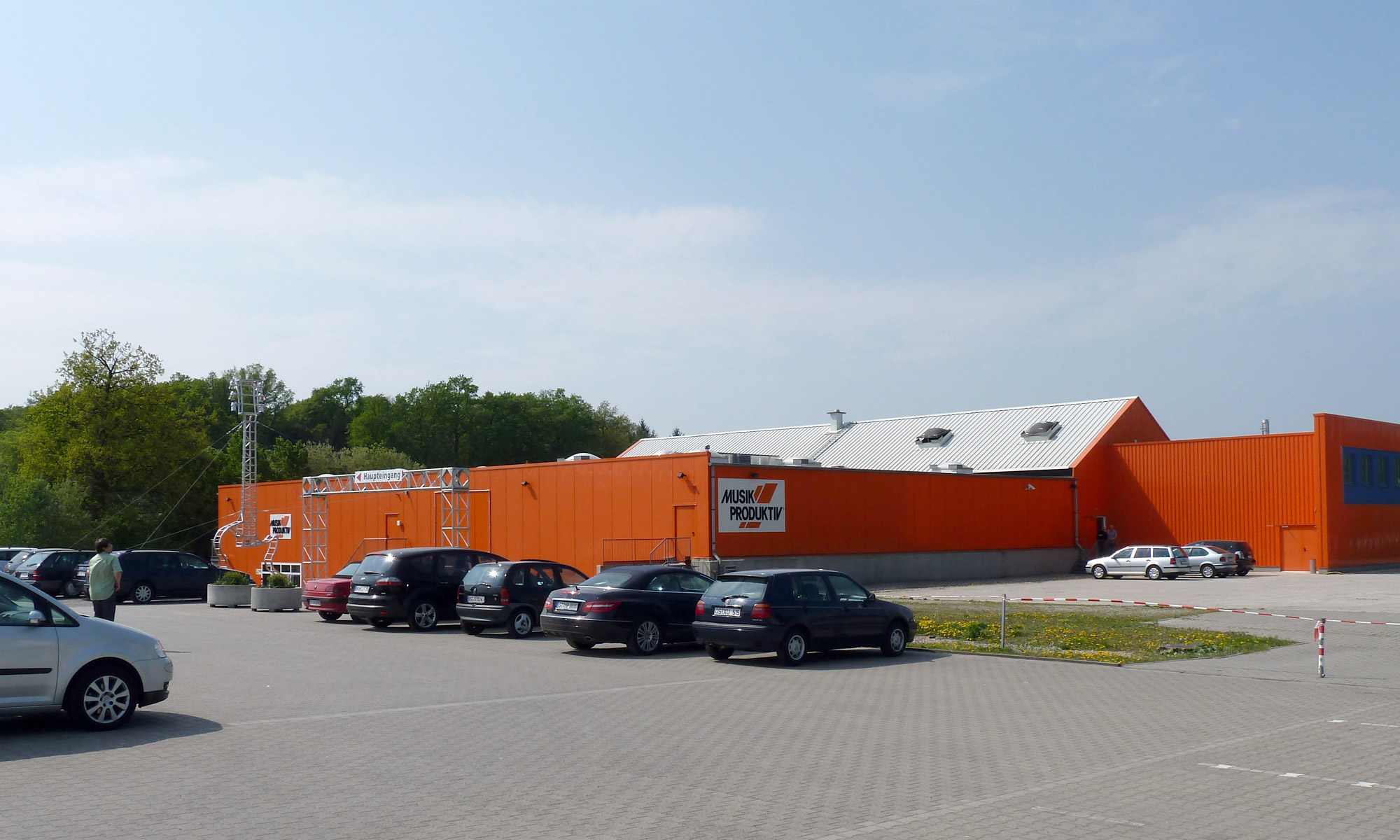
Musik Produktiv Ladengeschäft in Laggenbeck
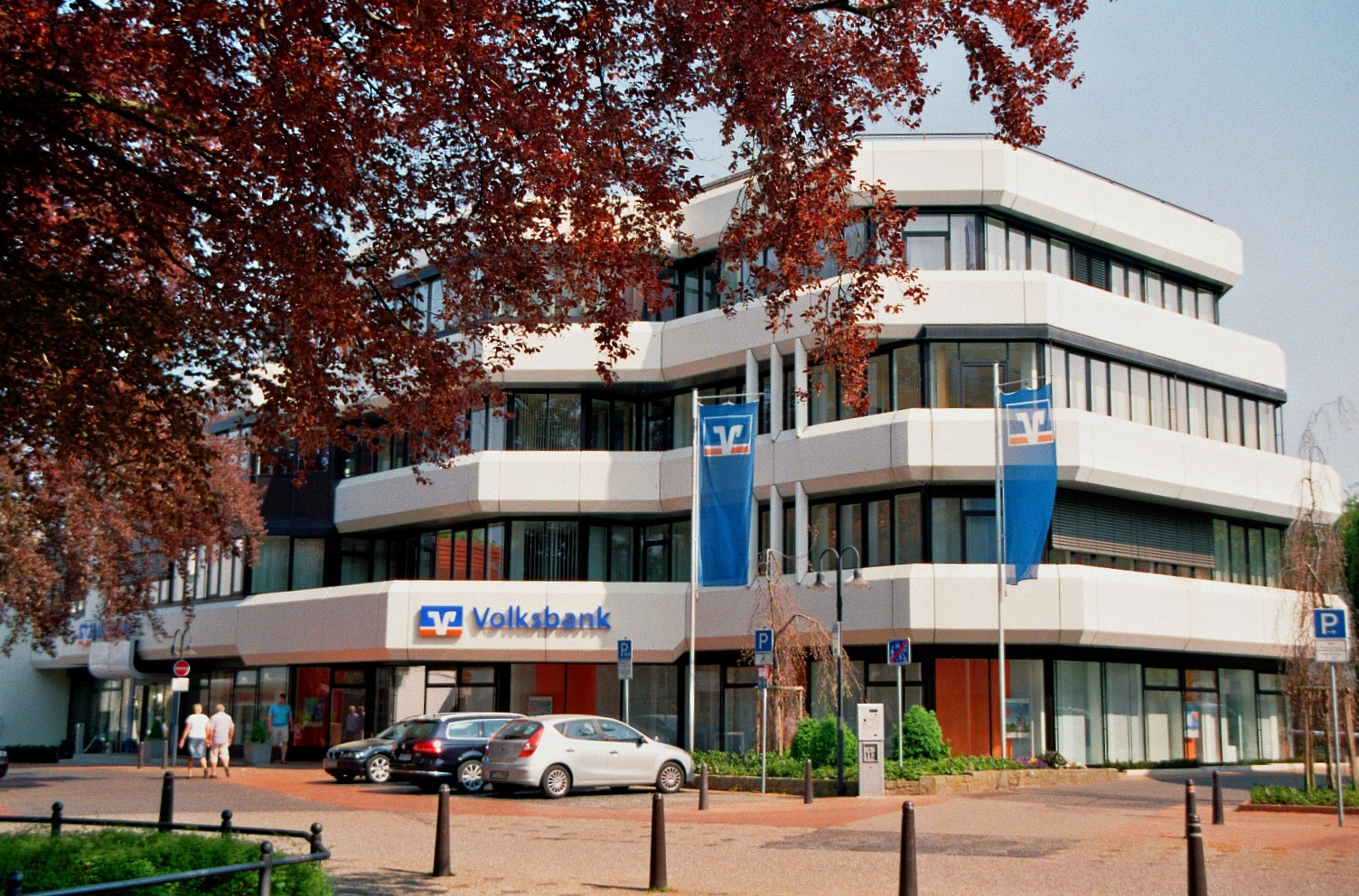
Hauptstelle der Volksbank Tecklenburger Land (heute VR-Bank) in Ibbenbüren
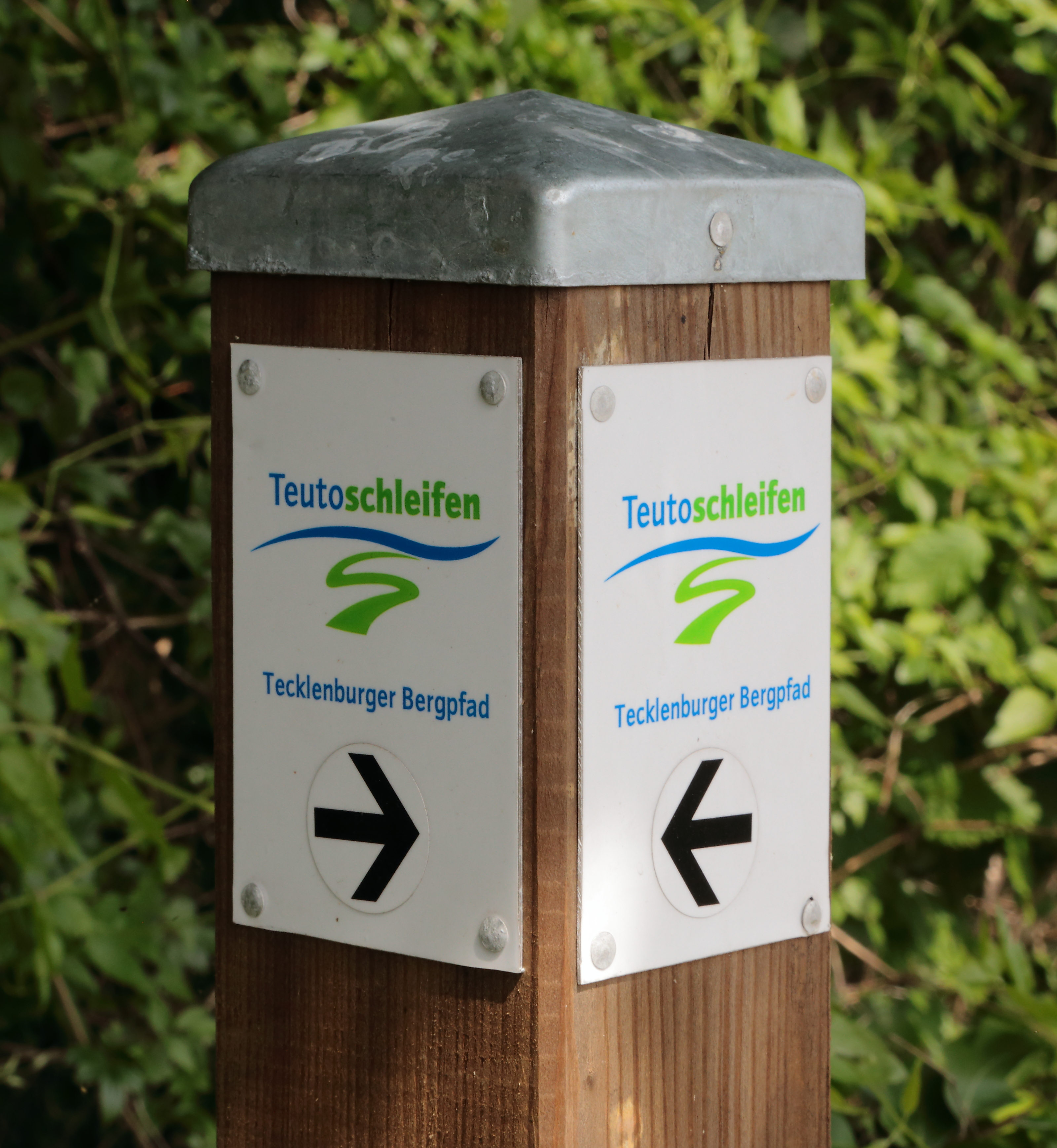
Teutoschleife in Tecklenburg-Brochterbeck

## Verkehr

### Fernstraßen
Bundesautobahn 1

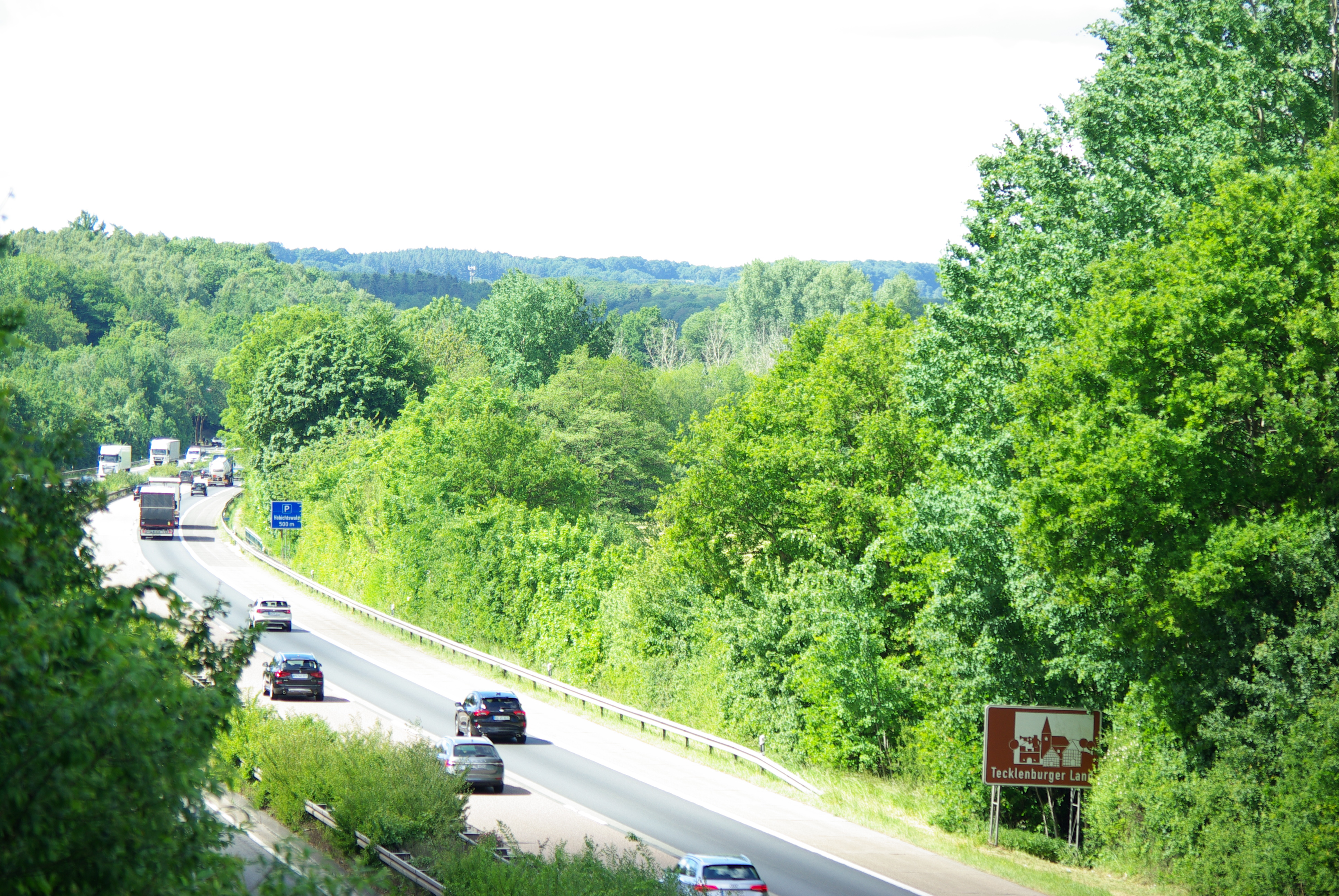
Bundesautobahn 1 bei Lotte mit Blick auf eine touristische Hinweistafel, die auf das Tecklenburger Land verweist

Die Bundesautobahn 1 durchquert das Tecklenburger Land in Nord-Süd-Richtung. Sie verbindet norddeutsche Städte wie Bremen und Hamburg mit dem Rhein-Ruhr-Gebiet und ist Teil der Europastraße 37. In der Nähe von Leeden befindet sich die Rastanlage Tecklenburger Land, die von beiden Fahrtrichtungen aus zugänglich ist und direkt an den Teutoburger Wald grenzt. Der Abschnitt über das Margarethenegg bei Tecklenburg wurde am 14. November 1968 freigegeben. Aufgrund der geologischen und topografischen Gegebenheiten stellte der Bau eine besondere technische Herausforderung dar. Zur Überquerung des Teutoburger Waldes wurden die Talbrücken Habichtswald, Smanforde und Exterheide errichtet, die zwischen 2015 und 2020 durch Neubauten ersetzt wurden.
Zwischen Lengerich und Ladbergen wurde die A 1 besonders geradlinig und verbreitert angelegt, um im Verteidigungsfall als Behelfsflugplatz genutzt werden zu können. Am 10. September 1968 erprobte die Bundeswehr das Konzept in der Praxis, indem sie einen rund zwei Kilometer langen Autobahnabschnitt bei Antrup und Wechte nahe Lengerich als Not-Fliegerhorst nutzte. Der Streckenabschnitt verfügte über modulare Verkehrseinrichtungen wie abnehmbare Schilder, Brückengeländer und Leitplanken mit Stecksystemen, die eine zügige Umrüstung erlaubten. Innerhalb eines Tages wurde die Strecke in eine voll funktionsfähige Start- und Landebahn umgewandelt.

Bundesautobahn 30

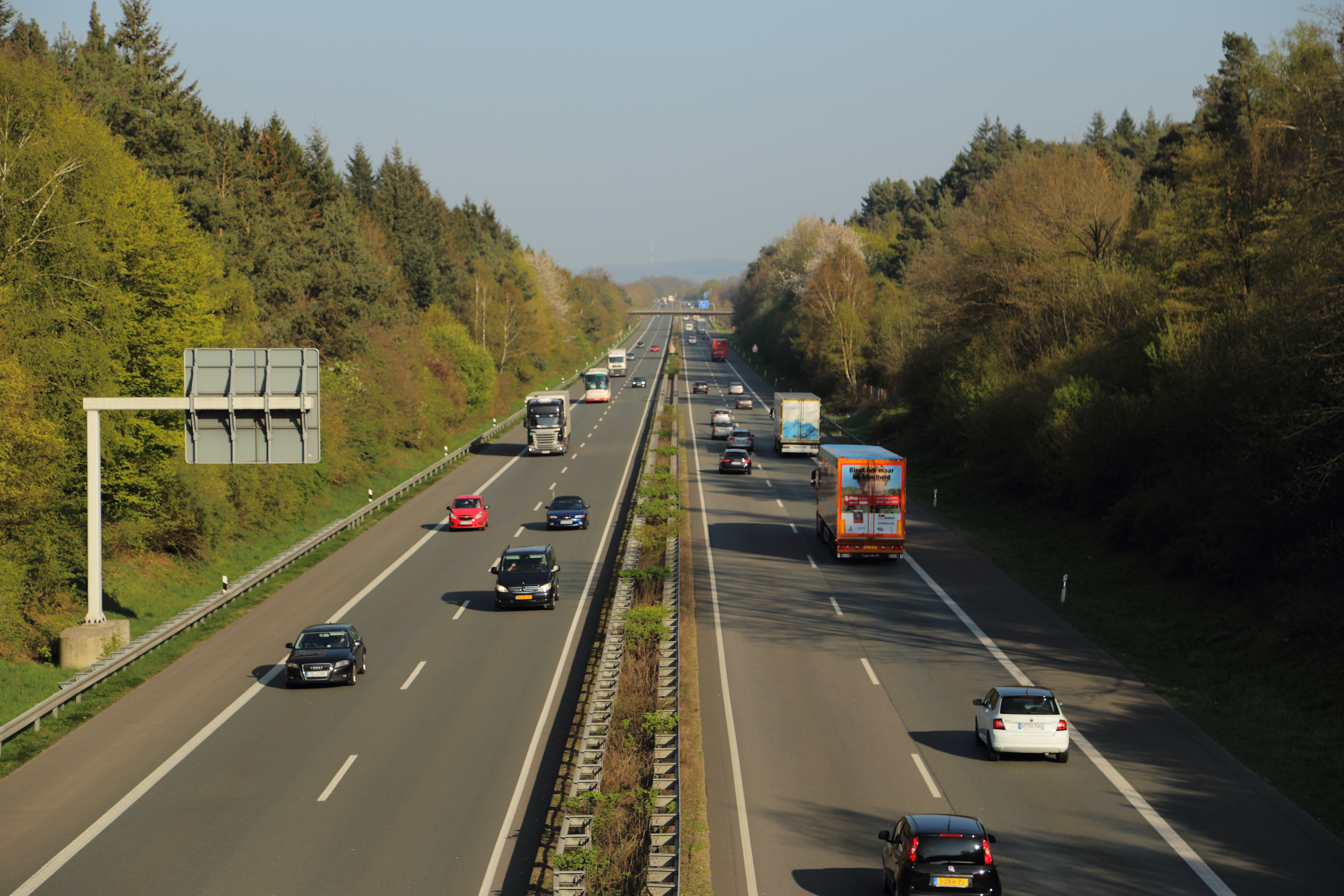
Die Bundesautobahn 30 auf dem Kamm des Teutoburger Waldes bei Schierloh, einem Stadtteil von Ibbenbüren

Die Bundesautobahn 30 verläuft in West-Ost-Richtung und beginnt an der niederländischen Grenze bei Bad Bentheim. Sie führt bis nach Bad Oeynhausen in Ostwestfalen-Lippe und geht dort in die Bundesautobahn 2 über. Diese Strecke ist Teil der Europastraße 30. Im Bereich des Tecklenburger Landes befinden sich mehrere markante Bauwerke. Bei Hörstel überquert die Autobahn den Mittellandkanal auf einer rund 80 Meter langen Brücke, während sich in der Nähe von Westerkappeln die Raststätte Brockbachtal befindet. Am Autobahnkreuz Lotte/Osnabrück trifft die A 30 auf die Bundesautobahn 1 und bildet einen wichtigen Verkehrsknotenpunkt. 
Die rund 31 Kilometern lange Streckenführung durch das Tecklenburger Land wurde zwischen 1976 und 1986 abschnittsweise für den Verkehr freigegeben. Der Trassenverlauf in der Emsniederung von Rheine bis Hörstel wurde durch städtebauliche Vorgaben und den Verlauf des Dortmund-Ems-Kanals bestimmt. Östlich von Hörstel folgt die A 30 dem Nordrand des Teutoburger Waldes. Dort beeinflussten die Topografie, die städtebaulichen Rahmenbedingungen von Ibbenbüren und Lotte sowie die Einbindung des Autobahnkreuzes Lotte/Osnabrück in die Goldbachniederung die Lage der Trasse. Das bewegte Gelände erforderte Dammabschnitte bis zwölf Meter Höhe und Einschnitte bis 18 m Tiefe.

Bundesstraße 219

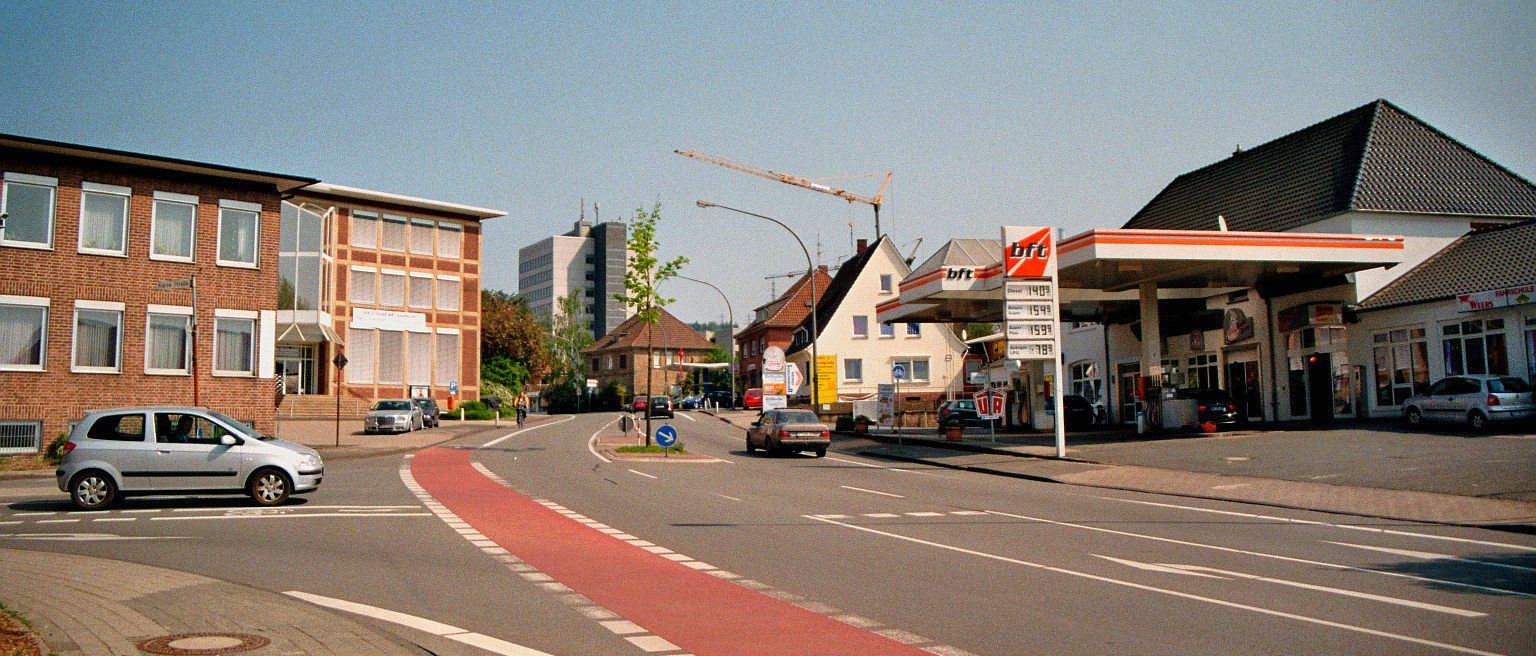
Abschnitt der früheren B 219 im Stadtgebiet von Ibbenbüren, heute L 832

Die Bundesstraße 219 durchquert auf etwa sieben Kilometern das Tecklenburger Land. Sie beginnt an der Anschlussstelle 11b der Bundesautobahn 30 bei Ibbenbüren, verläuft durch den Ortsteil Dörenthe, überquert dort den Dortmund-Ems-Kanal und führt weiter in südlicher Richtung über Saerbeck, wo sie an die Bundesstraße 475 angebunden ist. In Greven endet sie und geht dort in die Bundesstraße 481 über.
Ursprünglich wurde die Strecke um 1860 als Chaussee bis in das Stadtgebiet von Münster ausgebaut. Im Jahr 1986 entstand eine Unterführung unter der Bahnstrecke Löhne–Rheine am Bahnhof Ibbenbüren. In den 1990er-Jahren wurde der innerstädtische Abschnitt, der zuvor bis zur ehemaligen Bundesstraße 65 führte, zur Landstraße L 832 herabgestuft.
Ein markanter Abschnitt liegt an den Dörenther Klippen, wo die Straße steil ansteigt und in der Nähe der Sommerrodelbahn einen Aussichtspunkt bietet. Die Brücke über den Dortmund-Ems-Kanal bei Dörenthe stellt einen baulich markanten Abschnitt der Strecke dar.

Bundesstraße 475

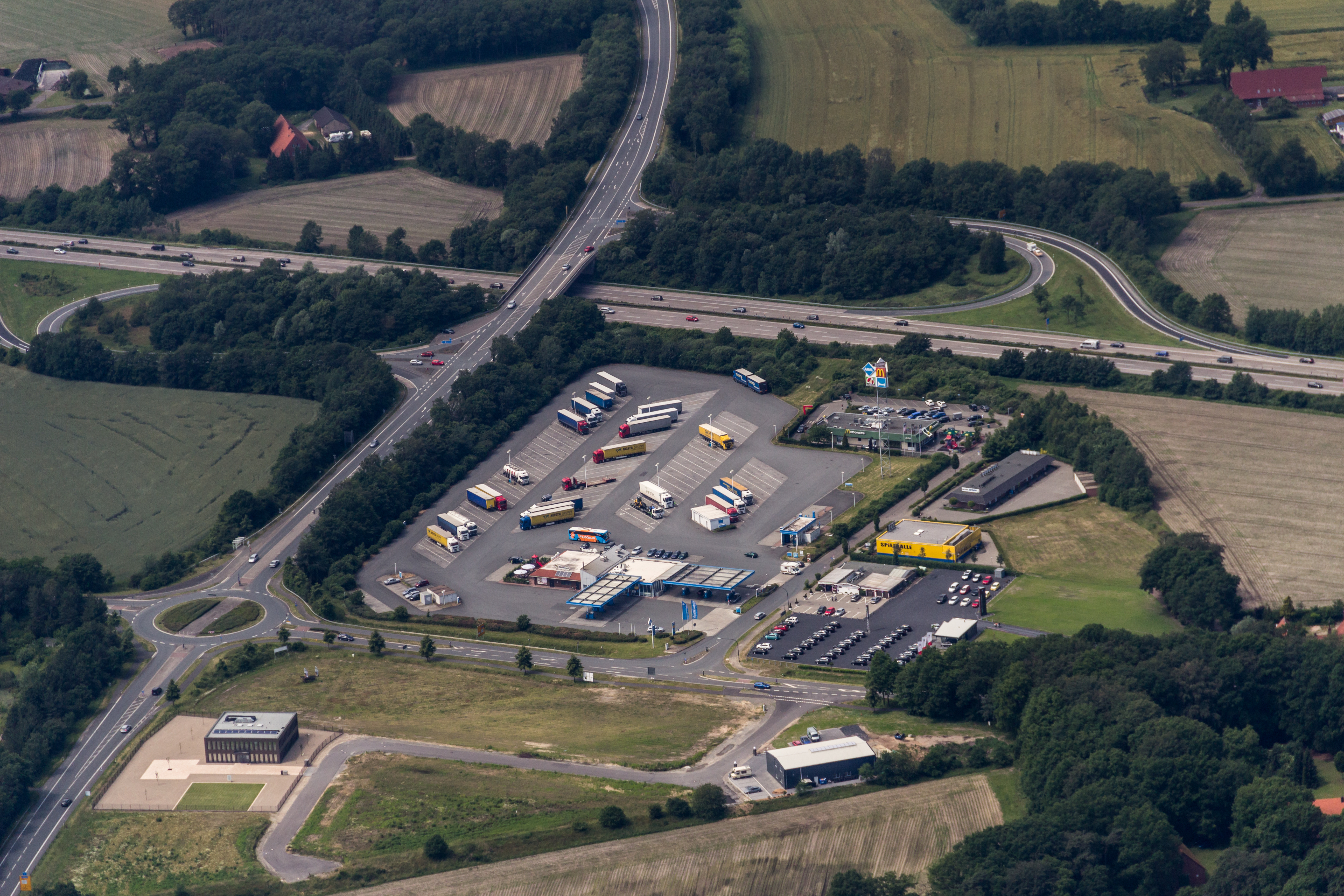
Am Autohof Ladbergen kreuzt die B 475 die A 1 und bindet an das Autobahnnetz an.

Die Bundesstraße 475 ist eine bedeutende überregionale Verkehrsachse, die das Tecklenburger Land auf einer Strecke von rund 18 Kilometern durchquert. Sie beginnt in Emsdetten und führt über die Gemeinde Saerbeck. Innerhalb des Tecklenburger Landes verläuft die Trasse durch die Gemeinde Ladbergen und erreicht anschließend den Ortsteil Kattenvenne der Gemeinde Lienen. Im weiteren Verlauf überschreitet die Straße die Landesgrenze zu Niedersachsen und setzt sich in Richtung Warendorf sowie Soest bzw. der Soester Börde fort.
Die B 475 wurde im Jahr 1965 zunächst im Abschnitt zwischen Glandorf und Soest eingerichtet. Drei Jahre später, 1968, erfolgte eine Verlängerung der Strecke in nördlicher Richtung durch den damaligen Kreis Tecklenburg. Ziel dieser Maßnahme war es, die verkehrliche Erschließung der südlichen Regionen zu verbessern. Durch die Erweiterung entstand eine durchgehende Verbindung zwischen Glandorf und Rheine sowie eine leistungsfähige Anbindung der Orte Lienen und Ladbergen.
Entlang der Strecke befinden sich mehrere verkehrsrelevante Knotenpunkte: In Saerbeck kreuzt die B 475 die Bundesstraße 219, in Ladbergen besteht ein Anschluss an die Bundesautobahn 1, und in Glandorf erfolgt eine Anbindung an die Bundesstraße 51. Diese Verknüpfungen gewährleisten eine Einbindung der B 475 in das übergeordnete Verkehrsnetz.

Landstraße 501 (ehm. Bundesstraße 65)
Die Bundesstraße 65 bildete eine Ost-West-Verbindung von der niederländischen Grenze bis nach Niedersachsen. Im Tecklenburger Land stellte sie eine Verbindung zwischen Ibbenbüren und den Räumen Osnabrück und Rheine her. Im Rahmen infrastruktureller Anpassungen wurde der Abschnitt zwischen Hörstel und Lotte Mitte der 1990er Jahre zur Landesstraße L 501 herabgestuft und verlor damit seine überregionale Bedeutung.
Der Streckenausbau begann im Jahr 1818 mit dem Abschnitt zwischen Osnabrück und Lotte. 1850 wurde die Verbindung zwischen Rheine und Ibbenbüren fertiggestellt. Ab Ende der 1960er Jahre erfolgte ein weiterer Ausbauschritt zur Entlastung der B 65 bei Lotte durch den abschnittsweise autobahnähnlichen Neubau einer südlich von Osnabrück verlaufenden Umgehungsstraße. Der Verlauf entsprach im Wesentlichen der heutigen Trasse der Bundesautobahn 30 vom Kreuz Lotte/Osnabrück bis zum Kreuz Osnabrück-Süd sowie der Bundesautobahn 31 bis Belm, wo ein Übergang zur B 65 in Richtung Hannover bestand. Die Funktion als Entlastungsstraße der B 65 zeigt sich bis heute in der dichten Abfolge der Anschlussstellen im Stadtgebiet Osnabrück.
Seit 2022 wird die L 501 modernisiert. Zu den Maßnahmen zählt unter anderem die Erneuerung der Kanalbrücke Alte Fahrt über den Stichkanal des Mittellandkanals im Bereich Uffeln. Wichtige Verkehrsknotenpunkte entlang der Strecke sind Lotte und Hörstel mit direkter Anbindung an die A 30 sowie Ibbenbüren, das im Ortskern ehemals über die B 219 mit der B 65 verbunden war.

### Schifffahrtswege
Dortmund-Ems-Kanal

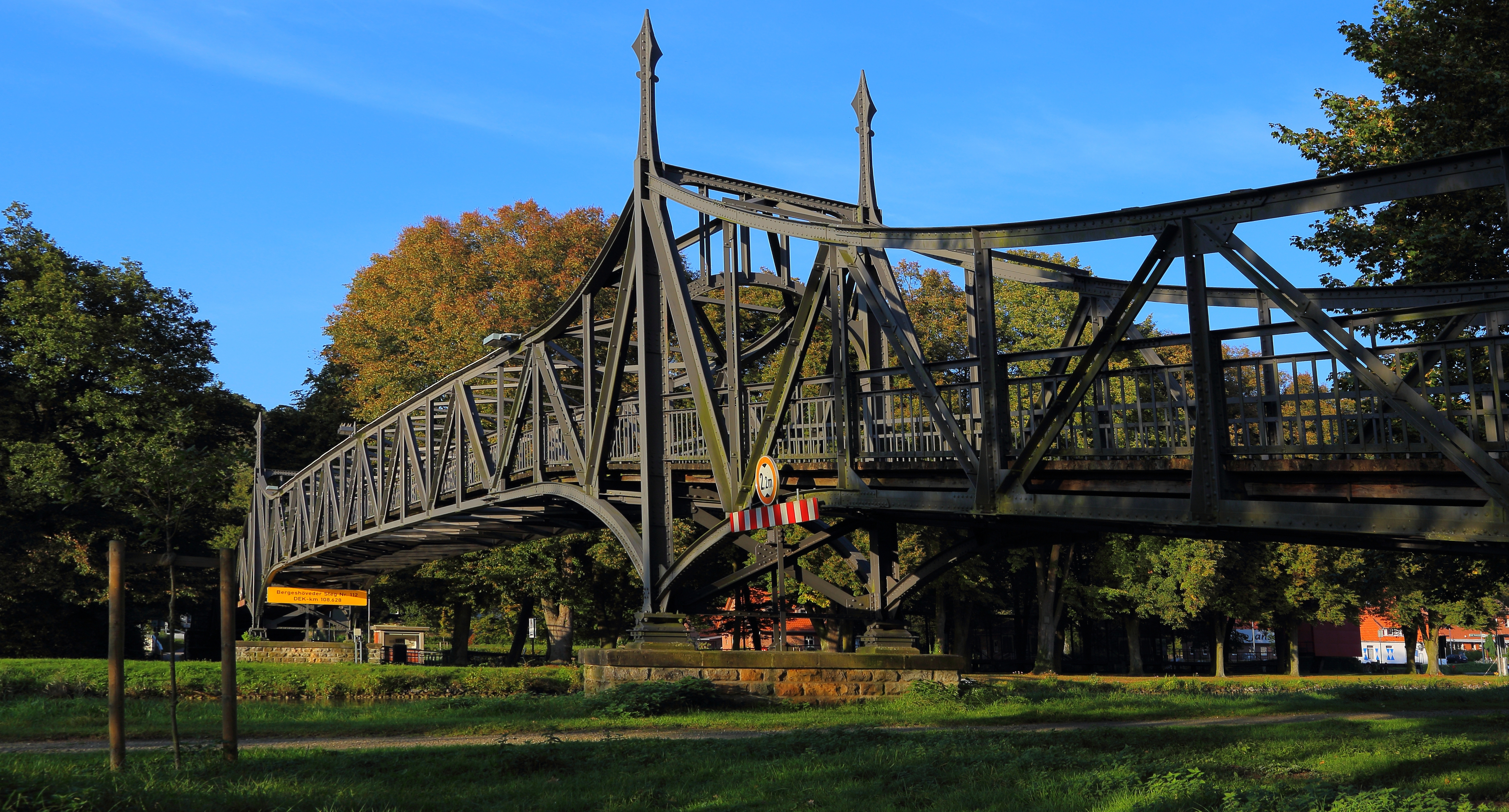
Der Bergeshöveder Steg – 1914 errichtete, denkmalgeschützte Fachwerk-Stahlbrücke mit 90 m Spannweite

Der Dortmund-Ems-Kanal ist eine seit 1899 bestehende Binnenwasserstraße, die das Ruhrgebiet über die Ems mit der Nordsee verbindet. Mit einer Länge von rund 223 Kilometern stellt sie eine zentrale Achse im westdeutschen Wasserstraßennetz dar. Im Tecklenburger Land verläuft sie auf etwa 25 Kilometern und übernimmt dabei wichtige wirtschaftliche Funktionen. Ein wesentlicher Umschlagpunkt ist der Hafen Ladbergen, an dem im Jahr 2024 etwa 254.000 Tonnen Güter umgeschlagen wurden – darunter Agrarprodukte, Kohle, Mineralölerzeugnisse, Erze, Gesteine und chemische Produkte. Zudem findet dort Containerumschlag im intermodalen Verkehr statt. Zur Kapazitätssteigerung wurde der Hafen im Jahr 2015 erweitert.
In Dörenthe bei Ibbenbüren befindet sich ein trimodaler Hafen für den Güterumschlag per Binnenschiff, Schiene und Straße. Im Jahr 2024 wurden dort rund 136.000 Tonnen umgeschlagen, vorwiegend Erze, Steine, Erden, Sekundärrohstoffe und Abfälle. Auch hier ist Containerumschlag im intermodalen Verkehr möglich. Ein weiterer Standort ist der Hafen Bergeshövede am sogenannten Nassen Dreieck, dem Abzweig des Mittellandkanals. Dort befindet sich eine Bunkerstation zur Versorgung von Binnenschiffen mit Treibstoffen, Schmierstoffen, Propangas und Trinkwasser. Bis 2021 war an diesem Standort zudem die Wasserschutzpolizei stationiert. Für den Schiffsverkehr sind darüber hinaus die Liegestellen in Riesenbeck und Ladbergen von Bedeutung.
Zu den technischen Bauwerken am Dortmund-Ems-Kanal zählt die Schleuse Bevergern mit zwei Schleusenanlagen. Die größere wurde 1914 in Massivbauweise errichtet, die kleinere stammt aus dem Jahr 1898. Ein Ersatzbau mit Sparbecken und neuer Brücke ist geplant. In unmittelbarer Nähe befindet sich der denkmalgeschützte Bergeshöveder Steg – eine 1914 errichtete Stahl-Fußgängerbrücke mit 90 Metern Länge. Sie ermöglicht die Querung des Kanals für Fußgänger und Radfahrer und wurde zwischen 1999 und 2001 saniert. Ein weiteres sicherheitsrelevantes Bauwerk ist die 1987 errichtete Sicherheitstoranlage Ladbergen, die im Falle eines Dammbruchs das Austreten von Wasser verhindert. Das elektromechanisch betriebene Tor besitzt eine Durchfahrthöhe von etwa fünf Metern.

Mittellandkanal

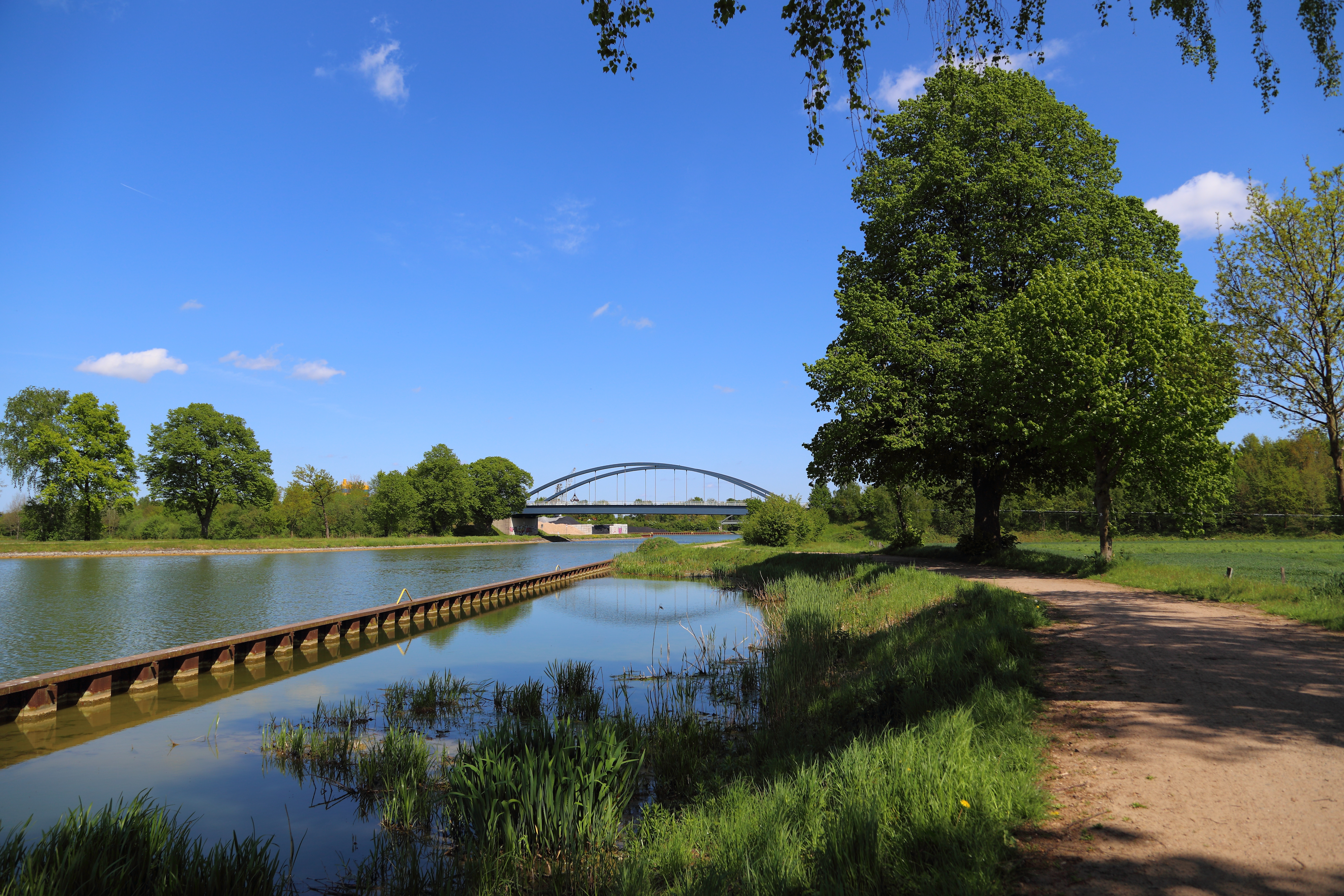
Stabbogenbrücke mit rund 80 Metern Spannweite überführt die Ibbenbürener Straße mit Sichtbezug zum Hafen Recke

Der Mittellandkanal wurde seit 1916 schrittweise in Betrieb genommen und ist eine bedeutende Ost-West-Verbindung im deutschen Binnenwasserstraßennetz. Er erstreckt sich über etwa 325 Kilometer vom Elbe-Havel-Kanal bei Magdeburg bis zum Dortmund-Ems-Kanal bei Hörstel. Im Tecklenburger Land verläuft er auf rund 26 Kilometern und erfüllt Aufgaben in Wirtschaft, Freizeit und Infrastruktur. Der Hafen Uffeln bei Ibbenbüren ist ein regionaler Umschlagplatz, an dem im Jahr 2024 etwa 429.000 Tonnen Güter bewegt wurden. Dazu zählen Erze, Steine, chemische Erzeugnisse und Abfälle. Der Stichkanal Ibbenbüren unterstützt die logistische Anbindung des Umlandes.
Der Hafen Recke dient dem Umschlag von Baustoffen und umfasst eine Fläche von 32.000 Quadratmetern. Die Lagerflächen für Schüttgüter sind mit einer Krananlage ausgestattet und die Spundwand misst insgesamt 120 Meter. Für die Freizeitnutzung stehen im Yachthafen Recke 60 Liegeplätze für Boote mit einer maximalen Länge von 12 Metern zur Verfügung. Im Ortsteil Obersteinbeck befindet sich ein weiterer Hafenstandort in der Planungsphase, der dem Gewerbepark Hochwald zugeordnet ist. Entlang des weiteren Verlaufs des Mittellandkanals liegt der ehemalige Hafen Mettingen, der bis Mitte der 2010er Jahre industriell genutzt und anschließend zurückgebaut wurde.
Der Abschnitt des Mittellandkanals im Tecklenburger Land verfügt über mehrere Liegestellen für Sportboote und Frachtschiffe. Die Liegestelle Obersteinbeck kann von größeren Binnenschiffen genutzt werden und dient unter anderem als Warteplatz. Die zwischen 1906 und 1916 errichteten Brücken wurden durch moderne Neubauten mit einer Durchfahrtshöhe von etwa fünf Metern ersetzt, da die ursprüngliche Höhe nicht mehr ausreichte. Bei der Mehrzahl der Brücken handelt es sich um Trogbrücken mit randseitigem Stahlfachwerk oder randseitigen Stabbögen.

Stichkanal Ibbenbüren

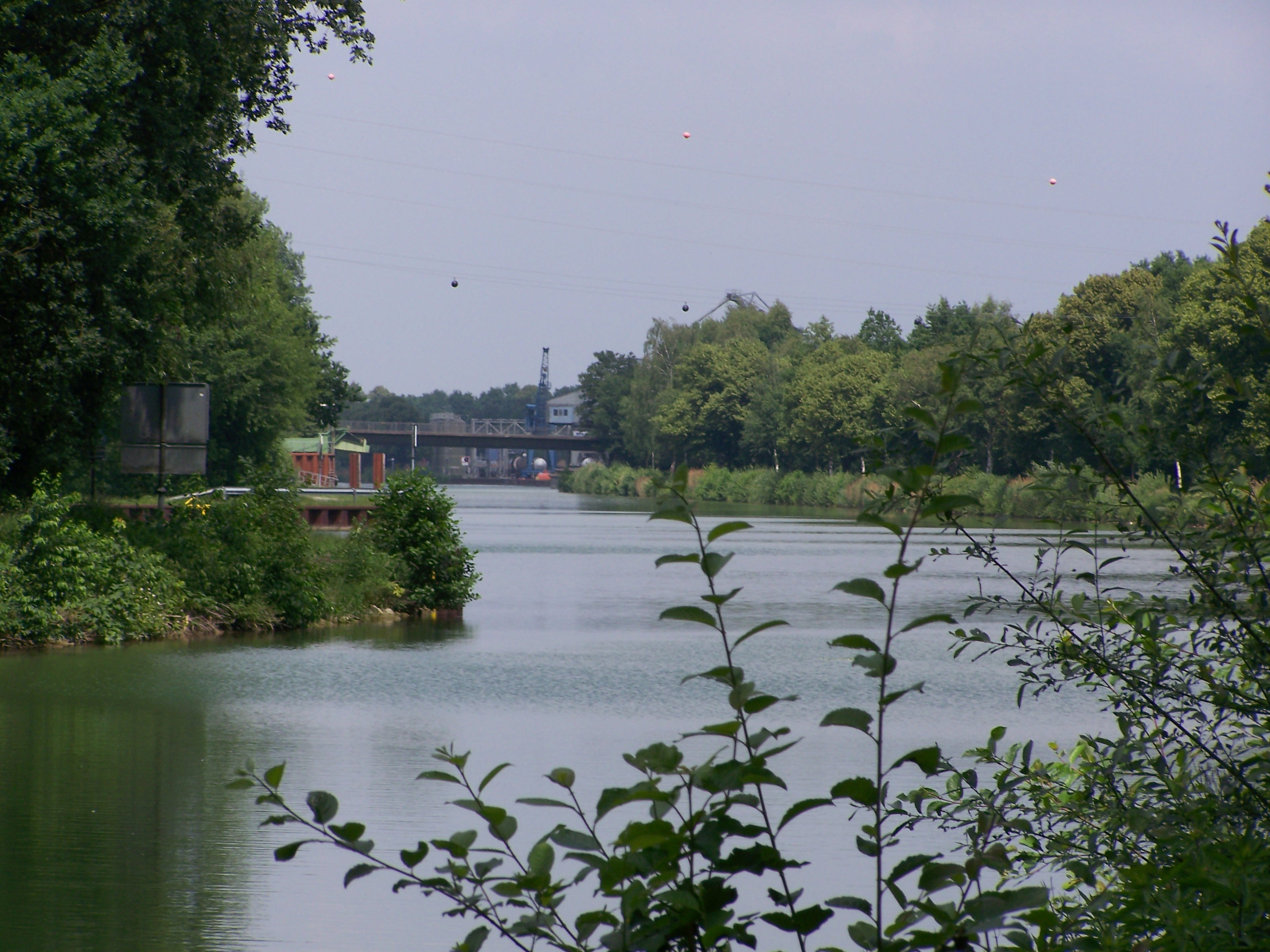
Stichkanal Ibbenbüren mit Blick auf den Hafen Uffeln, ca. 1000 Meter langes Reststück des alten Mittellandkanals

Der heutige Stichkanal Ibbenbüren entstand im Zuge des Ausbaus des Mittellandkanals in den Jahren 1985 bis 1987. Der Ausbau betraf den Abschnitt zwischen der Bundesautobahn 30 und dem Hafen Uffeln auf einer Strecke von etwa 2,6 Kilometern. In diesem Bereich wurde eine neue Kanaltrasse geschaffen, die als Durchstich Hörstel bekannt ist. Die zuvor bestehende Kanalführung, auch als Alte Fahrt bezeichnet, wurde im Abschnitt zwischen der A30 und der Bahnstrecke Löhne–Rheine aufgegeben und verfüllt. Der verbliebene Teil der Alten Fahrt mit einer Länge von rund 1,1 Kilometern bildet heute den Stichkanal.
Die alte Trasse des Mittellandkanals entsprach nicht den Anforderungen moderner Wasserstraßen, da zwei enge Bögen mit je 900 Metern Radius eine starke Verbreiterung erfordert hätten. Zudem war der Abschnitt am Düker über die Ibbenbürener Aa 1944 durch Luftangriffe beschädigt worden. Vor dem Bau mussten rund 370 Blindgänger entschärft werden. Aus Sicherheits- und technischen Gründen wurde daher eine neue Kanalführung gebaut. Die Kosten beliefen sich auf rund 60 Millionen DM.
Der Stichkanal Ibbenbüren dient dem Güterumschlag und der Schifffahrt. Er verfügt über einen Umschlagplatz für Baustoffe, eine Liegestelle und eine Wendestelle. Befahrbar ist er für Güterschiffe bis 85 Metern Länge und 9,50 Metern Breite. Die Abladetiefe beträgt 2,20 Meter für Schiffe bis 9,00 Metern Breite und 2,00 Meter für breitere bis 9,50 Metern. Zusätzlich dürfen gekoppelte Frachtschiffe mit bis zu 91 Metern Länge und 8,25 Metern Breite bei einer Abladetiefe von 2,20 Metern den Kanal befahren.

### Luftverkehrsanlagen
Flughafen Münster/Osnabrück (EDDG)

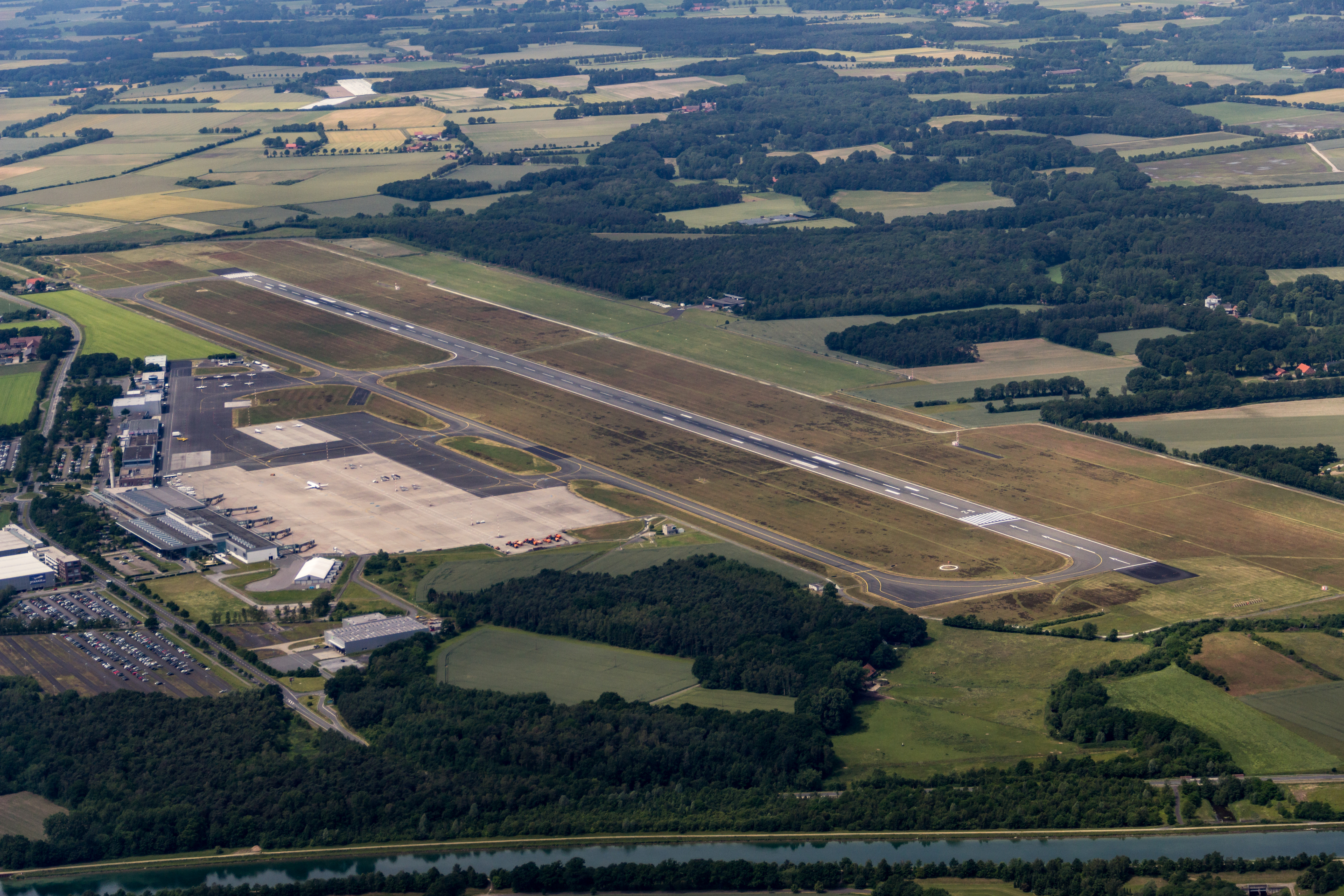
Luftbild des Flughafens Münster/Osnabrück mit dem Dortmund-Ems-Kanal im Vordergrund

Der Flughafen Münster/Osnabrück (FMO) bei Greven an der südlichen Grenze zum Tecklenburger Land wurde in den 1960er Jahren als gemeinsames Infrastrukturvorhaben mehrerer Kommunen und Kreise in Westfalen und Niedersachsen realisiert. Der Kreis Tecklenburg erkannte früh die wirtschaftliche Relevanz eines regionalen Flughafens für Nordwestfalen und unterstützte dessen Umsetzung sowohl politisch als auch finanziell. Zusammen mit Münster, Osnabrück sowie den Kreisen Steinfurt und Warendorf trug der Kreis zur Verwirklichung des Vorhabens bei.
Als Gründungsgesellschafter der Flughafen Münster/Osnabrück GmbH war der Kreis Tecklenburg wesentlich an der Finanzierung beteiligt und blieb bis zur Gebietsreform 1975 Miteigentümer, bevor die Beteiligung auf den Kreis Steinfurt überging. Die Nähe zur Gemeinde Ladbergen war ein zentraler Beweggrund für das Engagement, das wirtschaftliche Impulse für Orte wie Lengerich, Tecklenburg und Ibbenbüren erzeugen sollte. Der Flughafen zählte zu den letzten größeren Infrastrukturmaßnahmen des Kreises vor dessen Auflösung und besitzt heute eine zunehmende Bedeutung für die Region.
Der Flughafen Münster/Osnabrück bietet internationale Linien- und Charterverbindungen sowie moderne Infrastruktur mit Instrumentenlandesystem, Nachtfluggenehmigung und Betrieb ohne Start- und Landezeitbeschränkungen. Er verfügt über Tankanlagen, Wartungsdienste, Bodenabfertigung, ein Terminal mit Gastronomie, Konferenzräumen, Mietwagenservice und Hotelanbindung. Im Jahr 2024 wurden 1,28 Millionen Passagiere registriert, im ersten Quartal 2025 stieg das Aufkommen im Vergleich zum Vorjahr um zwölf Prozent. Der Flughafen erschließt das nördliche Westfalen und das südwestliche Niedersachsen und stärkt die regionale Wirtschaft durch Arbeitsplätze und internationale Anbindung.

Verkehrslandeplatz Osnabrück/Atterheide (EDWO)

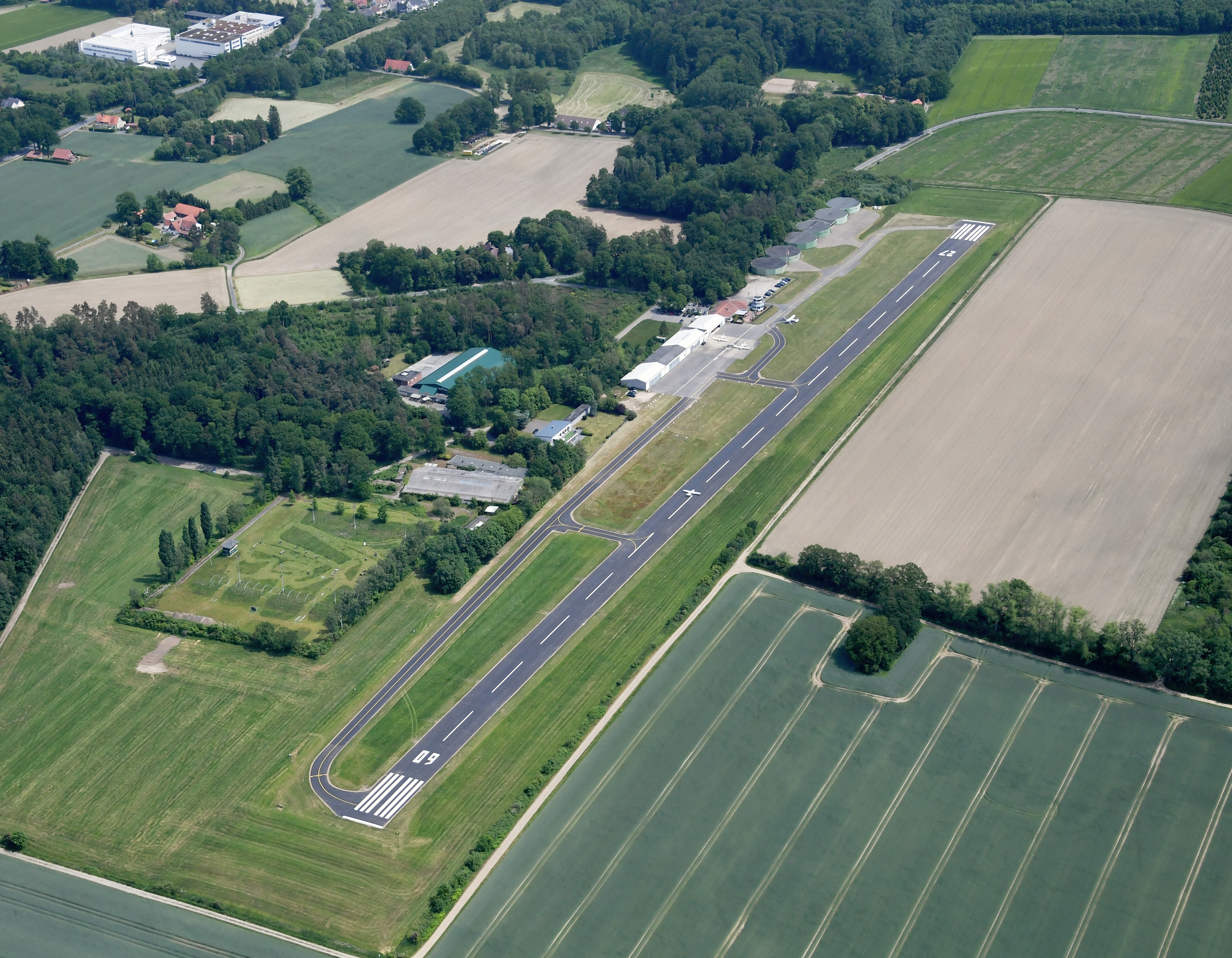
Luftbild des Verkehrslandeplatzes Atterheide mit der in Ost-West-Richtung verlaufenden Asphaltpiste 09/27

Der Verkehrslandeplatz Atterheide bei Osnabrück liegt nahe der Grenze zu Nordrhein-Westfalen und ist aus dem Tecklenburger Land gut erreichbar. Er bietet Infrastruktur für Luftsport, Pilotenausbildung sowie Geschäfts- und Privatflüge. Erste dokumentierte fliegerische Aktivitäten stammen aus dem Jahr 1912, in den 1920er Jahren nutzten Segelflieger das Gelände. Nach der Schließung des Flugplatzes Haste im Jahr 1935 verlagerte sich der Betrieb auf die Atterheide und wurde 1938 eingestellt. Der Aero-Club Osnabrück e. V. wurde 1955 gegründet, drei Jahre später begannen Testflüge, 1959 folgte die offizielle Inbetriebnahme. In den 1960er Jahren fanden Flugtage mit Kunstflug und Fallschirmsprüngen statt, die zahlreiche Besucher anzogen.
Der Verkehrslandeplatz verzeichnet jährlich etwa 9000 bis 11000 Flugbewegungen. Zum Einsatz kommen Motorflugzeuge mit einem maximalen Abfluggewicht von 5700 Kilogramm sowie Segel- und Ultraleichtflugzeuge und Helikopter. Die 2023 sanierte Asphaltpiste ist 800 Meter lang und verläuft in Ost-West-Richtung. Die Betriebszeiten sind saisonabhängig, ein Nachtflugbetrieb ist dank vorhandener Befeuerung möglich. Für internationale Flüge besteht die Möglichkeit zur Zollabfertigung.
Am Platz sind Betriebsstoffe wie AvGas, SuperPlus, Kerosin und Motoröl erhältlich. Eine Flugwerft ermöglicht Wartungen von einfachen bis zu strukturellen Arbeiten, durchgeführt durch einen luftfahrttechnischen Betrieb nach behördlichen Vorgaben. Eine Flugschule bietet Ausbildungen im Motor- und Segelflug an. Das Ausbildungsangebot umfasst Theorie- und Praxiseinheiten mit Fluglehrern und Schulflugzeugen. An Wochenenden und Feiertagen werden bei geeigneter Wetterlage Rundflüge für Besucher angeboten.

Graslandeplätze

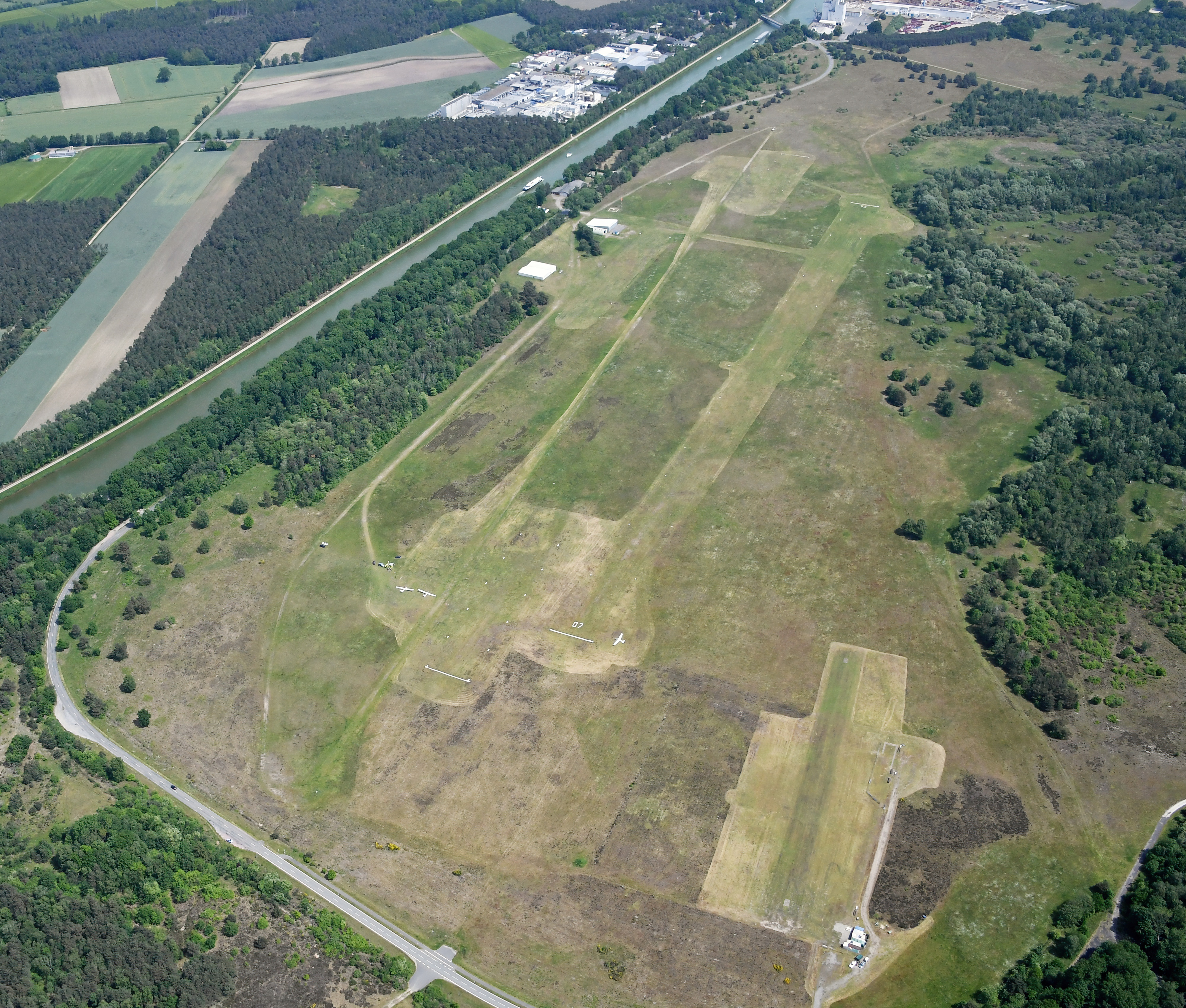
Sonderlandeplatz Achmer mit zwei Graspisten auf rund 30 Hektar Fläche unterhalb des im Bild sichtbaren Mittellandkanals

Die Graslandeplätze Eschendorf und Achmer dienen dem Luftsport und der fliegerischen Ausbildung in der Region und unterstützen damit auch das ehrenamtliche Engagement und die Qualifizierung von Nachwuchskräften. Die unmittelbar an das Tecklenburger Land angrenzenden Flugplätze sind Teil der regionalen Infrastruktur und ermöglichen Freizeit- und Ausbildungsflüge.
Der Verkehrslandeplatz Echendorf (EDXE) bei Rheine ist für Motorflugzeuge bis 3000 Kilogramm, Helikopter bis 5700 Kilogramm, Ultraleichtflugzeuge und Segelflugzeuge zugelassen. Fallschirmsprünge werden durch den ortsansässigen Fallschirmsportclub durchgeführt. Die Grasbahn misst etwa 920 Meter in der Länge und 30 Meter in der Breite. Im Segelflug stehen Flugzeugschlepp und Windenschlepp zur Verfügung. Eine Flugschule bietet Ausbildungen in den Bereichen Motorflug, Segelflug und Ultraleichtflug an. Rundflüge mit Motor- und Segelflugzeugen sind möglich. Zur Infrastruktur gehören eine Treibstoffversorgung mit AvGas und SuperPlus sowie Motoröl. Der Platz ist von Dienstag bis Sonntag überwiegend nachmittags geöffnet und verfügt über eine Flugleitung und Luftaufsicht. Der Winterbetrieb erfolgt unregelmäßig.
Der Sonderlandeplatz Achmer (EDXA) bei Bramsche ist für den Betrieb mit Motorflugzeugen bis 3000 Kilogramm, Motorseglern, Segelflugzeugen und Luftschiffen zugelassen. Es stehen zwei Graspisten zur Verfügung, eine etwa 940 Meter lange Bahn für den Motorflugbetrieb und eine rund 1100 Meter lange Bahn für den Segelflug mit separater Windenschleppstrecke. Zur Infrastruktur gehören ein Clubheim mit Vereinsräumen sowie Hangars zur Unterstellung von Luftfahrzeugen. Ein Tower für die Flugplatzkontrolle ist zeitweise besetzt. Für den Segelflug stehen Windenschlepp und Flugzeugschlepp als Startmethoden zur Verfügung. Gastflüge sind im Zeitraum vom 1. März bis zum 31. Oktober an Wochenenden nachmittags möglich. Am Platz wird eine Segelflugausbildung angeboten.

### Schienennetz
Hannoversche Westbahn (KBS375)

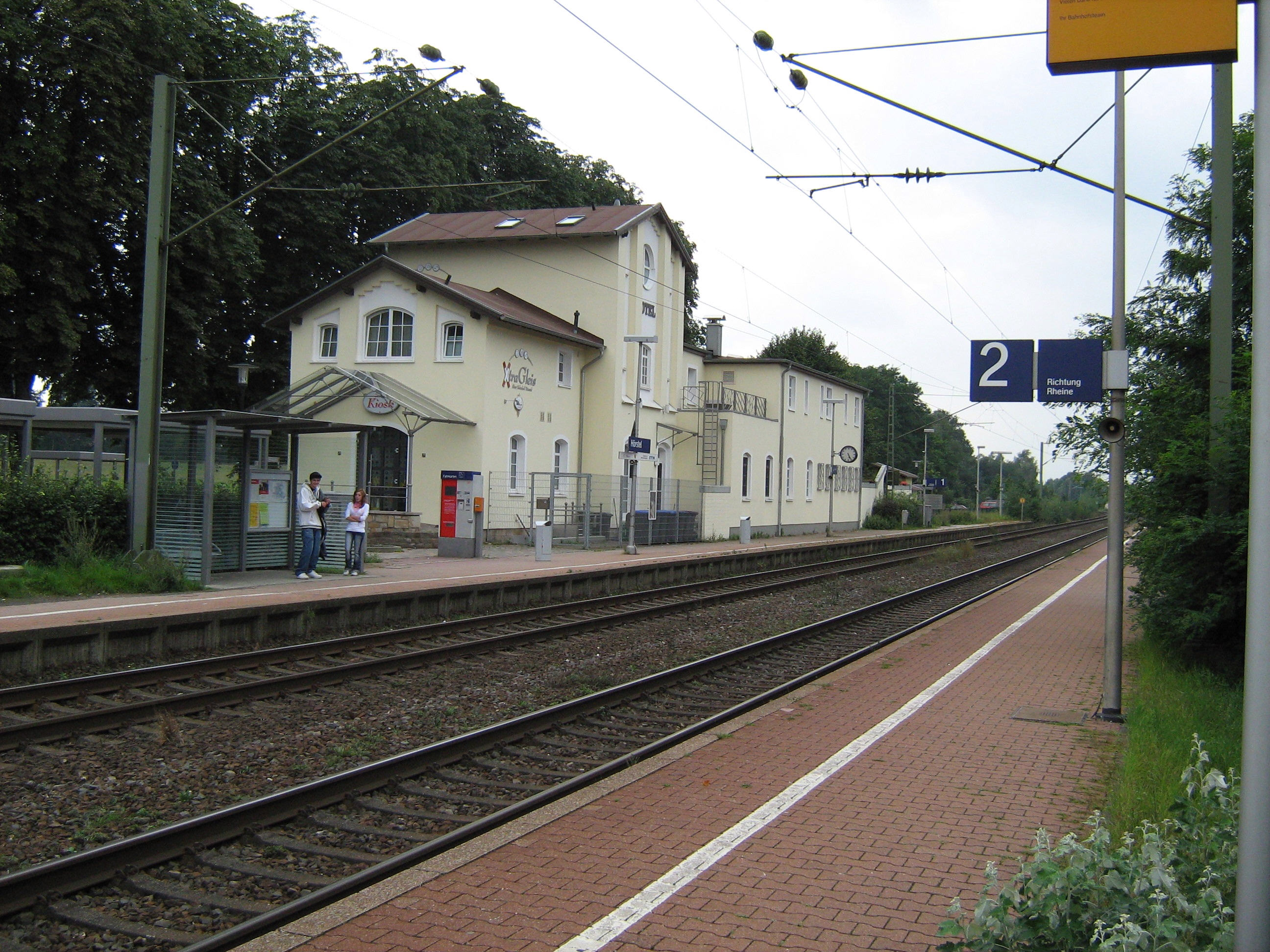
Haltepunkt Hörstel mit dem ehemaligen Empfangsgebäude, heute ein Hotel und Restaurant

Als Teil der Hannoverschen Westbahn verläuft die Bahnstrecke Löhne–Rheine am Rand des Teutoburger Waldes und durchquert das nördliche Tecklenburger Land. Sie führt durch die Städte Hörstel und Ibbenbüren sowie die Gemeinden Westerkappeln und Lotte in Richtung Osnabrück. Auf ihrem Verlauf kreuzt sie den Mittellandkanal und die Bundesautobahn 30. Im Jahr 1844 befasste sich der Handelsverein mit dem Ziel, Osnabrück an das Eisenbahnnetz anzubinden. Am 3. März 1848 wurde zwischen dem Königreich Hannover und Preußen ein Staatsvertrag über den Bau der Westbahn geschlossen, da die geplante Trasse mehrfach preußisches Gebiet durchqueren sollte. Der Abschnitt von Löhne nach Osnabrück wurde am 21. November 1855 eröffnet, der Abschnitt zwischen Osnabrück und Rheine folgte am 23. Juni 1856.
Die Bahnstrecke trug zur wirtschaftlichen Entwicklung im nördlichen Tecklenburger Land bei, insbesondere im Raum Ibbenbüren. Sie ermöglichte den Anschluss an überregionale Märkte und unterstützte den Bergbau, die Zementindustrie und den Güterverkehr. Heute ist die Strecke vollständig zweigleisig ausgebaut und elektrifiziert. Sie gehört zur Kursbuchstrecke 375 und wird sowohl im Fernverkehr mit Intercity- und ICE-Zügen als auch im Regional- und Güterverkehr genutzt. Entlang der Strecke liegen die Bahnhöfe und Haltepunkte Hörstel, Ibbenbüren-Esch, Ibbenbüren und Ibbenbüren-Laggenbeck, während die Stationen Velpe und Lotte nicht mehr in Betrieb sind.

Hamburg-Venloer Bahn (KBS385)

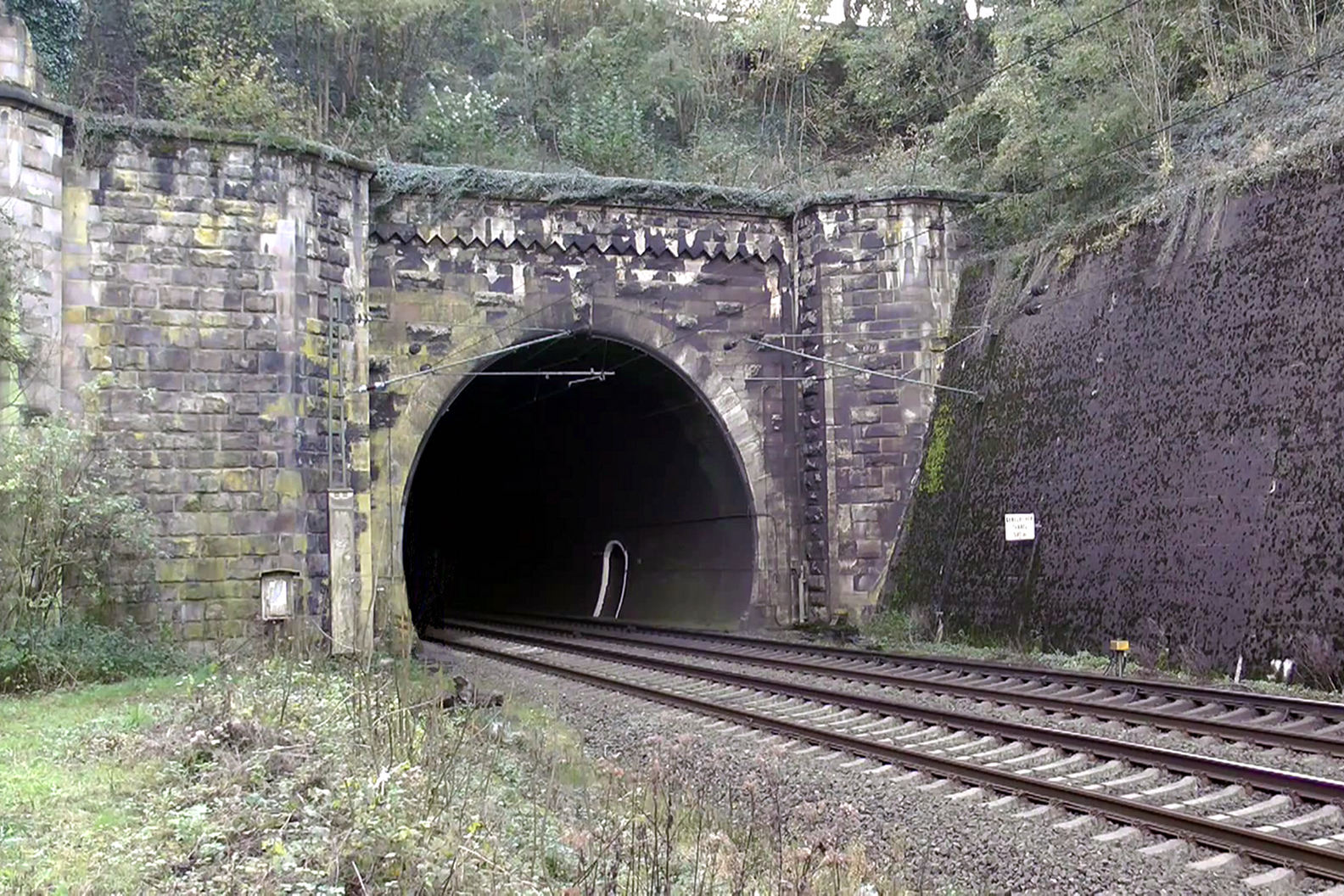
Nordostportal des Lengericher Tunnels, dem nördlichsten Eisenbahntunnel Deutschlands unter einem Gebirge

Die Hamburg-Venloer Bahn verläuft von Wanne-Eickel nach Hamburg, durchquert das östliche Tecklenburger Land und unterquert bei Lengerich den Teutoburger Wald mittels eines Tunnels. Im Jahr 1866 erhielt die Cöln-Mindener Eisenbahngesellschaft die Konzession zum Bau einer durchgehenden Verbindung zwischen Venlo und Hamburg. Nach Prüfung verschiedener Trassenvarianten wurde die Linienführung über Lengerich und Hasbergen festgelegt. Der Streckenbau erfolgte zwischen 1870 und 1874, wobei der Abschnitt zwischen Münster und Osnabrück 1871 in Betrieb genommen wurde. Aufgrund steigender Verkehrsbelastung erfolgte bereits zwischen 1881 und 1893 der zweigleisige Ausbau. Im Jahr 1914 initiierten die Preußische Staatseisenbahnen Planungen zur Erweiterung auf vier Gleise, wofür 1928 bei Lengerich eine zweite Tunnelröhre in Betrieb genommen wurde. Der vollständige Ausbau konnte infolge der Weltwirtschaftskrise in den 1930er Jahren nicht realisiert werden. Der ursprüngliche Tunnel aus dem 19. Jahrhundert ist heute aus sicherheitstechnischen Gründen außer Betrieb genommen und verschlossen.
Der durch das Tecklenburger Land verlaufende Abschnitt der Bahnstrecke Wanne-Eickel–Hamburg ist unter der Kursbuchnummer 385 registriert und wird regelmäßig im Regional- und Fernverkehr genutzt. Die Verbindung besitzt verkehrsgeografische Relevanz für den Pendelverkehr aus dem Raum Lengerich, da sie eine direkte Anbindung an überregionalen Schienenverkehr ermöglicht. Der Anschluss an die Hamburg-Venloer Bahn hatte Auswirkungen auf die wirtschaftliche Entwicklung der Region insbesondere im Bereich der Zementindustrie in Lengerich und trug zur Effizienzsteigerung im Gütertransport bei. Entlang der Strecke befinden sich im Tecklenburger Land die Bahnhöfe Lengerich (Westf) und Kattenvenne bei Lienen.

Oldenburger Südbahn (KBS 392)

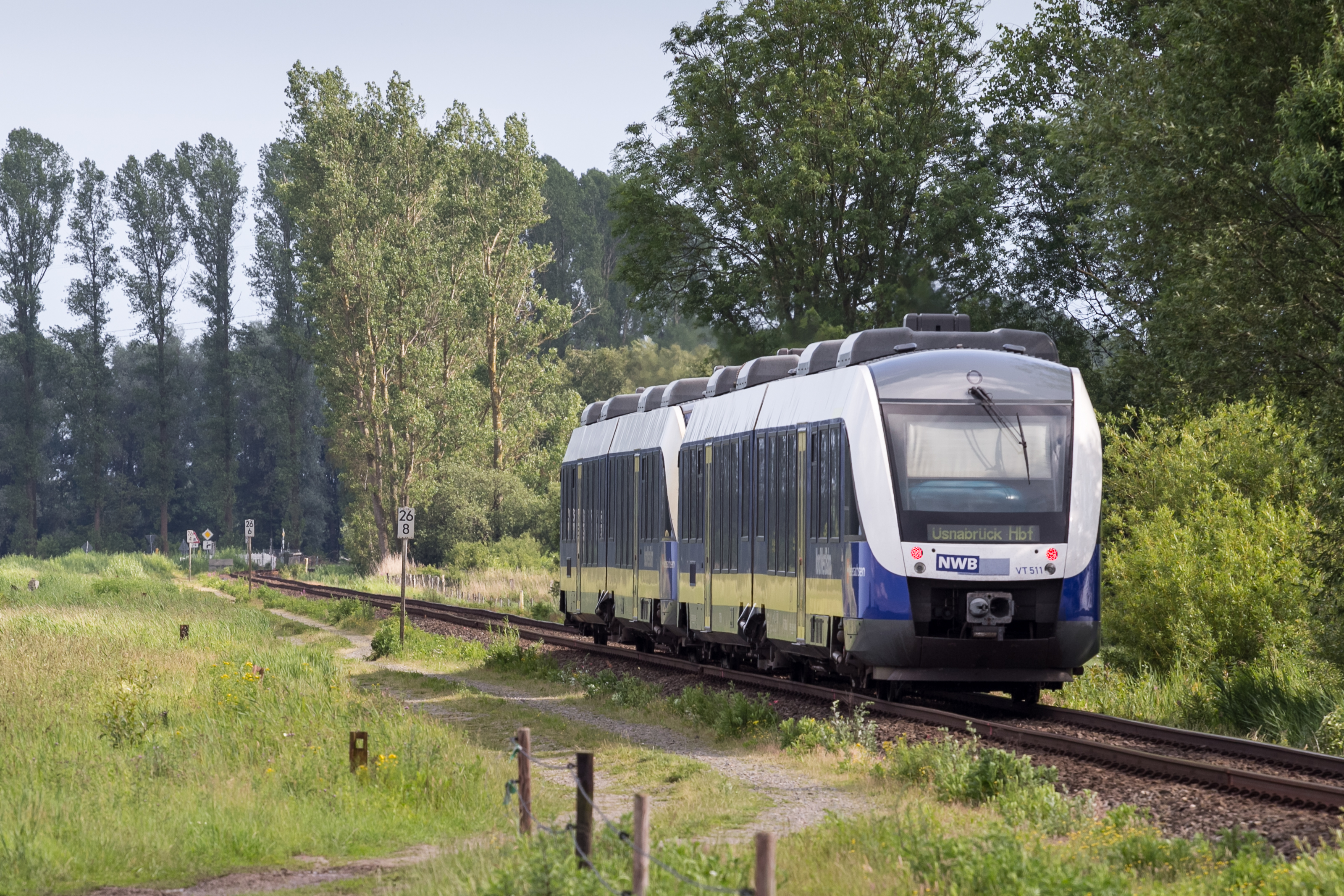
Triebfahrzeug der NordWestBahn auf der Oldenburger Südbahn, unterwegs im Regelbetrieb mit Fahrtrichtung Osnabrück

Die Oldenburger Südbahn verbindet Oldenburg mit Osnabrück und verläuft auf einem rund acht Kilometer langen Abschnitt durch das Tecklenburger Land in der Gemeinde Lotte, dem einzigen Teil außerhalb Niedersachsens. Ihre Ursprünge reichen bis in die Mitte des 19. Jahrhunderts zurück, als um 1850 erste Planungen für eine Bahnverbindung im Raum Quakenbrück entstanden. Der Bau begann 1870 nach einem Beschluss des oldenburgischen Landtags, zunächst mit dem Ziel Quakenbrück. Bereits 1871 wurde die Verlängerung bis Osnabrück genehmigt, womit die Grundlage für die längste Bahnstrecke des Großherzogtums Oldenburg geschaffen war. Die Umsetzung verzögerte sich, da Preußen erst 1873 zustimmte. Am 30. Juni 1876 wurde die Strecke fertiggestellt und am 15. November desselben Jahres in Betrieb genommen. In den folgenden Jahrzehnten entwickelte sie sich zu einer wichtigen Verbindung für den Personen- und Güterverkehr. Mit dem wachsenden Straßenverkehr in den 1960er und 1970er Jahren verlor sie jedoch an Bedeutung, da sich der Gütertransport zunehmend auf die Straße verlagerte und auch die Fahrgastzahlen bis in die 1990er Jahre kontinuierlich zurückgingen.
Ende der 1990er Jahre einigten sich das Land Niedersachsen und die Deutsche Bahn auf eine umfassende Modernisierung der Bahnstrecke, um die Infrastruktur zu verbessern und den Schienenpersonennahverkehr zu stabilisieren. Im Rahmen eines Wettbewerbsverfahrens wurde der Betrieb im Jahr 2000 an die neu gegründete NordWestBahn vergeben, die am 5. November den Verkehr aufnahm und seither einen Stundentakt anbietet, was die Erreichbarkeit im Nahverkehr deutlich verbesserte. Trotz des seit den 1960er Jahren rückläufigen Güterverkehrs wird die Strecke weiterhin genutzt, insbesondere für Transporte zu industriellen Einrichtungen wie Erdgasaufbereitungsanlagen, Futtermittelwerken und Tanklagern. Im Juli 2023 kündigte das Niedersächsische Wirtschaftsministerium an, die Strecke bis 2034 vollständig zu elektrifizieren und umfassend zu ertüchtigen, um Emissionen zu senken und die Leistungsfähigkeit im regionalen sowie überregionalen Verkehr zu steigern. Im Tecklenburger Land befindet sich der Haltepunkt Halen bei Lotte, der zur verkehrlichen Erschließung des angrenzenden ländlichen Raums beiträgt.

Teutoburger Wald-Eisenbahn (KBS 222q)

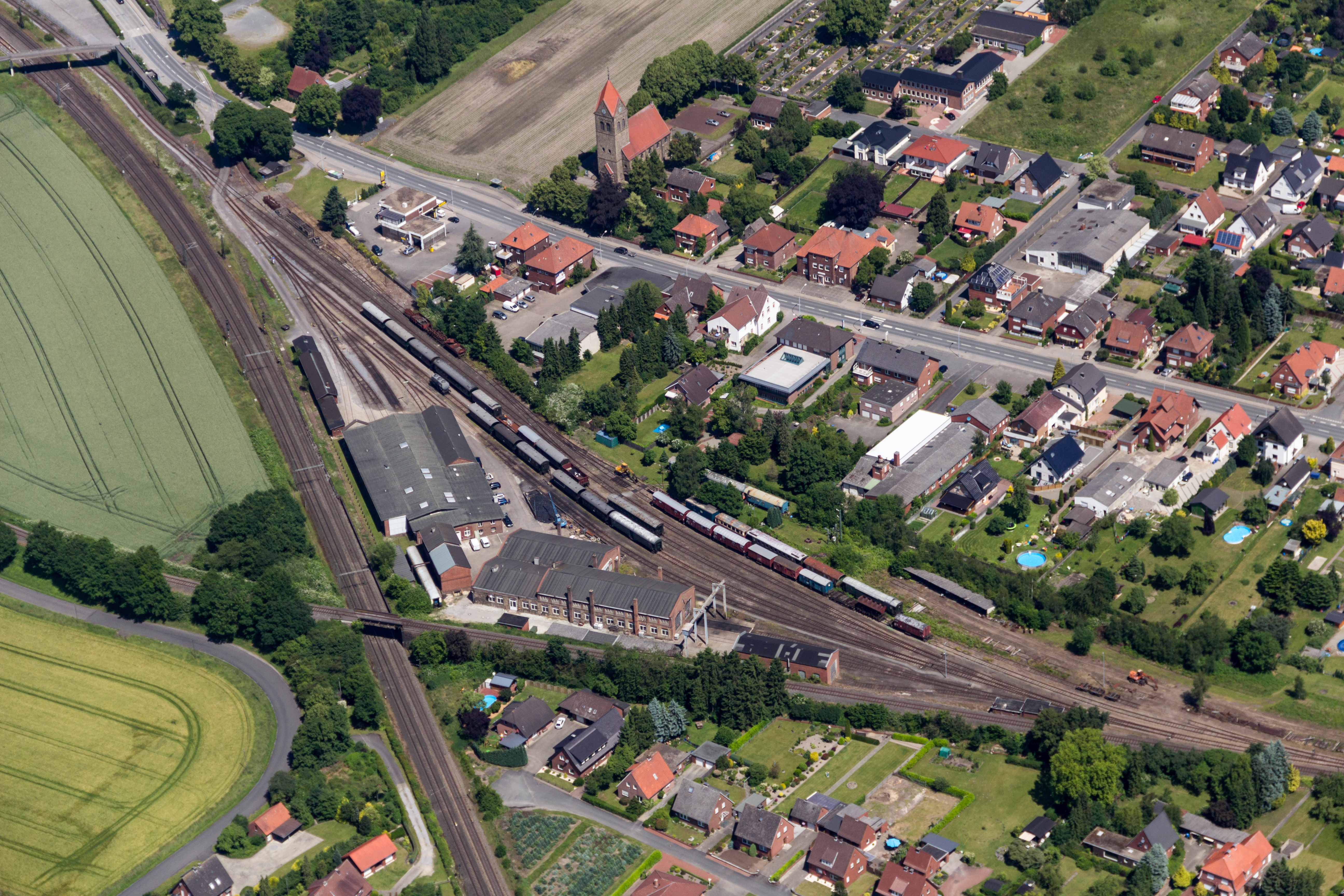
Überführung der eingleisigen Teutoburger Wald-Eisenbahn über die zweigleisige Hamburg-Venloer Bahn im Bereich des Güterbahnhofs Lengerich

Die Bahnstrecke Ibbenbüren–Hövelhof verläuft westöstlich durch das Tecklenburger Land und verbindet Ibbenbüren, Tecklenburg, Lengerich und Lienen in Richtung Hövelhof. Ihre Entstehung steht im Zusammenhang mit den wirtschaftlichen Entwicklungen des späten 19. Jahrhunderts. Ziel war die bessere Anbindung ländlicher Regionen und die Optimierung des Gütertransports, insbesondere für Kalk, Zement und Agrarprodukte. 1894 wurde Albert Sprickerhoff vom Kreis Tecklenburg mit ersten Planungsarbeiten beauftragt. Zwischen 1895 und 1897 wurde eine von regionalen Unternehmern initiierte Verbindung zwischen Versmold und Gütersloh in das Projekt einbezogen. Nach dem Rückzug der Stadt Rheine wurde Ibbenbüren als Ausgangspunkt festgelegt. Am 17. Juni 1899 wurde unter Beteiligung des Kreis Tecklenburg die Teutoburger Wald-Eisenbahngesellschaft mit dem Ziel gegründet, eine 93 Kilometer lange Nebenbahn zu errichten. Die Trassenführung durch den Teutoburger Wald erforderte umfangreiche ingenieurtechnische Maßnahmen. Die abschnittsweise Inbetriebnahme erfolgte zwischen 1900 und 1903, wobei die Eröffnung des Abschnitts Bad Laer–Ibbenbüren am 19. Juli 1901 einen zentralen Fortschritt darstellte.
In den 1950er Jahren war die Strecke im Personen- und Güterverkehr stark genutzt, bevor mit der Einstellung des Personenverkehrs zwischen Ibbenbüren und Versmold im Jahr 1968 ein schrittweiser Rückbau begann. Der Güterverkehr wurde in Teilbereichen, insbesondere zwischen Lengerich und Ibbenbüren, aufgrund von Industrieanschlüssen bis in die 1970er Jahre fortgeführt. Ab den 1980er Jahren wird die Strecke touristisch genutzt, unter anderem durch den Museumszug Teuto-Express. Seit dem 1. Dezember 2015 betreibt die Lappwaldbahn Service GmbH die Nordstrecke zwischen Ibbenbüren und Versmold und passt diese an die Streckenklasse D4 an, um schweren Gütertransport zu ermöglichen. Die Sanierungsarbeiten begannen im September 2016 und sollen bis Ende 2025 abgeschlossen sein. Eine 2024 veröffentlichte Potenzialstudie zeigt wirtschaftliches Interesse entlang der Strecke, insbesondere in den Bereichen Baustoffe, Recycling, Agrarwirtschaft und Logistik. Eine Machbarkeitsstudie des Zweckverband Nahverkehr Westfalen-Lippe stuft die Reaktivierung des öffentlichen Personennahverkehrs zwischen Ibbenbüren und Lengerich als grundsätzlich machbar ein. Im Tecklenburger Land liegen entlang der Strecke die Bahnhöfe Ibbenbüren, Ibbenbüren-Aasee, Brochterbeck, Tecklenburg, Lengerich-Stadt, Lengerich-Hohne, Höste und Lienen.

Tecklenburger Nordbahn (KBS 222b)

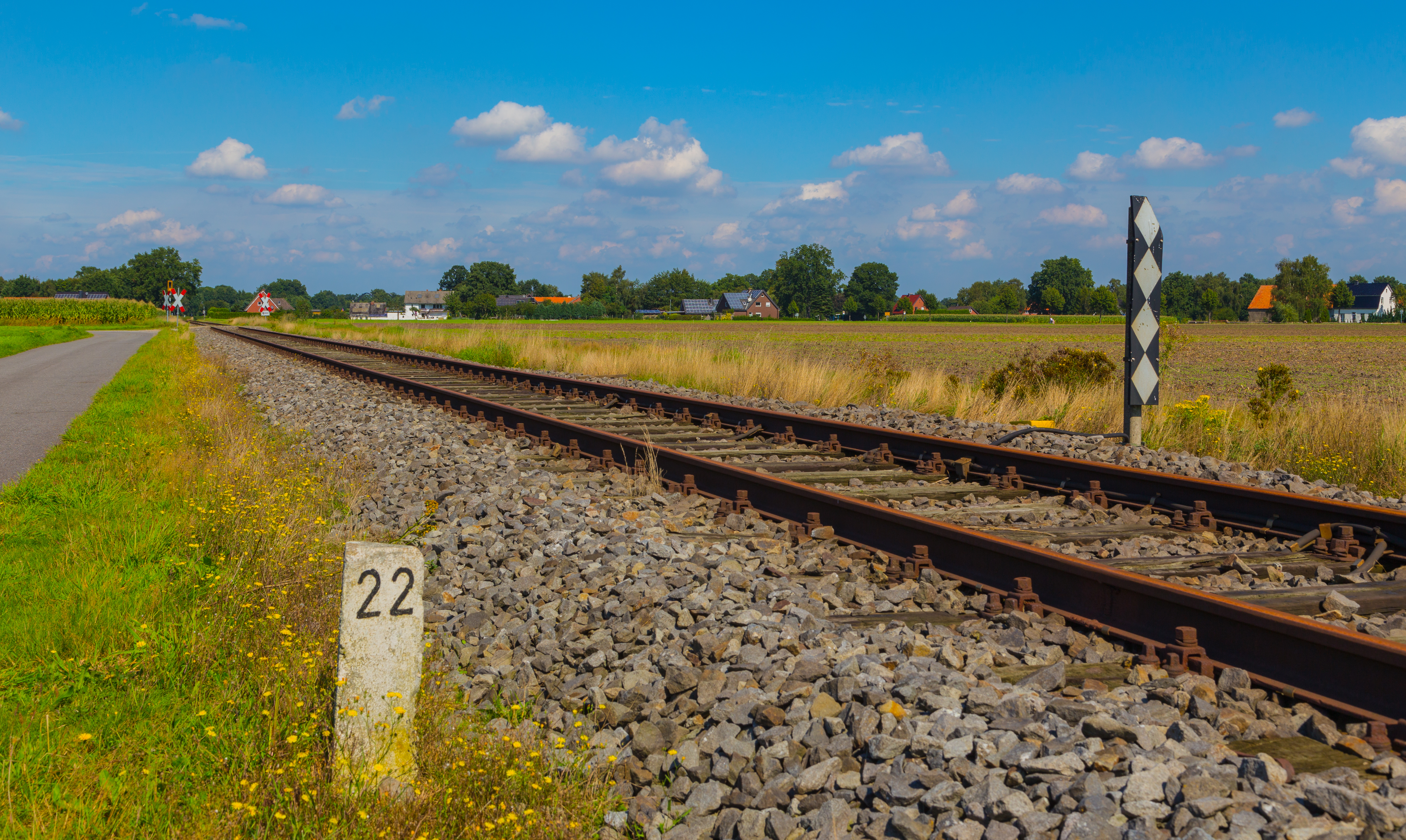
Eingleisiger Streckenabschnitt der Tecklenburger Nordbahn zwischen Espel und Recke

Nach der Inbetriebnahme der Hannoverschen Westbahn im Jahr 1856 forderten auch nördlich gelegene Gemeinden im Tecklenburger Land das Bedürfnis nach einem Bahnanschluss. Im Jahr 1891 initiierten Vertreter aus Recke und Mettingen gemeinsam mit Vertretern aus Industrie und Landwirtschaft die Gründung eines Eisenbahnkomitees. Mit staatlicher Unterstützung wurde im Jahr 1900 die Kleinbahn Piesberg-Rheine AG konstituiert. Der Bau begann 1901, zunächst als Schmalspurbahn von Osnabrück-Eversburg bis Rheine-Stadtberg. Der erste Streckenabschnitt von Osnabrück bis Recke wurde 1903 in Betrieb genommen, die vollständige Strecke folgte 1905. Aufgrund der topografischen Gegebenheiten waren keine erheblichen Steigungen erforderlich, jedoch bedingten der Mittellandkanal und der Dortmund-Ems-Kanal aufwendige Brückenkonstruktionen. Im Jahr 1922 wurde der Umbau auf Normalspur beschlossen und bis 1935 vollständig realisiert und die Gesellschaft in Tecklenburger Nordbahn AG umfirmierte. Nach der Beseitigung kriegsbedingter Schäden an der Strecke bis 1946 stieg das Fahrgastaufkommen deutlich an. Ab den 1950er Jahren ersetzten Diesellokomotiven die zuvor eingesetzten Dampflokomotiven, und 1951 wurde der erste Schienenbus in Nordrhein-Westfalen eingeführt. Später erweiterten Buslinien das Verkehrsangebot, woraufhin die Umbenennung in Verkehrsbetriebe Kreis Tecklenburg erfolgte.
Der Rückgang der Fahrgastzahlen führte bis 1967 sukzessive zur Einstellung des Personenverkehrs auf der Tecklenburger Nordbahn und zur Überführung des Betriebs in die Regionalverkehr Münsterland. Seither wird die Strecke ausschließlich für den Güterverkehr genutzt. Im Jahr 1999 wurde eine Schnellbuslinie zwischen Recke und Osnabrück eingerichtet, die bis heute in Betrieb ist. Seit 2003 bestehen Bestrebungen zur Reaktivierung der Bahnstrecke, deren Wiederinbetriebnahme in einem Gutachten als sinnvoll bewertet wurde. Ein seit 2011 vorliegender Nahverkehrsplan sieht eine Regionalbahn im 30-Minuten-Takt mit bis zu 4800 Fahrgästen täglich vor. Gegenwärtig ist die Reaktivierung Bestandteil einer Initiative des Zweckverband Nahverkehr Westfalen-Lippe und wurde als RB62 in die Zielnetzplanung 2030 aufgenommen. Geplant sind unter anderem die Modernisierung der Strecke, die Errichtung neuer Stationen sowie Anpassungen der Signaltechnik. Entlang der Strecke sollen sieben neue Haltepunkte entstehen, nämlich Lotte-Büren/Eversburg, Büren-Kromschröder, Lotte-Wersen, Westerkappeln, Mettingen, Mettingen-Schlickelde/Espel und Recke. Darüber hinaus sind die Erneuerung beziehungsweise der Rückbau von 66 Bahnübergängen, die Sanierung von drei Brückenbauwerken sowie die Ausstattung der Betriebsstellen mit moderner elektronischer Stellwerkstechnik vorgesehen.

## Medien

### Zeitungen und Zeitschriften
Die täglich erscheinende Ibbenbürener Volkszeitung (IVZ) ist die lokale Tageszeitung für den westlichen Teil des Tecklenburger Landes. Im östlichsten Teil sind die Westfälischen Nachrichten (WN) und die Neue Osnabrücker Zeitung (NOZ) die Tageszeitungen für die Gemeinden Lotte und Westerkappeln und in Teilen auch für Tecklenburg und Mettingen.
Ihre Ibbenbürener Lokalausgabe haben die Westfälischen Nachrichten indes Ende 2002 aufgegeben und den einstigen Konkurrenten, die Ibbenbürener Volkszeitung, zum Kooperationspartner gewonnen. Seit Anfang 2003 bezieht die IVZ daher die überregionale Berichterstattung (Mantelseiten) von den WN und lässt ihre Ausgabe im Aschendorff Druckzentrum in Münster drucken.

### Fernsehen
- ARD-Fernsehserie Bilderbuch Deutschland: Das Tecklenburger Land (Folge 62)[99]
- WDR-Sendereihe Wunderschönes NRW: Das Tecklenburger Land[100]
- WDR-Sendereihe Wunderschön!: Auf dem Mittellandkanal bis Minden[101]
- WDR-Sendereihe Wunderschön!: Teutoburger Wald – In acht Etappen auf dem Hermannsweg
- WDR-Sendereihe Land und lecker: Sechs Landfrauen treten im Kochwettbewerb für ihre Region an (6. Staffel – Sendung 6 und Staffel 8[102])
- Münsterland Giro[103]

## Kultur
Obwohl enge Beziehungen zum Münsterland bestehen, weist das Tecklenburger Land Merkmale einer eigenständigen kulturellen Region auf. In der öffentlichen Repräsentation erfolgt jedoch oftmals eine nicht zutreffende Gleichsetzung mit diesem angrenzenden Raum. Die Bevölkerung weist ein ausgeprägtes regionales Zugehörigkeitsgefühl auf, das sich in der Selbstverortung vieler Personen als Teil des Tecklenburger Landes widerspiegelt. Im Gegensatz zum Münsterland, das durch die Stadt Münster als zentrales Oberzentrum funktional geprägt ist, orientiert sich das Tecklenburger Land überwiegend in Richtung Osnabrück. Diese Ausrichtung ist unter anderem durch die geografische Lage jenseits des Teutoburger Waldes bedingt. 
Die heutige regionale Zuordnung deckt sich größtenteils mit den historischen Grenzen des ehemaligen Kreises Tecklenburg. In bestimmten Kontexten wird auch die Gemeinde Saerbeck einbezogen. Die regionale Bezugnahme zeigt sich in verschiedenen gesellschaftlichen Bereichen. Im Sport zeigt sich dies etwa durch den Fußball- und Leichtathletik-Verband Kreis Tecklenburg oder den VCB Tecklenburger Land in der dritten Volleyball-Liga. Auch zivilgesellschaftliche Organisationen wie der DRK-Kreisverband oder die Bürgerstiftung Tecklenburger Land agieren auf regionaler Ebene. Infrastrukturelle Einrichtungen wie der Wasserversorgungsverband Tecklenburger Land (WTL) wurden gezielt zur Versorgung der Region gegründet. Viele dieser Institutionen bestehen bis heute fort und orientieren sich weiterhin an traditionellen regionalen Strukturen – teils unabhängig von späteren politischen Neugliederungen.

### Religionen
Das Tecklenburger Land ist konfessionell nicht einheitlich strukturiert. Bedingt durch die Zugehörigkeit zur Grafschaft Tecklenburg (Schale und östlich der Stadt Tecklenburg) herrscht der evangelische Glaube vor.
Im Bereich der ehemaligen Obergrafschaft Lingen, also in Ibbenbüren, Brochterbeck, Recke und Mettingen, ist sowohl die evangelische als auch die katholische Konfession etwa gleich stark vertreten. Im Westen im Bereich der Gemeinden Hopsten und Hörstel herrschte bis 1945 fast ausschließlich die katholische Konfession vor, da diese Gebiete bis zum Reichsdeputationshauptschluss 1803 dem Hochstift Münster angehörten. Erst mit der Ankunft von Flüchtlingen und Vertriebenen aus den ehemaligen Ostgebieten des Deutschen Reiches erhöhte sich die Zahl der Evangelischen dort und gleichzeitig die der Katholiken in den vormals rein evangelischen Orten.
Bis Anfang der 1940er Jahre gab es in Ibbenbüren, Westerkappeln, Lengerich und Hopsten jüdische Gemeinden. Besonders hervorzuheben ist die Jüdische Gemeinde Hopsten, die die einzige ehemalige orthodoxe jüdische Gemeinde in Westfalen war. Die Synagogen wurden in der Reichspogromnacht am 9. November 1938 zerstört. Die jüdischen Friedhöfe werden heute von der Jüdischen Gemeinde in Osnabrück betreut. Heute leben vereinzelt wieder Juden im Tecklenburger Land, die im Wesentlichen aus der ehemaligen Sowjetunion zugewandert sind.

### Volksfeste und Brauchtum

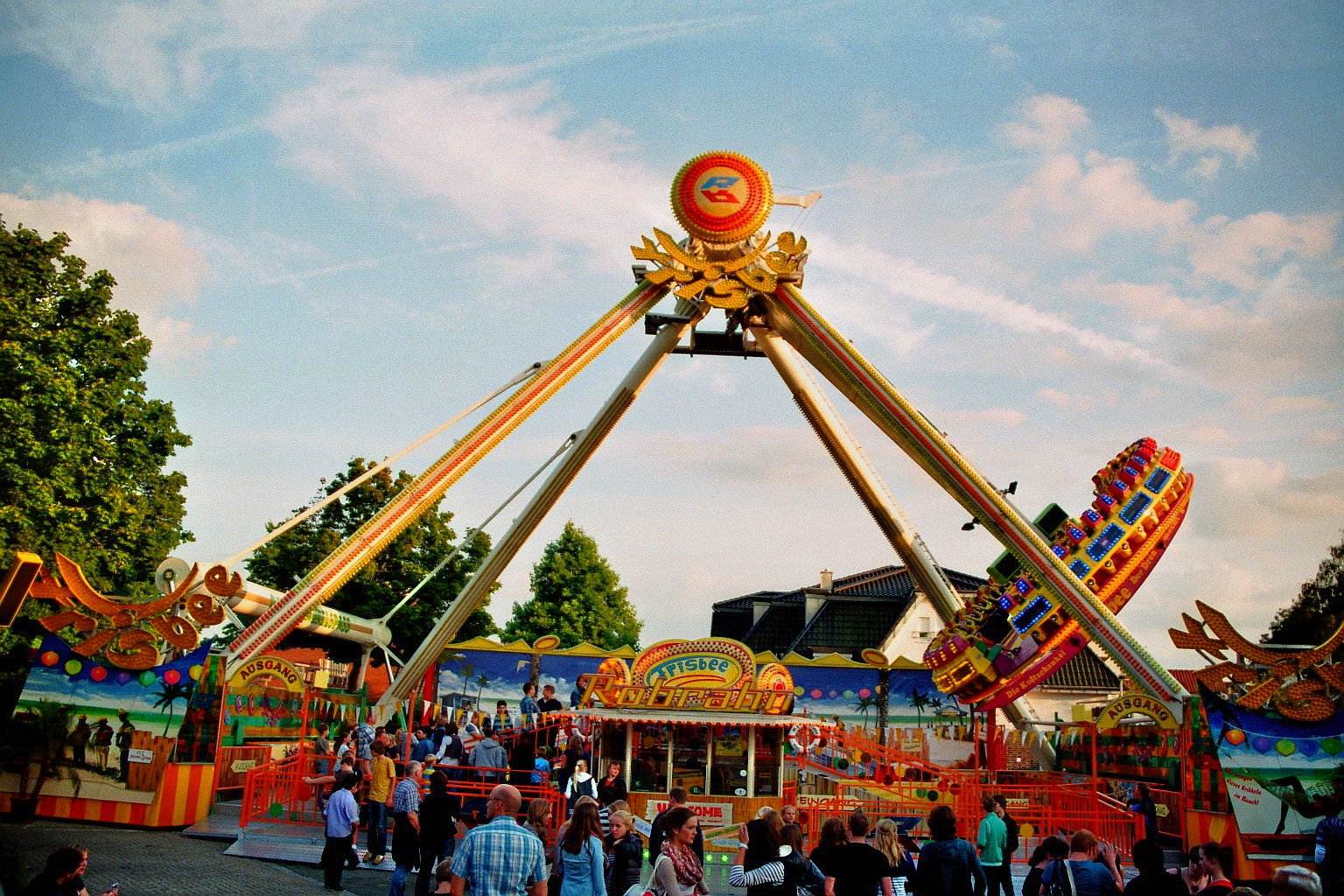
Das Frisbee zählt zu den modernen Fahrgeschäften der Ibbenbürener Innenstadtkirmes.

Regelmäßig stattfindende Veranstaltungen veranschaulichen die gelebte Festkultur und das Brauchtum im Tecklenburger Land. Zu den zentralen Elementen zählen Schützenfeste, Volksfeste, Treffen historischer Fahrzeuge, saisonale Freizeitangebote sowie Karnevalsveranstaltungen.
Das Schützenwesen ist in der Region weit verbreitet. In nahezu jeder Gemeinde, teilweise auch in einzelnen Bauerschaften, existiert mindestens ein Schützenverein. Während der Sommermonate werden regelmäßig Schützenfeste durchgeführt. Die Mehrheit der Vereine ist im Heimatschützenbund Tecklenburger Land organisiert, der im zweijährigen Rhythmus das Heimatschützenfest ausrichtet. An dieser Veranstaltung nehmen zahlreiche Mitgliedsvereine des Heimatschützenbundes teil.
Volksfeste stellen einen weiteren festen Bestandteil des Veranstaltungskalenders dar. Viele Gemeinden richten im Frühjahr oder Spätsommer entsprechende Feierlichkeiten aus. Besonders umfangreich sind die Veranstaltungen in Hopsten, Recke, Hörstel, Westerkappeln und Riesenbeck. Das größte Fest dieser Art findet jährlich am ersten Septemberwochenende in Ibbenbüren statt. Die Ibbenbürener Großkirmes zählt zu den größten Innenstadtkirmessen Deutschlands und bietet eine Vielzahl an Fahrgeschäften.
Weitere Veranstaltungsformate umfassen das Schnaufler-Treffen für historische Fahrzeuge bis Baujahr 1917 sowie die Motorradveteranen-Rallye zu Pfingsten, bei der Fahrzeuge bis Baujahr 1939 aktiv teilnehmen können. In der Winterzeit wird mit dem Festival Ibbenbüren on Ice ein temporäres Freizeitangebot geschaffen. Eine Eisfläche auf dem Neumarkt sowie ergänzende Aktivitäten wie Eisstockschießen und Bratpfannenwettrutschen bilden den Kern der Veranstaltung.
Karnevalistische Aktivitäten sind in mehreren Gemeinden etabliert. Neben Recke, Bevergern und Obersteinbeck beteiligen sich auch Orte wie Püsselbüren, Hörstel und Ibbenbüren-Langewiese mit Umzügen. Darüber hinaus findet in Recke der Politische Aschermittwoch der CDU statt, der überregionale Aufmerksamkeit erfährt.
In der Vergangenheit wurden vom örtlichen Bergwerk groß angelegte Bergfeste organisiert. Diese umfassten unter anderem einen Festumzug, der in der inzwischen nicht mehr bestehenden Tecklenburger Landhalle in Ibbenbüren seinen Abschluss fand. Aufgrund wirtschaftlicher Rahmenbedingungen und nicht mehr tragbarer Kosten wurden diese Veranstaltungen eingestellt. In den letzten Jahren griff der Knappenverein Tecklenburger Land das Format in reduzierter Form wieder auf und führte kleinere Festveranstaltungen durch.

### Bühnen und Theater

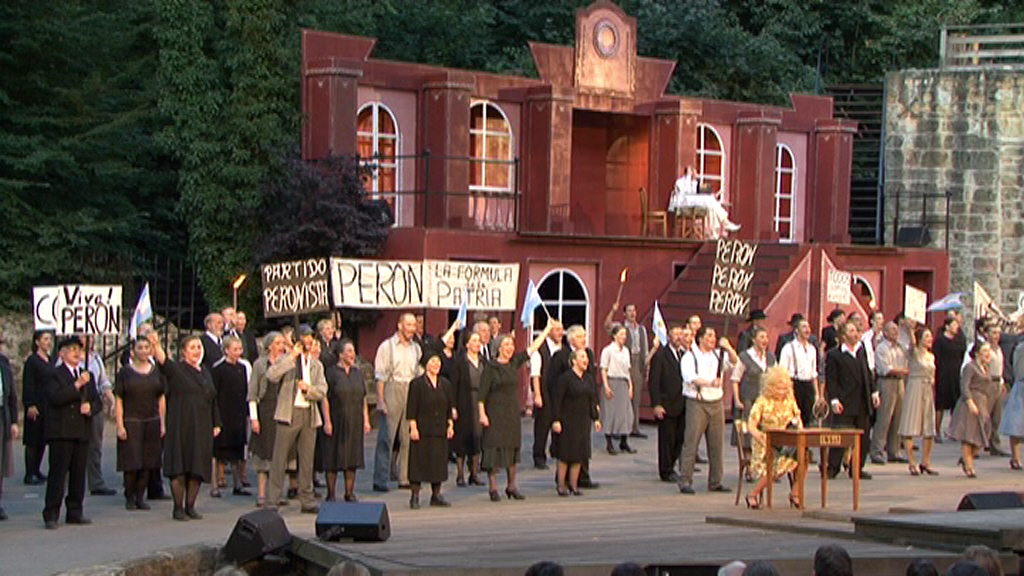
Szene aus der Inszenierung von Evita bei den Freilichtspielen Tecklenburg

Die Theaterlandschaft im Tecklenburger Land ist durch ein breites Spektrum professioneller und laiengetragener Bühnenangebote gekennzeichnet. Eine zentrale Rolle nehmen die Freilichtspiele Tecklenburg ein, eines der größten Open-Air-Musicaltheater Deutschlands. Die Aufführungen finden jährlich im Sommer in der historischen Burgruine Tecklenburg statt und präsentieren ein wechselndes Programm bekannter Musicals. Die Verbindung aus professioneller Produktion und historischer Spielstätte stellt ein Alleinstellungsmerkmal dar, das überregionale Resonanz erzeugt.
In Ibbenbüren ist das Theatergeschehen institutionell im Bürgerhaus verankert, wo regelmäßig Tourneetheater mit überregionaler Bedeutung gastieren. Ergänzt wird das Programm durch Formate aus Kabarett und Comedy. Eine weitere Spielstätte ist das Theater in der Schauburg, das seit 2005 vom freien Ensemble QUASI SO-Theater betrieben wird. In dem umgenutzten Kinogebäude werden jährlich mehrere Amateurproduktionen realisiert, die zur kulturellen Vielfalt der Stadt beitragen.
Die Gempt-Halle in Lengerich fungiert als multifunktionaler Veranstaltungsort mit Schwerpunkt auf Theater- und Kabarettformaten. Sie ist ein fester Bestandteil des regionalen Kulturangebots. In Mettingen ergänzt die Kulturscheune Schultenhof das Angebot um eine Spielstätte mit besonderem Ambiente. Das denkmalgeschützte Gebäude wird für Theaterabende, Lesungen und weitere kulturelle Veranstaltungen genutzt.
Neben diesen Institutionen existiert im Tecklenburger Land eine aktive Szene nicht-professioneller Theaterarbeit. Theatergruppen und Jugendtheaterprojekte in verschiedenen Gemeinden realisieren regelmäßig eigene Inszenierungen und leisten damit einen wichtigen Beitrag zur kulturellen Teilhabe und Bildung in der Region.

### Kunst und Musik

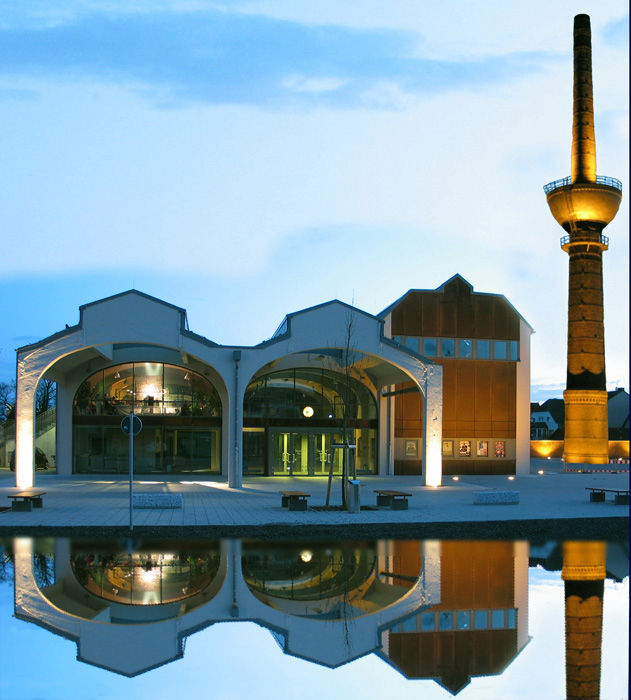
Die Gempt-Halle in Lengerich fungiert als regional bedeutender Veranstaltungsort für musikalische und kulturelle Darbietungen.

Mit musikalischen und bildkünstlerischen Ausdrucksformen verfügt das Tecklenburger Land über ein vielfältiges kulturelles Angebot. Besonders im Musikbereich gibt es zahlreiche Veranstaltungen für unterschiedliche Genres und Zielgruppen.
Ein wesentliches Element der kulturellen Infrastruktur im Tecklenburger Land stellen die Bürgerhalle Ibbenbüren und die Gempt-Halle in Lengerich dar, die sich als etablierte Veranstaltungsorte für Live-Musik etabliert haben. Während die Gempt-Halle insbesondere durch Formate wie Jazz-, Blues- und offene Bühnen geprägt ist, zeichnet sich die Bürgerhalle durch ein breit gefächertes Veranstaltungsprogramm aus, das Konzerte, Shows sowie kulturelle Großveranstaltungen umfasst. Ergänzt wird dieses Angebot durch die Freilichtbühne Tecklenburg, die regelmäßig genreübergreifende Crossover-Konzerte mit Musical-, Pop- und Orchesterbesetzung realisiert. Diese Veranstaltungen verbinden Elemente populärer Musik mit klassischer Konzertpraxis und leisten damit einen bedeutenden Beitrag zur kulturellen Profilbildung und Attraktivitätssteigerung der Region. Im Bereich der Open-Air-Veranstaltungen ist zudem das Festival Rock am Rathaus in Lengerich hervorzuheben, das ein breites Publikum anspricht und zur Stärkung der regionalen Musikszene beiträgt.
Veranstaltungsorte wie die Wasserschlosskonzerte auf Haus Marck leisten einen wichtigen Beitrag zur kulturellen Vernetzung über regionale Grenzen hinweg. Das Euregio Musikfestival präsentiert dabei ein facettenreiches musikalisches Spektrum – von Kammermusik bis hin zu zeitgenössischen Kompositionen. Das Programm auf Haus Marck wird durch klassische Musik ergänzt, die teils mit Jazz- und Crossover-Elementen bereichert ist. Niedrigschwellige Angebote wie die Platzkonzerte auf dem Marktplatz Tecklenburg mit Blasorchestern, Chören und lokalen Gruppen stärken die kulturelle Teilhabe und Identität.
Im Bereich der bildenden Kunst leistet das Torhaus Legge in Tecklenburg einen zentralen Beitrag zur kulturellen Infrastruktur der Region, indem es regelmäßig wechselnde Ausstellungen regionaler sowie überregionaler Künstlerinnen und Künstler präsentiert. Ergänzt wird dieses Angebot durch die Aktivitäten des Kunstvereins Ibbenbüren, der saisonal strukturierte Ausstellungen im Kunsthaus Alte Honigfabrik oder in Kooperation mit lokalen Künstlergruppen realisiert. Das kulturelle Profil der Region ist durch die Kombination institutionalisierter Angebote und bürgerschaftlicher Beteiligung charakterisiert.

### Kulinarische Spezialitäten

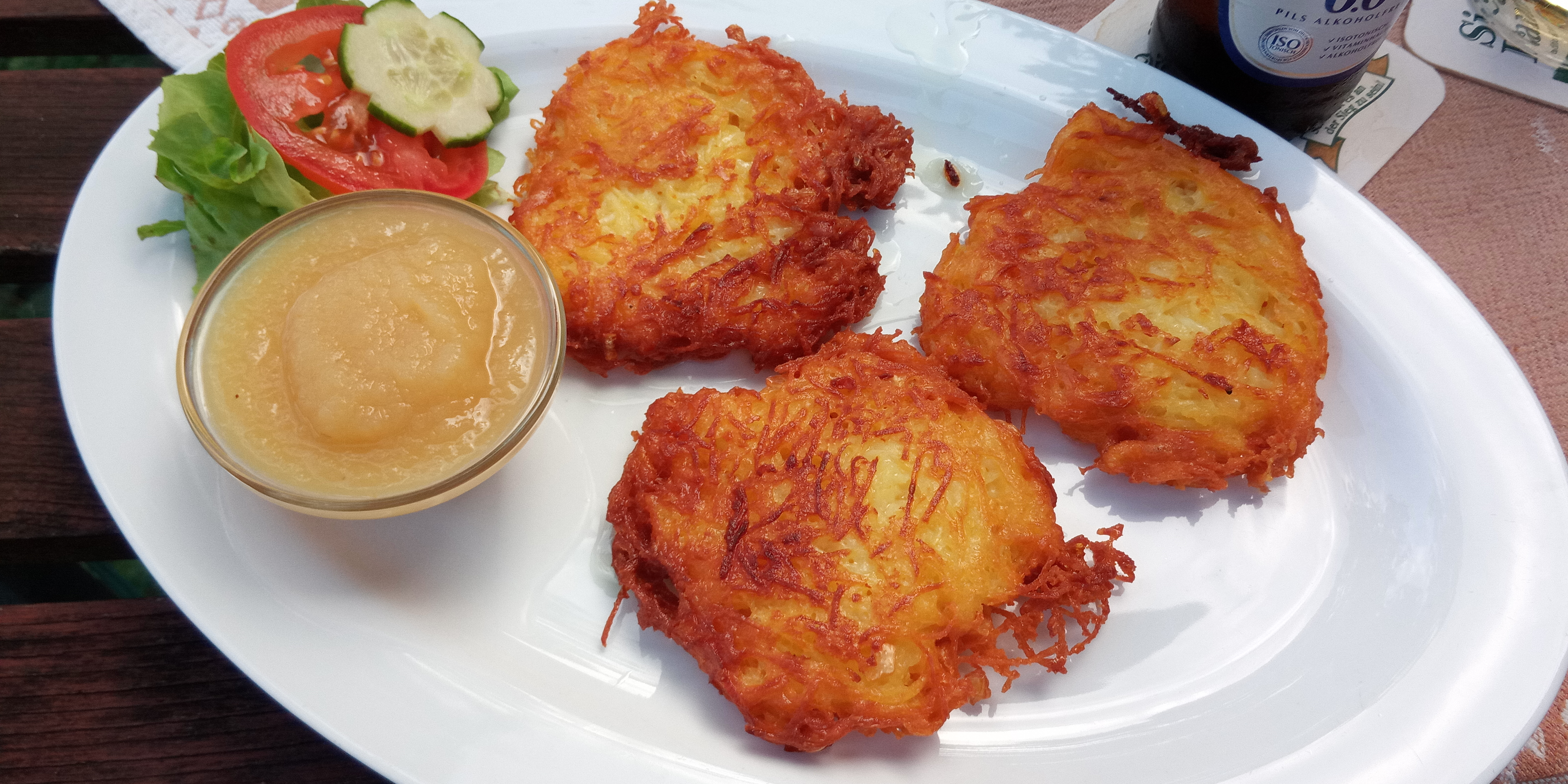
Knusprig ausgebackene Reibeplätzchen, traditionell mit süßem Apfelmus serviert – ein beliebtes Gericht auf Märkten und Dorffesten

Die kulinarische Ausprägung des Tecklenburger Landes ist vorrangig durch die westfälische Küche geprägt, weist jedoch bereits charakteristische Einflüsse aus dem niedersächsischen Kulturraum auf. Diese regionale Verflechtung spiegelt sich in einer Vielzahl traditioneller Speisen, die sich sowohl in ihren Zubereitungstechniken als auch in der Auswahl der Zutaten durch lokale Besonderheiten auszeichnen.
Ein exemplarisches Beispiel stellt die Tecklenburger Buttermilchsuppe dar – eine säuerlich-erfrischende Suppe auf Buttermilchbasis, die häufig mit Kartoffeln, Lauch oder Speck angereichert wird. Der westfälische Pumpernickel, ein über viele Stunden bei niedriger Temperatur gebackenes Roggenbrot mit süßlich-malzigem Aroma, fungiert als zentrales Element zahlreicher herzhafter Speisen.
Der luftgetrocknete und über Buchenholz geräucherte Knochenschinken gilt als prägnantes Beispiel für die fleischverarbeitende Tradition der Region. Ergänzt wird das Angebot durch eine Vielzahl hausgemachter Wurstwaren wie Leberwurst, Mettwurst und Sülze, die insbesondere in Hofläden und Landgasthöfen vermarktet werden. Reibeplätzchen mit Apfelmus – knusprig gebratene Kartoffelpuffer – sind fester Bestandteil regionaler Festkultur und werden beispielsweise im Rahmen der Ibbenbürener Veranstaltung Tolle Knolle hervorgehoben.
Das kulinarische Repertoire umfasst darüber hinaus saisonale Gerichte wie Grünkohl mit Pinkel sowie herzhafte Buchweizenpfannkuchen. Der sogenannte Kilmerstuten, ein süßes Hefegebäck, wird traditionell zu festlichen Anlässen gereicht. Eine lokal begrenzte Spezialität stellt das sogenannte Klaushähnchen dar – ein figürlich geformtes Gebäck, das ausschließlich im Tecklenburger Land und in Teilen des Landkreises Osnabrück verbreitet ist und insbesondere in der Adventszeit eine kulturelle Rolle spielt. Der in Mettingen produzierte Wacholderschnaps der Brennerei Langemeyer verdeutlicht darüber hinaus die fortbestehende Bedeutung traditioneller Spirituosenherstellung in der Region.

## Sport

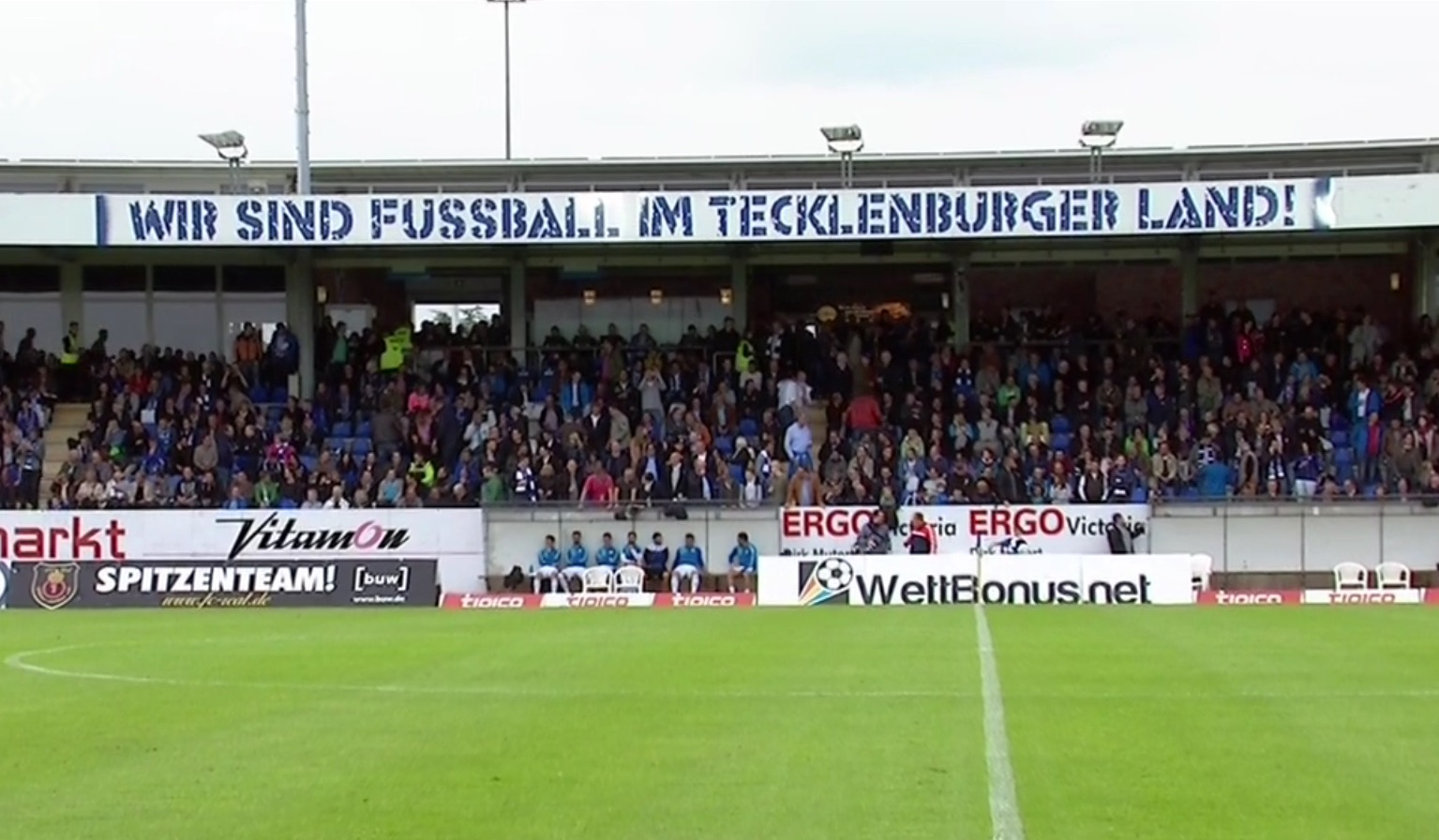
Blick auf die Haupttribüne des Frimo-Stadions in Lotte

Die Sportarten Fußball, Pferdesport und Volleyball sind im Tecklenburger Land von besonderer Bedeutung. In der Regionalliga West des DFB spielt der Fußballverein Sportfreunde Lotte, der im DFB-Pokal 2016/17 durch das Erreichen des Viertelfinales deutschlandweite Bekanntheit erlangte. Seit der Saison 2016/17 befindet sich die Laggenbecker Volleyballmannschaft des VCB Tecklenburger Land in der 2. Volleyball-Bundesliga.
Hörstel und Lienen zählen zu den Zentren des Pferdesports in der Region. Auf der Anlage an der Surenburg in Hörstel-Riesenbeck werden jährlich Deutsche und Weltmeisterschaften im Zweispänner und Tandemfahren und dem deutschen Fahrerderby ausgetragen. In der Vergangenheit fanden dort bereits deutsche Springmeisterschaften, das Jugendreitsportfestival und Dressurveranstaltungen statt. Die Springreiter und Olympiasieger Ludger Beerbaum und Marco Kutscher sind in Riesenbeck beheimatet. Seit 2000 ist Lienen Austragungsort des Deutschen Fohlenchampionats. Aus über 1000 vorgestellten Fohlen wird das Stut- und Hengstfohlen des Jahres gekürt. Aus Lienen stammen die Springreiter Toni und Felix Haßmann.
Überregional in den Ligen sind in der 1. Bundesliga Kegeln die KSG Tecklenburger Land, in der Deutschen Pétanque-Bundesliga der Bouleverein Ibbenbüren und in der 2. Bundesliga Tanzen die TSG move and dance Ibbenbüren aktiv. In der Beachsoccer-Bundesliga ist der BSC Ibbenbüren amtierender Deutscher Meister.
Der Radsportverein Leeden spielt in der 2. Radball-Bundesliga. Seit vielen Jahrzehnten richtet der Radsportverein im Tecklenburger Ortsteil Leeden das Internationale Radball-Turnier mit Teilnehmern aus fünf europäischen Ländern aus.

## Sehenswürdigkeiten

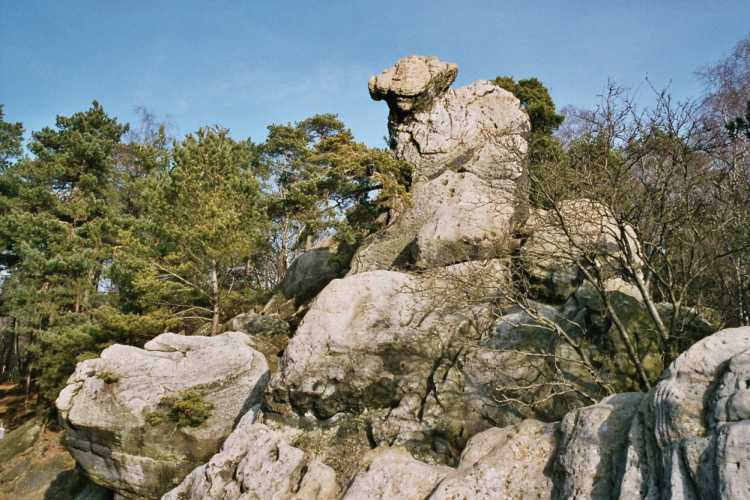
Das Hockende Weib in den Dörenther Klippen

Das Tecklenburger Land ist durch seine abwechslungsreiche Landschaft und seine historische Bausubstanz reich an Sehenswürdigkeiten und daher weit über die Grenzen Westfalens als Ferienregion bekannt. Vor allem der staatlich anerkannte Luft- und Kneipp-Kurort Tecklenburg zieht viele Gäste aus nah und fern in die Region. Häufig sind dies wegen der räumlichen Nähe Touristen aus den Niederlanden. Weitere staatlich anerkannte Erholungsorte im Tecklenburger Land sind Brochterbeck, Lienen und Mettingen.
Ein Heilbäd im Tecklenburger Land ist die staatlich anerkannte Schwefelheilquelle Bad Steinbeck. Die ehemals vorhandenen Bäder Mettingen, Bad Holthausen in Brochterbeck und Ledde zeugen von einer langen Kurtradition.

### Natur
Natürliche Sehenswürdigkeiten befinden sich in großer Zahl im Teutoburger Wald mit seinen Bergen und Felsen. Die bekannteste Feldformation ist das Hockende Weib in den Dörenther Klippen. Der Hermannsweg führt als Wanderweg entlang der Kammlagen des Teutoburger Waldes quer durch das Tecklenburger Land.
Die Naturschutzgebiete Heiliges Meer – Heupen und Recker Moor sind besondere Naturreservate. In ihnen sind seltene Tier und Pflanzenarten zuhause, die sonst weitgehend ausgestorben sind. Die biologische Station am Heiligen Meer bietet Exkursionen durch diese Tier- und Pflanzenwelt an.
Zahlreiche Wanderwege erschließen die Natur für Wanderer und Radfahrer, darunter die 100-Schlösser-Route, die Dortmund-Ems-Kanal-Route und die Friedensroute.

### Gebäude und Orte

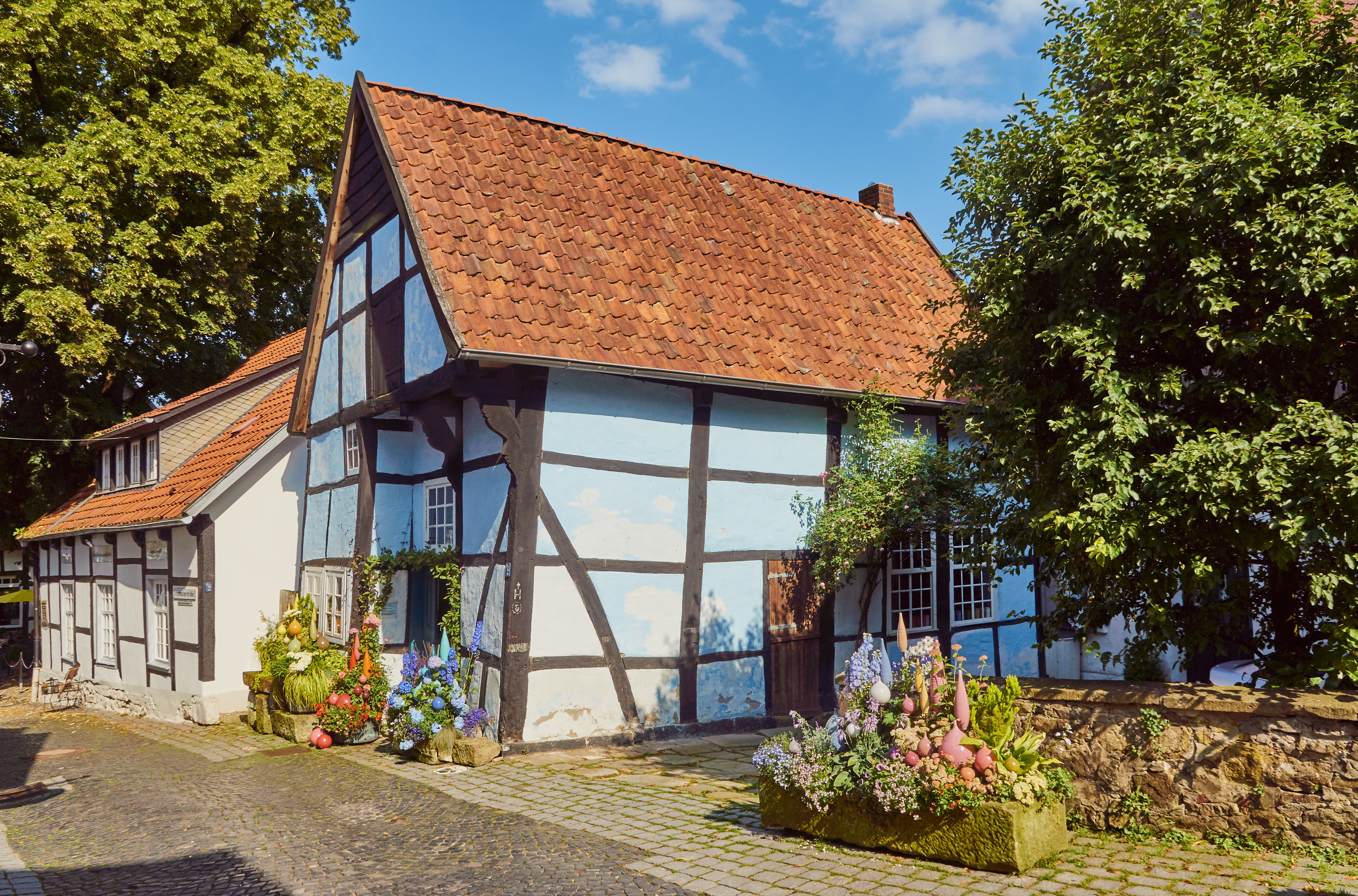
Weit verbreitet in der Region ist Fachwerk, hier das Schiefe Haus in Tecklenburg

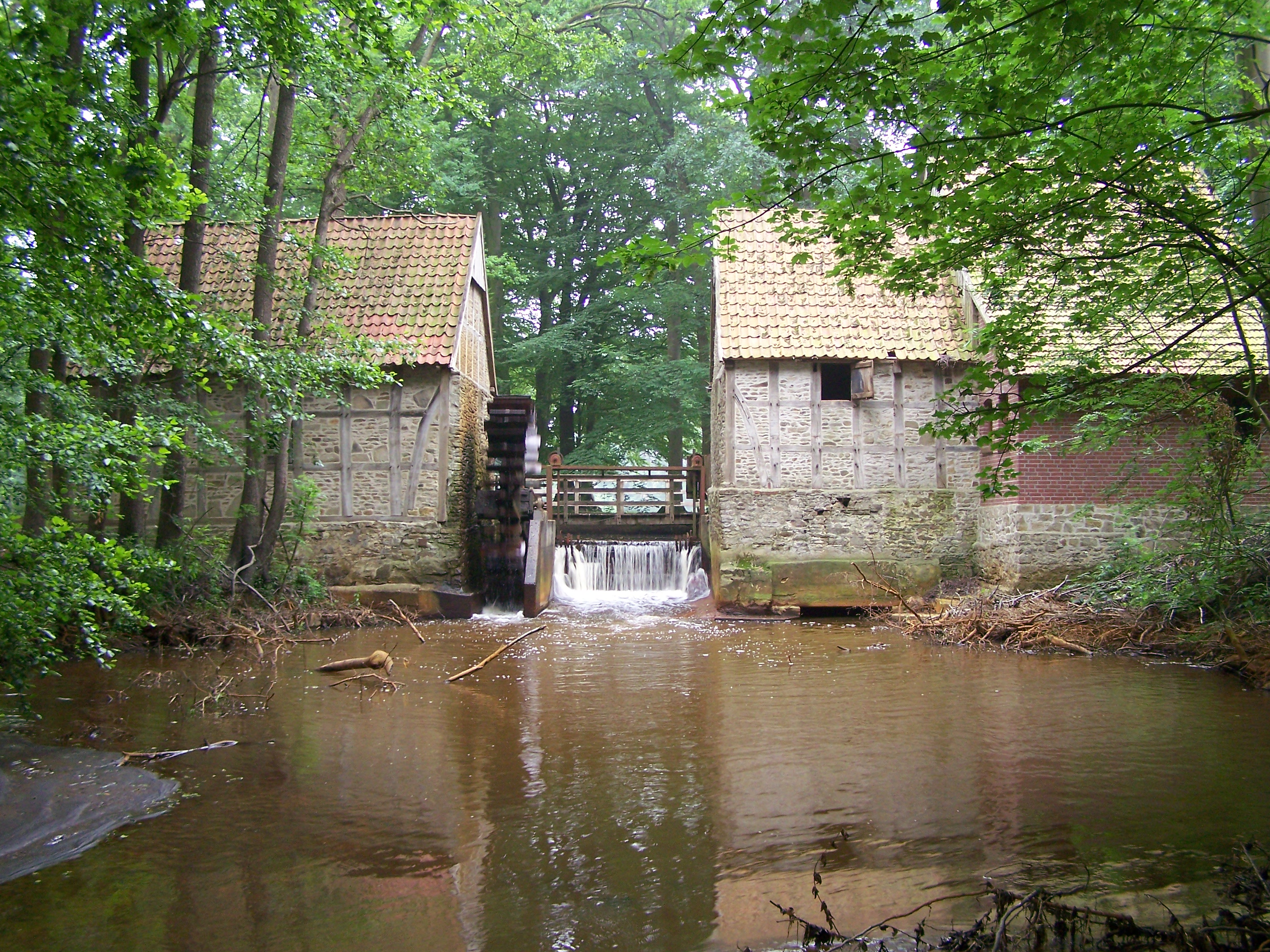
Ölmühle Halverde

Das Tecklenburger Land ist reich an historisch sehenswerten Orten. Dazu gehören Tecklenburg, Ibbenbüren, Bevergern und Hopsten. Eine Attraktion ist das Kloster Gravenhorst, ein ehemaliges Zisterzienserinnenkloster aus dem 13. Jahrhundert, das seit 2004 das DA, Kunsthaus Kloster Gravenhorst beherbergt. Neben wechselnden Kunstausstellungen und -projekten hält die Reihe „Geschichte hinterm Giebel“ die reiche Historie des Orts und seiner Umgebung lebendig. Das Wasserschloss Haus Marck und die Surenburg zeugen von der einstigen Pracht der Herrensitze. Von ihnen ist im Gegensatz zur Ruine der Burg Tecklenburg oder der gänzlich geschleiften Burg Bevergern noch etwas erhalten. Die malerisch gelegene Öl- und Kornmühle Halverde gibt einen Einblick in die Technik vergangener Jahrhunderte im Mühlenwesen.

### Museen
Das Bergbaumuseum und das Motorradmuseum befinden sich in Ibbenbüren. Das Postmuseum und das Schulmuseum in Mettingen zeigen Exponate aus der Geschichte. Fast jeder Ort hat ein eigenes Heimatmuseum, das nach vorheriger Absprache besichtigt werden kann.

## Relevante Personen aus dem Tecklenburger Land

### Geboren

#### Politik
- Bernhard Bergmeyer (1897–1987), CDU-Politiker, Mitglied des Deutschen Bundestages von 1953 bis 1961
- Gregor Determann (1911–1993), Zentrumspolitiker, Mitglied des Deutschen Bundestages von 1949 bis 1953
- Anja Karliczek (* 1971 in Ibbenbüren), CDU-Politikerin und von 2018 bis 2021 Bundesministerin für Bildung und Forschung
- Wolfgang Kölker (* 1959 in Rheine), der Steinbecker war in der Legislaturperiode 2000–05 NRW-Landtagsabgeordneter der CDU
- Karl-Josef Laumann (* 1957 in Riesenbeck), 2005–2010 und seit 2017 Arbeits- und Sozialminister in NRW
- Viktor Lutze (1890–1943) war als Nachfolger Ernst Röhms Stabschef der SA
- Bernd Saxe (* 1954 in Ibbenbüren), ehemaliger Bürgermeister der Hansestadt Lübeck
- Frank Sundermann (* 1965 in Mettingen), SPD-Politiker und nordrhein-westfälischer Landtagsabgeordneter

#### Religion
- Josef Averesch CSsR (1902–1949), Volksmissionar und Opfer des Nationalsozialismus
- Friedrich von Bodelschwingh (1831–1910), Pastor und Theologe in Deutschland (Innere Mission)
- Albert Freude (1877–1956), Pfarrer und langjähriger Dechant des Dekanats Ibbenbüren, Ehrenbürger der damaligen Stadt Bevergern
- Georg Hermes (1775–1831), Theologe und Philosoph
- Werner Heukamp (* 1929 in Hörstel), der Pfarrer lebt seit 1994 in Recke und hat sich seither dort als Heimatforscher verdient gemacht
- Josef Homeyer (1929–2010), der spätere Bischof von Hildesheim, war Kaplan in der Pfarrgemeinde St. Agatha
- August Konermann (1881–1950), katholischer Pfarrer und als Diözesanpräses der Katholischen Arbeiter Bewegung (KAB) des Bistums Münster bekannter „Arbeiterpriester“. Papst Pius XII. ernannte ihn 1943 zum Prälaten.
- Hermann Kriege (1820–1850), Revolutionär aus reichem Elternhaus, u. a. bekannt mit Karl Marx
- Friedrich Adolf Krummacher (1767–1845), reformierter Theologe
- Georg Langemeyer (Pater Bernhard Langemeyer; 1929–2014), Franziskaner-Pater und katholischer Theologe
- Schwester Maria Euthymia Üffing, am 7. Oktober 2001 seliggesprochene Clemensschwester
- Reinhild von Westerkappeln, heiliggesprochen 13. Jahrhundert, ziert das Wappen Westerkappelns
- Siegfried Schneider (1894–1935), Franziskaner-Pater und Verfasser christlicher Literatur, wegen seiner Verdienste um die Erneuerung und Pflege der religiösen Krippenkunst und die Entstehung der modernen Krippenbewegung im deutschen Sprachraum als „Krippenpater“ bekannt
- Norbert Strotmann (* 1946 in Riesenbeck), katholischer Bischof 1992 Weihbischof in Lima/Peru, 1997 Bischof der neu gegründeten Diözese von Chosica (Lima-Ost)
- Missionar Heinrich Sundermann (1849–1919), übersetzte das neue Testament in die niassische Sprache

#### Sport
- Werner Beckemeyer (* 1959 in Mettingen), Schachspieler und -trainer, trägt seit 1992 den Titel eines Internationalen Meisters
- Marius Bülter (* 1993 in Ibbenbüren), Fußballspieler
- Kerstin Garefrekes (* 1979 in Ibbenbüren), Fußballspielerin
- Hermann Gösmann (1904–1979), sechster DFB-Präsident
- Peter Niemeyer (* 1983 in Riesenbeck), Profifußballer bei Hertha BSC und ehemaliger U-21-Nationalspieler
- Lars Unnerstall (* 1990 in Ibbenbüren), Fußballspieler
- Simon Rolfes (* 1982 in Ibbenbüren), Fußballspieler
- Erich Rutemöller (* 1945 in Recke), Fußballtrainer
- Katharina Schallenberg (* 1980 in Lengerich), Golfspielerin
- Christel Schulz (1921–2014), Leichtathletin, sprang 1939 im Weitsprung als erste Frau der Welt über 6 m
- Wolfgang Sidka (* 1954 in Lengerich), Fußballspieler und Trainer
- Annika Suthe (* 1985 in Mettingen), Speerwerferin, Olympiateilnehmerin 2004 und Junioren-Europameisterin, derzeit aktiv für Bayer 04 Leverkusen

#### Sonstige
- Wolfgang Arenhövel (* 1946 in Ibbenbüren) Vorsitzender des deutschen Richterbundes
- August Brenninkmeijer (* 1819; † 1892), Gründer C&A
- Clemens Brenninkmeijer (* 1818; † 1902), Gründer C&A
- Thomas Bühner (* 1962 in Riesenbeck), Koch
- Alfred Hause (1920–2005), Violinist, Dirigent und Kapellmeister
- Anton Hilckman (1900–1970), Volkskundler und Hochschullehrer
- Friedrich Ernst Hunsche (1905–1994), Schriftsteller, Dichter, Heimatforscher, Plattdeutsche Sprache und Geschichten, Archivar, Ahnenforscher, Forschung zur Auswanderung
- Ingo Knollmann (* 1976 in Ibbenbüren), Sänger aus Münster (Nordrhein-Westfalen), bekannt wurde er als Frontmann der Band Donots
- Kasper König (1943–2024), Direktor des Museums Ludwig, Kunstprofessor und Kurator
- Hermann Lenhartz (1854–1910) machte sich vor allem durch zahlreiche medizinische Schriften sowie zum Teil bis heute praktizierte Behandlungsmethoden und Diäten einen Namen.
- Hubert Rickelmann (1883–1961), Heimatforscher und Autor, der die Geschichte Mettingens und des hiesigen Bergbaus sowie das Tüöttenwesen erforscht hat
- Josef Wiese (1932–2009), Bäcker und Konditor sowie Unternehmer und Erfinder, Mitgründer der Conditorei Coppenrath & Wiese

### Gewirkt oder gelebt

#### Politik
- Constantin Heereman von Zuydtwyck (1931–2017), MdB und langjähriger Präsident des Deutschen Bauernverbandes
- Wilhelm Vershofen (1878–1960), Wirtschaftswissenschaftler, Politiker (DDP) und Schriftsteller

#### Religion
- Wilhelm Emmanuel von Ketteler (1811–1877), der spätere „Sozialbischof“ und deutsche Politiker (Zentrumspartei) war von 1846 bis 1848 Pfarrer in Hopsten.

#### Sport
- Ludger Beerbaum (* 1963 in Detmold), erfolgreicher Springreiter und Olympiagewinner, wohnt und trainiert in Riesenbeck
- Silke Spiegelburg (* 1986 in Georgsmarienhütte), Stabhochspringerin
- Richard Spiegelburg (* 1977 in Georgsmarienhütte), Stabhochspringer
- Hans-Dieter Tippenhauer (1943–2021), in den 1970er und 1980er Jahren ein erfolgreicher deutscher Fußballtrainer

#### Sonstige
- Klaus J. Behrendt (* 1960 in Hamm), Schauspieler und bekannter Tatort-Kommissar
- Edmund Löns (1880–1964), jüngerer Bruder des Heidedichters Hermann Löns, bekannt vor allem durch die Zucht der kleinen Münsterländer
- Alexander von Stahl (* 1938 in Berlin), ehem. Generalbundesanwalt
- Johann Weyer (auch: Weier, Wier, Wierus, Piscinarius; 1515/16–1588), Arzt und Gegner der Hexenverfolgung
- Josef Winckler (1881–1966), westfälischer Schriftsteller